# Ali
Ali ibne Abi Talibe (em árabe: علي بن أبي طالب; Meca c. 600 – Cufa, janeiro de 661) cumpre uma série de papéis políticos, legislativos, espirituais e até cósmicos dentro das várias expressões do islamismo sunita e xiita. Ele é primo em primeiro grau do Profeta Muhammad; primeiro dos imames para todos os muçulmanos xiitas — o próprio termo xiita sendo derivado da designação Shīʿat Ali, 'os apoiadores de Ali'; quarto e último dos 'califas bem orientados' (al-khulafāʾ al-Rashidun); genro do Profeta por casamento com Fátima; pai dos únicos netos sobreviventes do Profeta, al-Hasan e al-Husayn, e, portanto, antepassado de todos os descendentes do Profeta, referido como a 'nobreza' espiritual (o shurafāʾ, sing. Sharif; ou Sadat, sing. sayyid, lit. 'senhor') da comunidade muçulmana. Ele era conhecido por sua lealdade ao Profeta e seu papel corajoso em várias expedições militares na defesa da antiga comunidade muçulmana. Também conhecido por sua piedade, seu profundo conhecimento do Alcorão e da Sunna (a prática exemplar do Profeta), ele figura com destaque em várias tradições esotéricas do islã, incluindo o sufismo.
Ali ibn Abi Talib era primo de Muhammad, filho de seu tio, Abu Talib. Muhammad, órfão em tenra idade, foi levado para a casa de seu tio e criado lá. Mais tarde, quando o próprio tio ficou empobrecido, Muhammad levou seu jovem primo Ali para sua própria casa para aliviar o fardo de seu tio. Ali foi supostamente o primeiro — depois da primeira esposa de Muhammad, Khadija — a aceitar a mensagem do Profeta. Quando Muhammad foi forçado a deixar sua cidade natal, Meca, no ano de 622 e se estabelecer em Medina, Ali o seguiu logo depois. De acordo com a tradição xiita, Ali garantiu a fuga segura do Profeta de Meca dormindo na cama de Muhammad vestindo suas roupas, de modo que os habitantes de Meca que forçaram a entrada no quarto do Profeta para matá-lo ficaram surpresos ao encontrar a pessoa errada ali e seu plano. fracassado. Durante seus dez anos em Medina (622-632), Muhammad lançou as bases para um estado islâmico. Seu primo era seu confidente mais próximo, tornando-se seu genro também ao se casar com a filha de Muhammad, Fátima. Quando o Profeta entrou na Meca conquistada em 630, Ali — de acordo com a tradição xiita — carregava a bandeira. Foi Ali quem capturou o Iêmen e converteu seu povo ao Islã, e quando o Profeta iniciou sua batalha final contra a cidade oásis de Tabuk no norte da Arábia (outono de 630), foi Ali quem ele nomeou como seu representante (Khalifa) em Medina.
Quando o Profeta morreu em 8 de junho de 632, no entanto, não foi Ali quem foi nomeado seu sucessor, mas o antigo companheiro de Muhammad, Abacar, que ocupou o cargo por dois anos e três meses. Então veio Omar ibne Alcatabe, por dez anos e seis meses. Ele foi seguido por Uthman, que dominou por doze anos. E depois de Uthman, o próprio Ali foi reconhecido como califa e continuou nesse cargo por quatro anos e seis meses.
O curto califado de Ali (656-661) foi repleto de lutas sangrentas. Durante este período, ele realizou três guerras. O primeiro conflito foi em Basra com os Nakisin, ou aqueles que se retiraram, ou seja, Aixa e Talha e Zubair. Isso foi chamado de Batalha do Camelo, porque Aixa estava montada em um camelo. Após esta batalha, ele foi forçado a deixar Medina e recuar para o Iraque, onde se estabeleceu na cidade de Cufa (al-Kûfa) no Eufrates, uma cidade de guarnição árabe da época da conquista. O segundo conflito foi com os Kasitin, aqueles que agiram injustamente, ou os Separatistas, ou seja, Moáuia e seus partidários. A terceira luta foi com os Mariqin, os hereges, que eram os Carijitas, ou rebeldes. Esta batalha foi travada no vale de Nahravan. Portanto, a maior parte dos dias do califado de Ali foram gastos na superação da oposição interna. Finalmente, na manhã do dia 19 do Ramadã do ano 40 A.H., enquanto rezava na mesquita de Kufa, ele foi ferido por um dos Carijitas e morreu como mártir durante a noite do dia 21.
De acordo com o testemunho de amigos e inimigos, Ali não tinha deficiências do ponto de vista da perfeição humana. E nas virtudes islâmicas ele foi um exemplo perfeito da educação e treinamento dado pelo Profeta. As discussões que ocorreram sobre sua personalidade e os livros escritos sobre o assunto por xiitas, sunitas e membros de outras religiões, bem como os simples curiosos fora de quaisquer corpos religiosos distintos, dificilmente são igualados no caso de qualquer outra personalidade. na história. Em ciência e conhecimento, Ali era o mais erudito dos companheiros do Profeta e dos muçulmanos em geral. Em seus discursos eruditos, ele foi o primeiro no Islã a abrir a porta para demonstrações e provas lógicas e a discutir as "ciências divinas" ou metafísica (ma'arif-i ilahiyah). A bondade de Ali para com os humildes, compaixão pelos necessitados e pobres, e generosidade e munificência para com os que estão na miséria e na pobreza. Ali gastava tudo o que ganhava para ajudar os pobres e necessitados, e ele próprio vivia da maneira mais estrita e simples. Ali amava a agricultura e passava muito tempo cavando poços, plantando árvores e cultivando campos. Mas todos os campos que ele cultivou ou poços que construiu ele deu doações (waqf) aos pobres. Suas doações, conhecidas como "esmola de Ali", tiveram a notável renda de vinte e quatro mil dinares de ouro no final de sua vida.

## Nomes e Títulos

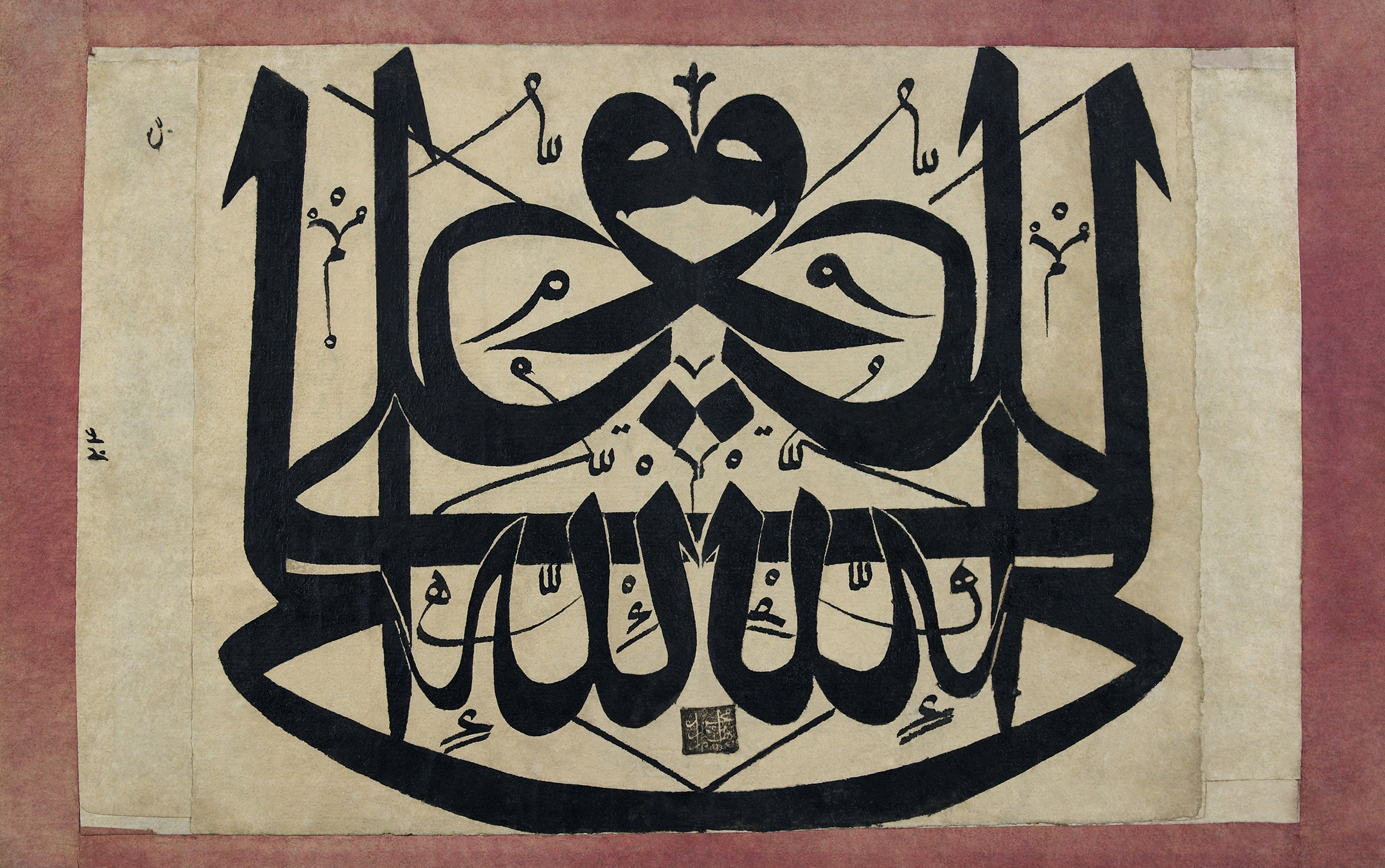
Exemplo de escrita espelhada em caligrafia islâmica. Levha otomana do século XVIII, ou painel caligráfico, que retrata a frase xiita 'Ali é o vice-gerente de Deus' (em árabe: علي ولي الله) no anverso e no verso, criando uma imagem espelhada. O calígrafo usou a dobra vertical central no papel grosso de cor creme para ajudar a traçar a duplicação caligráfica (Selim 1979, 162) antes de montá-la em um papelão e colar molduras retangulares rosa ao longo de suas bordas.

Ali é conhecido na tradição islâmica por vários nomes e títulos, alguns refletindo suas qualidades pessoais e outros derivados de episódios particulares de sua vida. Seu pai Abu-Talib o nomeou Zayd em homenagem a seu ancestral, Qusayy ibn Kilab.  Sua mãe, Fatimah bint Asad, o chamou de Haydar em homenagem a seu pai, Asad. Asad e Haydar ambas as palavras significam um Leão. Portanto, na Batalha de Khaybar, enquanto recitava a poesia marcial combatendo, com Marhab, ele disse: “Eu sou aquele cuja mãe o chamou de Haydar.” O Profeta, sob inspiração divina, chamou-o com o nome de `Ali. Há outra opinião de que o próprio Abu-Talib lhe deu o nome de Ali.  Ali, tem como raiz ʿ-L-Y, que significa 'elevação, exaltação' (ʿuluww); sua forma adjetiva, ʿalī, significa assim ‘exaltado’. As tradições pertencentes ao nome de Ali se concentram nesse significado. 
O nome Ali usado no árabe clássico nunca é usado com o artigo definido ‘al-’ para distingui-lo como um nome próprio em vez de um adjetivo. Ibn Shahrāshūb diz que este nome parece ter sido único na época, devido à sua ausência na bibliografia de fontes árabes anteriores. Várias tradições comentam sobre a adequação do nome ʿAlī em relação ao seu caráter excepcional, por ser 'elevado' em relação ao conhecimento, magnanimidade, piedade, coragem, bondade e outras virtudes. 
Siddiq (Veraz), Wasi (Sucessor do Profeta), Faruq (Distintor), Ya'sub Al-Din (O Chefe da Religião), Wali (Guardião), Amir Al-Mu' Minin (O Líder dos Crentes), Amin (Administrador), Al-Murtadha (O Satisfeito), Khayr Al-Bashar (O Melhor da Humanidade), Asad Allah (Leão de Deus) são seus títulos famosos.  O Shiʿi Azan refere-se a Ali como walī Allāh (Amigo de Deus) e ḥujjat Allāh (Prova de Deus), conforme expresso nas declarações 'Testemunho que Ali é o Amigo de Deus' ou 'Testifico que Ali é a Prova de Deus' imediatamente após o testemunho quanto ao status de Muhammad como Mensageiro de Deus. A frase beneditória 'Deus exalte seu semblante' (karrama Allāhu wajhahu) é usada exclusivamente após o nome de Ali e, portanto, indicativa de seu status especial. Além disso, os relatórios proféticos primeiro usam o título 'Comandante dos Fiéis' (Amir al-muʾminīn) em referência a Ali. Al-Shaykh al-Mufīd refere-se a vários relatos nos quais o Profeta se referiu a Ali como Amir al-muʾminīn. 
Imam Ali ('a) recebeu muitos Kunyas (ou seja, um agnomen dado como uma honra, geralmente começando com abu; o pai de') alguns dos quais são os seguintes: Abu'l-Rayhanatayn (O Pai dos Dois Basílios) , Abu'l-Sibtayn (o pai dos dois netos), Abu'l-Hasan (o pai de Al-Hasan) Ali recebeu este Kunya, porque Al-Hasan era seu filho mais velho, Abu-Turab (o pai de Poeira) as tradições relatam que o Profeta uma vez viu Ali deitado no chão, ao que se aproximou dele e limpou a poeira de seus ombros, enquanto o chamava de Abu Turab. 

## Linhagem
O nome completo e a linhagem de 'Ali era 'Ali ibn Abi Talib ('Abd Manâf)' ibn 'Abdul-Muttalib, que se chamava Shaybah al-Hamd, ibn Haxim ibne Abde Manafe ibn Quṣayy ibn Kilâb ibn Lu'ayy ibn Ghâlib ibn Fihr ibn Mâlik ibn an-Naḍr ibn Kinânah ibn Khuzaymah ibn Madrakah ibn Ilyâs ibn Muḍar ibn Nizâr ibn Ma'd ibn 'Adnân. Ele era o primo paterno do Mensageiro de Allah e compartilhou um avô com ele em 'Abdul-Muttalib ibn Hashim. Seu pai era Abu Talib, irmão pleno de Abdullah, o pai do Profeta. 
Abu Talib era o pai de 'Ali ibn Abi Talib. O nome verdadeiro de Abū-Talib era o mesmo de seu ancestral, `Abd-Manaf. Alguns narradores dizem que seu nome era 'Imran. Todos os historiadores anteriores aceitam seu nome como Abu-Talib e seu kunyah como o mesmo. Ele era trinta e cinco anos mais velho que o Profeta. Por quarenta e três anos, ele permaneceu sob a tutela de seu pai, 'Abd al-Muttalib, e adquiriu dele seu aprendizado em literatura, poesia e outras disciplinas. Em seu tempo, ele era um conhecido poeta e littérateur. Além disso, ele possuía uma personalidade impressionante e bonita. Ele combinou em sua pessoa a dignidade hachemita e a opulência coraixita. Depois de `Abd al-Muttalib, ele herdou os cargos de Rifadah (alimentação dos peregrinose) Siqayah (abastecimento de água para os peregrinos). Ele foi lembrado com os títulos de Shaykh al-Batha', Sayyid al-Batha' e Ra'is Makkah. Diyarbakri escreve: “Depois de Haxim, o dever de alimentar os Hajjis foi confiado a `Abd al-Muttalib. Após sua morte, até o advento do Islã, todos os anos esse dever era cumprido por Abu Talib." 
Abu Talib não tinha riqueza. Ele amava muito o sobrinho e, quando ele saía, levava-o consigo. Abu Talib cuidou do Profeta após a morte de seu avô, então o Profeta cresceu com ele sob seus cuidados. Quando o Mensageiro de Allah proclamou o chamado a Allah abertamente, Abu Talib ficou ao lado dele e estava determinado a apoiá-lo e não decepcioná-lo. Abu Talib conectou seu destino ao de seu sobrinho Muhammad; de fato, ele aproveitou o fato de ser o líder dos Banu Hashim para reunir os Banu Hashim e os Banu Muttalib em seu apoio, jurando viver ou morrer juntos em defesa do Mensageiro de Allah. 
A mãe de 'Ali era a nobre Companheira Fatimah bint Asad ibn Hashim ibn Abd Manâf ibn Quşayy al-Hashimiyyah. Ela foi a primeira mulher Hashemi a dar à luz um filho Hashemi. Ela cuidou do Profeta quando seu tio paterno Abu Talib o patrocinou por recomendação de seu próprio pai 'Abdul-Muttalib. Ela era como uma mãe para ele depois que sua própria mãe morreu; ela cuidou dele e cuidou dele o melhor que pôde. O profeta passou duas décadas de sua vida sob seus cuidados, e ela respondeu ao chamado do Islã e se tornou uma das primeiras mulheres muçulmanas, uma das mulheres da elite que ocupava uma posição elevada no reino da virtude. Ela era a bondade e a compaixão em pessoa. Isso é exemplificado na maneira como ela interagiu com Fatimah az-Zahra 'e a ajudou por pura bondade para com ela e seu pai. Foi narrado por Ali que ele disse: Eu disse à minha mãe: Cuide de trazer água e outras tarefas para Fátima, e ela se encarregará de moer farinha e fazer massa para você. Sua alta posição em relação ao Profeta é reforçada pelo fato de que ela memorizou e narrou uma série de hadiths do Profeta. Ela era muito estimada pelo Mensageiro de Allah, e ele lhe deu presentes. Ibn Hajar narrou em al-Iṣâbah que 'Ali disse: Um terno de brocado foi dado ao Mensageiro de Allah, e ele disse: "Não, em vez disso, transforme-os em véus e dê-os às Fátimas." Foi cortado em quatro pedaços: uma cobertura para a cabeça de Fátima, a filha do Mensageiro de Allah, uma cobertura para a cabeça de Fatimah bint Asad, uma cobertura para a cabeça de Fatimah bint Hamzah e ele não mencionou o quarto. 

## Biografia

### Na vida de Maomé

#### Nascimento e primeiros anos de vida
Existem muitos relatos diferentes sobre o ano de seu nascimento. Haçane de Baçorá afirmou que nasceu quinze ou dezesseis anos antes do início da missão do Profeta. Ibn Ishaq afirmou que nasceu dez anos antes do início da missão, e Ibn Hajar considerou essa visão como mais provável de estar correta.  Al Qurashi afirma que Ali nasceu na sexta-feira, 13 de Rajab, trinta anos após o Ano do Elefante em Meca. De acordo com o calendário gregoriano, ele nasceu em 600 DC, dez anos antes do Mabaas, o início da missão profética quando Muhammad tinha aproximadamente trinta anos de idade.  Muitas fontes, especialmente as xiitas, registram que ele foi a única pessoa nascida no santuário sagrado da Caaba, um santuário supostamente construído por Abraão e posteriormente dedicado aos deuses tradicionais dos árabes, que se tornou o santuário central do Islã após o advento da religião e a remoção de todos os ídolos dela. Al-Hakim al-Nishapuri disse: Os relatos de que 'Ali nasceu dentro da Caaba são mutawiitir (relatados por tantas pessoas que não seria possível para eles terem concordado com uma inverdade). 
Quando tinha cerca de cinco anos de idade, Ali foi levado para a casa de Muhammad, a fim de aliviar a pressão sobre a família de Abu Talib durante uma fome severa, e Ali permaneceu sob os cuidados de Muhammad como seu guardião até, e além, o advento de missão deste último. Em um de seus sermões, Ali se refere à intimidade de seu relacionamento com o Profeta neste período: 'Quando eu era apenas uma criança, ele me colocou sob sua proteção …  Eu o seguiria [o Profeta] como um bebê camelo segue os passos de sua mãe. Todos os dias ele levantava para mim um sinal de seu nobre caráter, ordenando-me que o seguisse. Ele iria todos os anos para a reclusão na [montanha de] Ḥirāʾ. Eu o vi e ninguém mais o viu.' 

#### Aceitação do Islã
Quando Mohammad foi chamado por Deus para ser um profeta, Ali, embora com apenas dez anos de idade, tornou-se um de seus primeiros seguidores. Ali é descrito na biografia padrão do Profeta, a de Ibn Isḥāq, como “o primeiro homem a acreditar no apóstolo de Deus, a orar com ele e a acreditar em sua mensagem divina”. Ali também afirmou, em um relatório citado por al-Tabari, que realizou a oração muçulmana sete anos antes de outros homens. Em um sermão, Ali declarou: ‘Naquela época, nenhuma casa era reunida para a religião do Islã, exceto [aquela que compreendia] o Mensageiro de Deus, Khadija e eu como o terceiro. Vi a luz da revelação e da mensagem e senti o perfume da profecia”. 
Foi três anos após o início da missão de Muhammad que ele decidiu fazer um anúncio público dela. A ocasião que ele escolheu foi uma reunião de seu próprio clã. Para os xiitas, esta reunião tem um significado adicional, pois, de acordo com fontes sunitas e xiitas, nesta reunião Muhammad fez uma declaração significativa sobre o relacionamento de 'Ali consigo mesmo. O seguinte é um relato desse episódio de acordo com a Tarikh al-Tabari , considerado por sunitas e xiitas como um dos mais confiáveis cronistas da vida do Profeta. Tabari descreve como, após a revelação do versículo do Alcorão: "E admoesta os teus parentes mais próximos." , Muhammad preparou uma refeição e convidou cerca de quarenta membros do clã de 'Abdu'l-Muttalib (isto é, os Banu Hashim). Após a refeição, Muhammad estava prestes a se dirigir ao grupo quando Abu Lahab fez uma piada e dispersou a reunião. E assim, Muhammad os convidou novamente na noite seguinte para uma refeição. O que se segue é uma descrição do que ocorreu após a refeição nas palavras de 'Ali conforme registrado por Tabari:
Então o Apóstolo de Deus dirigiu-se a eles dizendo: 'Ó família de 'Abdul-Muttalib, por Deus, não conheço ninguém entre os árabes que tenha trazido para seu povo algo melhor do que eu trouxe para vocês. Eu trouxe para você o melhor deste mundo e do próximo. Deus Todo-Poderoso ordenou-me que vos chamasse a Ele. E qual de vocês me ajudará nesta Causa e se tornará meu irmão, meu curador e meu sucessor entre vocês?' E todos eles se abstiveram disso enquanto eu [Ali], embora eu fosse o mais jovem deles em idade, disse: 'Eu, ó Profeta de Deus, serei seu ajudante neste assunto.' E ele colocou o braço em volta do meu pescoço e disse: "Este é meu irmão, meu administrador e meu sucessor entre vocês, então ouça-o e obedeça. E assim, as pessoas se levantaram e estavam brincando, dizendo a Abu Talib ['Ali's pai]: 'Ele ordenou que você ouvisse seu filho e o obedecesse.
Essa passagem é interpretada pelos xiitas como uma indicação de que, desde o estágio inicial da carreira de Muhammad e em uma época em que 'Ali tinha apenas treze anos, Muhammad já havia escolhido 'Ali como seu sucessor. 

#### Da aceitação do Islã à migração
O segundo período da vida de Ali, com duração de pouco mais de uma década, começa em 610, quando Maomé recebeu a primeira de suas revelações, e termina com a migração do Profeta para Medina em 622. Durante esse período, Ali foi o companheiro constante de Maomé. Junto com Zayd ibn Ḥāritha, que era como um filho para o Profeta, Abu Bakr, um membro respeitado da tribo governante Quraysh de Meca, e Cadija, ele ajudou a formar o núcleo da primeira comunidade islâmica de Meca. De 610 a 622, Ali passou grande parte de seu tempo atendendo às necessidades dos crentes em Meca, especialmente os pobres, distribuindo o que tinha entre eles e ajudando-os em suas tarefas diárias. 
Logo após a morte da esposa do Profeta, Cadija, em 619, e, logo depois, de Abu Talib, o principal protetor do Profeta, os líderes coraixitas intensificaram a perseguição à nascente comunidade muçulmana. Isso culminou na decisão de assassinar o próprio Profeta. Ao tomar conhecimento de sua trama, o Profeta fez planos para migrar com seus seguidores para Medina.  
Fontes sunitas e xiitas confirmam a ocorrência em 622 dos episódios mais importantes desse período. Muhammad, sabendo que seus inimigos estavam planejando assassiná-lo, pediu a Ali que tomasse seu lugar e dormisse em sua cama; Muhammad então deixou Meca secretamente com Abu Bakr e chegou a Medina com segurança vários dias depois (sua chegada marca o início do calendário islâmico). Quando os conspiradores entraram na casa de Muhammad com punhais em punho, ficaram profundamente surpresos ao encontrar Ali, a quem não feriram.  A prontidão de Ali em arriscar sua vida pelo bem do Profeta é exaltada nas fontes, sendo o episódio referido como laylat al-mabīt ('a pernoite'). Vários exegetas referem-se a este ato como sendo o referente imediato (miṣdāq) do 'tipo de homem' mencionado em Q 2:207: “E há o tipo de homem que vende sua vida para ganhar o bom prazer de Deus” 

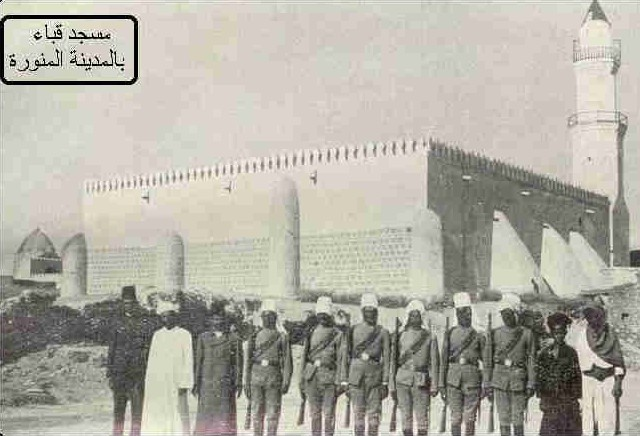
A Mesquita Quba original em Medina, construída pelo profeta Maomé.

Ali então devolveu a seus proprietários todas as propriedades mantidas em confiança por Muhammad, este último ainda sendo considerado al-Amin, 'o confiável' pelos coraixitas, apesar de ser perseguido por eles. Ali esperou por instruções e partiu algum tempo depois com a família de Muhammad.  Ele chegou em segurança a Qubā, nos arredores de Yathrib, que logo se tornou conhecida como Madinat al-Nabi (“Cidade do Profeta”) ou simplesmente Medina, seguindo as instruções do Profeta. Segundo algumas fontes, ele foi um dos primeiros seguidores de Maomé de Meca a chegar a Medina. 

#### O Período Medina
Em Yathrib (recentemente chamado de Al-Medinah Al-Munawwarah) Ali também estava constantemente na companhia do Profeta em público e em particular. Nesta cidade o Profeta começou a estabelecer seu grande estado que adotou de forma positiva e aplicável os direitos humanos, dignidade, segurança, luxo e ensino. Primeiro, ele fundou uma mesquita para ser o centro de seu governo. A partir desta mesquita, todas as decisões foram tomadas, todas as leis foram aplicadas e todos os tratados e tréguas foram concluídos. Ali foi um dos que participaram da construção da Mesquita do Profeta. 
Pouco depois da chegada dos exilados a Medina, outro acontecimento significativo ocorreu. Muhammad decretou que cada muçulmano deveria se tornar irmão de outro muçulmano. Assim, Abu Bakr e 'Umar se tornaram irmãos, assim como Talha e Zubair, e 'Uthman e 'Abdu'r-Rahman ibn Awf. Todas as autoridades, sejam sunitas ou xiitas, concordam que Muhammad escolheu 'Ali para ser seu próprio irmão. O seguinte é o relato dado no Sunan al-Tirmidhi, uma coleção de Tradições aceitas como autorizadas pelos sunitas: O Apóstolo de Deus fez irmãos entre seus companheiros, e 'Ali veio até ele com lágrimas nos olhos chorando: ' Ó Apóstolo de Deus! Você fez irmãos entre seus companheiros, mas você não fez de ninguém meu irmão.' E o Apóstolo de Deus disse a ele: "Você é meu irmão neste mundo e no próximo." Durante o período de Medina, 'Ali atuou como secretário e vice de Muhammad. Sempre que havia documentos importantes a serem escritos, como o tratado de Hudaybiyya, era 'Ali quem os escrevia. 

#### Casamento com Fátima

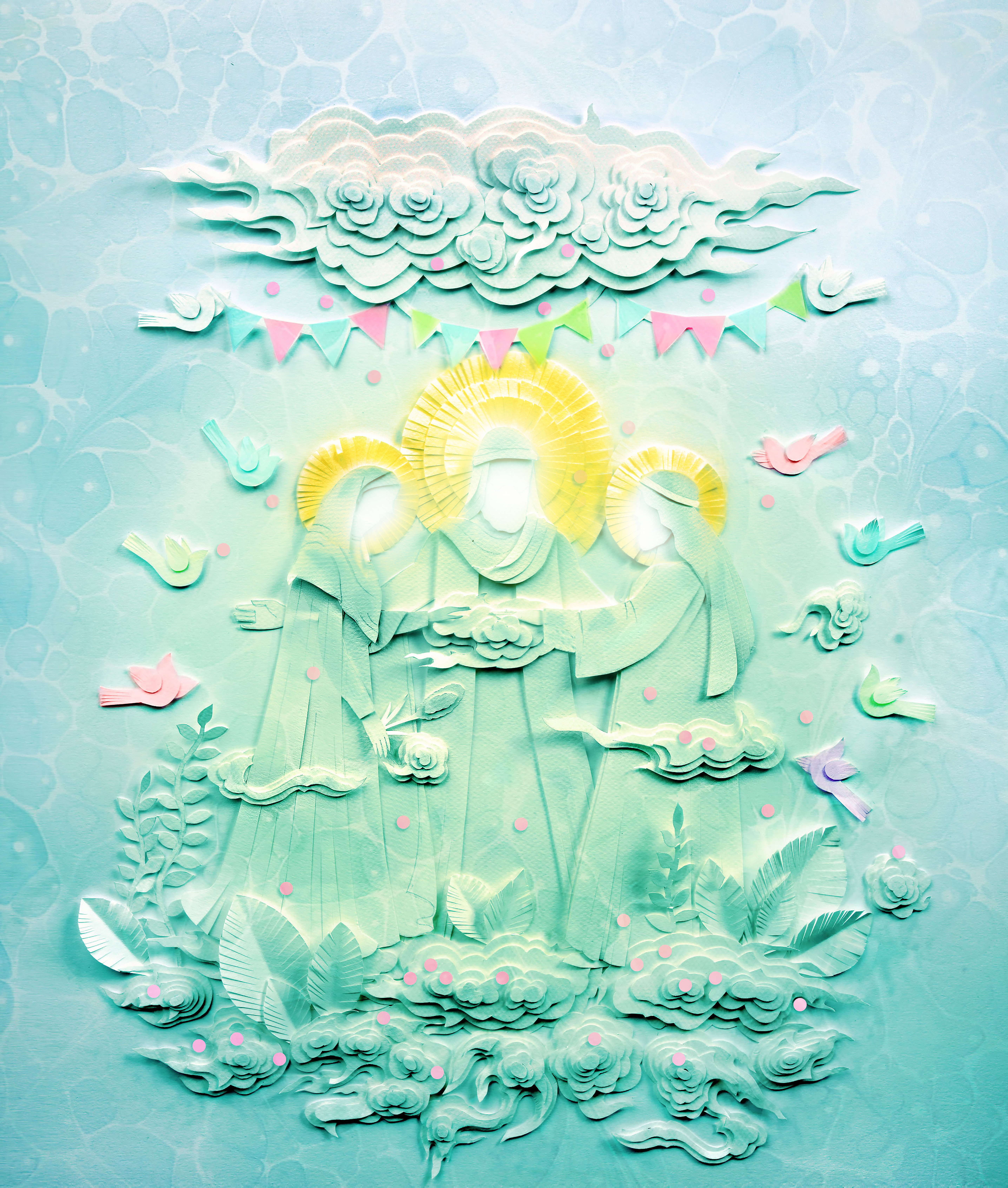
Casamento de Fatimah bint Muhammad e Ali ibn Abi Talib

Ali tinha 22 ou 23 anos quando migrou para Medina. Pouco depois de sua chegada, o Profeta disse a Ali que ele (o Profeta) havia recebido ordens de Deus para dar sua filha Fátima a Ali em casamento. Embora a poliginia fosse permitida, Ali não se casou com outra mulher enquanto Fátima estava viva, e seu casamento com ela possui um significado espiritual especial para todos os muçulmanos porque é visto como o casamento entre as maiores figuras sagradas que cercam o Profeta. O Profeta, que visitava sua filha quase todos os dias, tornou-se ainda mais próximo de Ali, dizendo-lhe uma vez: “Você é meu irmão neste mundo e no além”. 
O novo casal passou a residir em uma casa ao lado dos aposentos do Profeta em Medina, que faziam parte da mesquita que surgiu como o centro das atividades do Profeta. Em essência, servia como quartel-general do Profeta para a pregação, bem como para receber visitantes e consultas sobre todos os assuntos. A mesquita era cercada por todos os lados pelas casas dos companheiros do Profeta, e suas portas convenientemente se abriam para a mesquita. Num movimento repentino, o Profeta instruiu o fechamento de todas essas portas, exceto a de Ali e Fátima. Isso levou a alguns resmungos e, eventualmente, o Profeta teve que esclarecer. Sunan an-Nasai, uma das maiores coleções de literatura hadith, conta a história e cita o Profeta dizendo: 'Fui ordenado [por Deus] a fechar todas as portas, exceto a porta de Ali, e alguns de vocês têm reclamado . Eu faço um juramento por Deus; Não fechei nem abri [por vontade própria]. Simplesmente fui ordenado a fazer algo e obedeci à ordem."  

#### Missões importantes
Durante este período, Ali recebeu várias atribuições importantes, em 9/631, ele foi instruído pelo Profeta a recitar os seis primeiros versos do recém-revelado Sūrat alBarāʾa ('A Imunidade'; também conhecido como al-Tawba 'Arrependimento', sūra nº 9) aos peregrinos que realizam o Hajj em Meca, que declarou que Maomé e a comunidade islâmica não estavam mais vinculados por acordos feitos anteriormente com politeístas.
Um ano depois, em 10/632, Ali foi enviado ao Iêmen para divulgar os ensinamentos do Islã. Era uma missão pacífica, e ele foi instruído a se envolver em debates e diálogos, explicar e interpretar para eles as injunções e leis do Islã e julgar entre eles em suas disputas. É relatado que Ali expressou certas reservas devido à sua falta de experiência neste domínio. Diz-se que o Profeta colocou a mão no peito de Ali e disse: 'Ó Deus, guie seu coração e fortaleça sua língua'. Em seu próprio relato desse incidente, Ali acrescentou: ‘Nunca duvidei de minha capacidade de julgar entre dois homens depois dessa ocorrência. Ali foi primeiro à importante tribo de Hamdān, orou com eles, explicou-lhes os princípios do Islã e leu para eles uma carta do Profeta. A tribo inteira imediatamente abraçou a fé islâmica. Quando o Profeta foi informado sobre isso, ele previu com precisão: ‘Após a entrada de Hamdān no Islã, o restante dos iemenitas os seguirá na fé. 
O Profeta também o designou como um dos escribas que escreveriam o texto do Alcorão, que havia sido revelado a Muhammad durante as duas décadas anteriores. O papel de Ali no estabelecimento da versão escrita do Alcorão está entre as mais importantes de suas contribuições ao Islã. 

#### Nas guerras

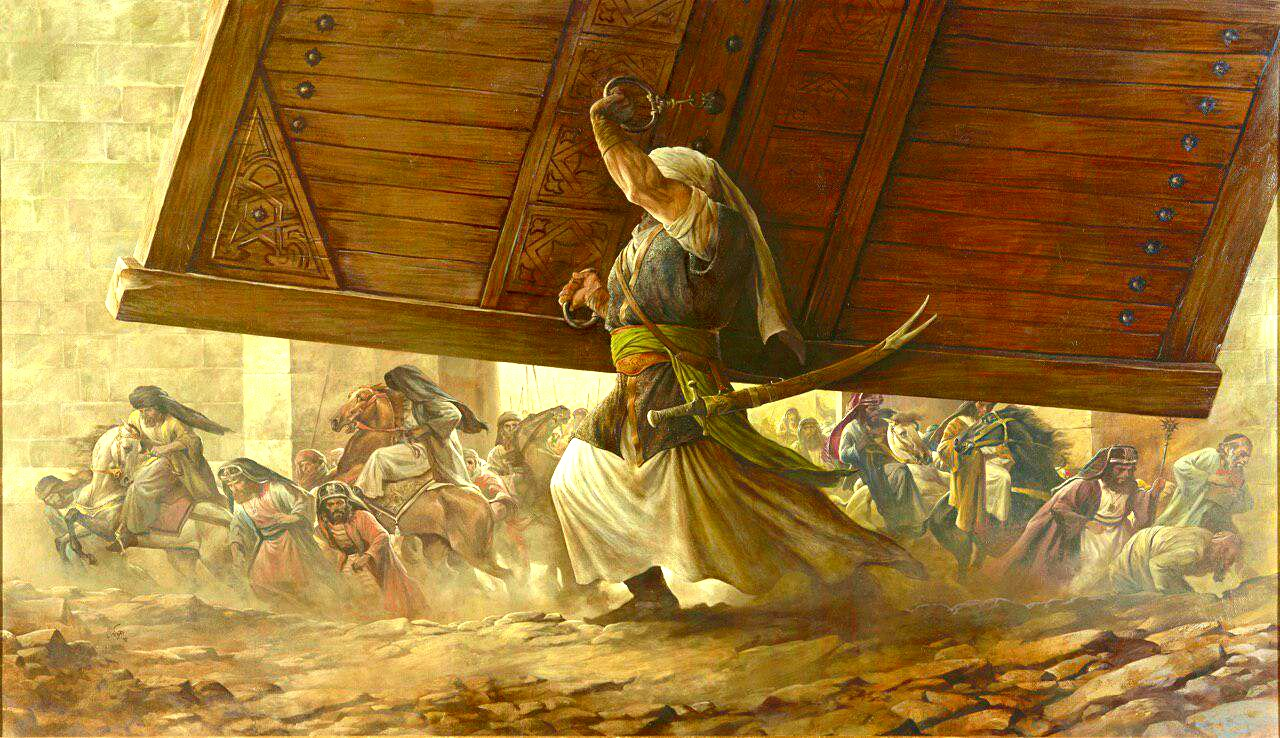
Pintura de Ali na batalha de Khyber

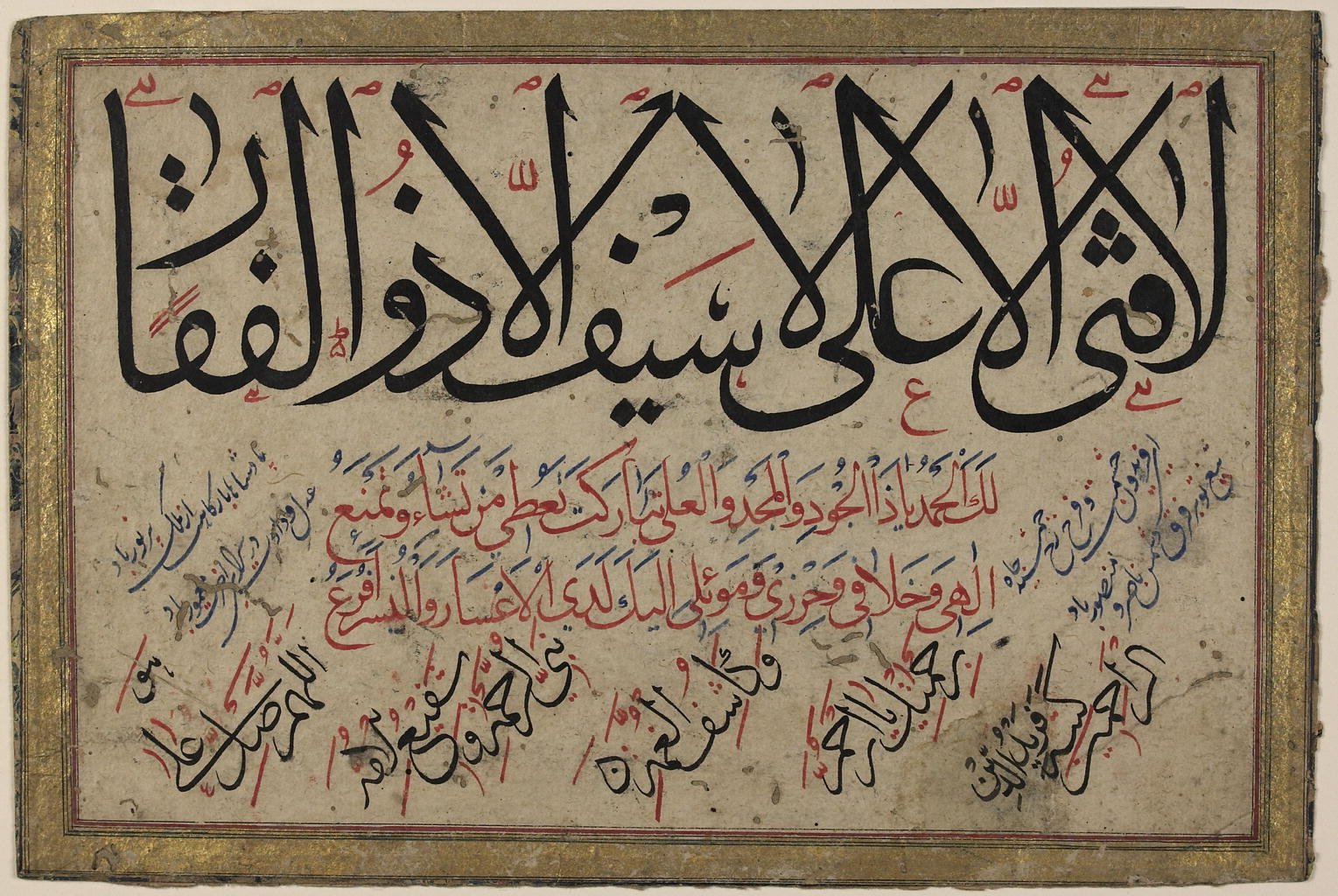
Este painel elogia Ali e sua famosa espada de dois gumes Dhu al-Fiqar, que ele herdou do Profeta: "Não há herói exceto Ali [e] não há espada exceto Dhu al-Fiqar" (la fath ila 'Ali, la sayf ila Dhu al-Fiqar).

Ali esteve presente em todas as guerras em que o Profeta participou, exceto na batalha de Tabuk, quando foi ordenado a ficar em Medina no lugar do Profeta.  A coragem de Ali durante as
expedições militares tornou-se lendária.  Ele não recuou em nenhuma batalha nem desviou o rosto de nenhum inimigo.  Junto com Hamza, Abu Doǰāna e Zubair, ele era conhecido por suas investidas contra o inimigo; em Badr, diz-se que ele matou mais de um terço do exército inimigo sozinho.  Freqüentemente, ele mantinha o estandarte enquanto liderava o exército muçulmano na batalha. Ele permaneceu firme e corajosamente defendeu o Profeta em Uhud e Ḥonayn, enquanto a vitória muçulmana em Khaybar, onde ele usou uma pesada porta de ferro como escudo, é atribuída ao seu valor. e a vitória dos muçulmanos sobre os judeus deveu-se ao seu ardor; em Ḥunayn (8/630), ele foi um dos que defendeu o Profeta com firmeza. 
Ali saiu vitorioso em cada duelo de combate para o qual foi desafiado. Na primeira grande batalha, travada em Badr, os Banū Hāshim foram desafiados para um combate individual pelos Banū Rabīʿa, e Ali saiu para enfrentar e derrotar Walīd; na segunda, em Uhud, aceitou o desafio lançado por Talha b. Talha, e o derrotou; e em Khaybar, foi Marhab quem lançou o desafio e foi derrotado por Ali. Na batalha de Khandaq ('a Trincheira') em 5/627, a forma como ele lutou e derrotou ʿAmr ibn Abd Wudd em um único combate passou a simbolizar a atitude ideal do mujāhid fī sabīl Allāh, 'o guerreiro pela causa de Deus '. 
Foi na batalha de Uhud (3/625) que Ali adquiriu o título de fatā, ‘juventude corajosa/cavalheiresca’. Depois que o Profeta o enviou para lutar contra vários grupos de coraixitas e ele voltou derrotando todos eles, o Profeta exclamou: 'Verdadeiramente ele é meu e eu sou dele'. É relatado que Gabriel então disse: 'E eu sou de vocês dois'. Então uma voz foi ouvida proclamando: 'Não há espada além de Dhū al-Faqār e nenhum jovem corajoso além de Ali'. 
Na batalha de Khaybar (7/629), a reputação de Ali como guerreiro aparentemente invencível se consolidou e assumiu proporções lendárias. Depois de várias tentativas malsucedidas de penetrar nas fortalezas dos judeus em Khaybar, o Profeta declarou que daria a bandeira de seu exército a um homem 'que ama a Deus e Seu Mensageiro e é amado por Deus e Seu Mensageiro', e por meio dessa pessoa , Deus concederia a vitória aos muçulmanos. Histórias de sua força sobrenatural circularam após esse evento, pois foi relatado que no meio da batalha ele arrancou um portão de suas dobradiças e o usou como escudo; após a batalha, sete homens lutaram para levantar o portão. Seus feitos lendários no campo de batalha se tornaram o tema de muitos dos primeiros poetas árabes. 

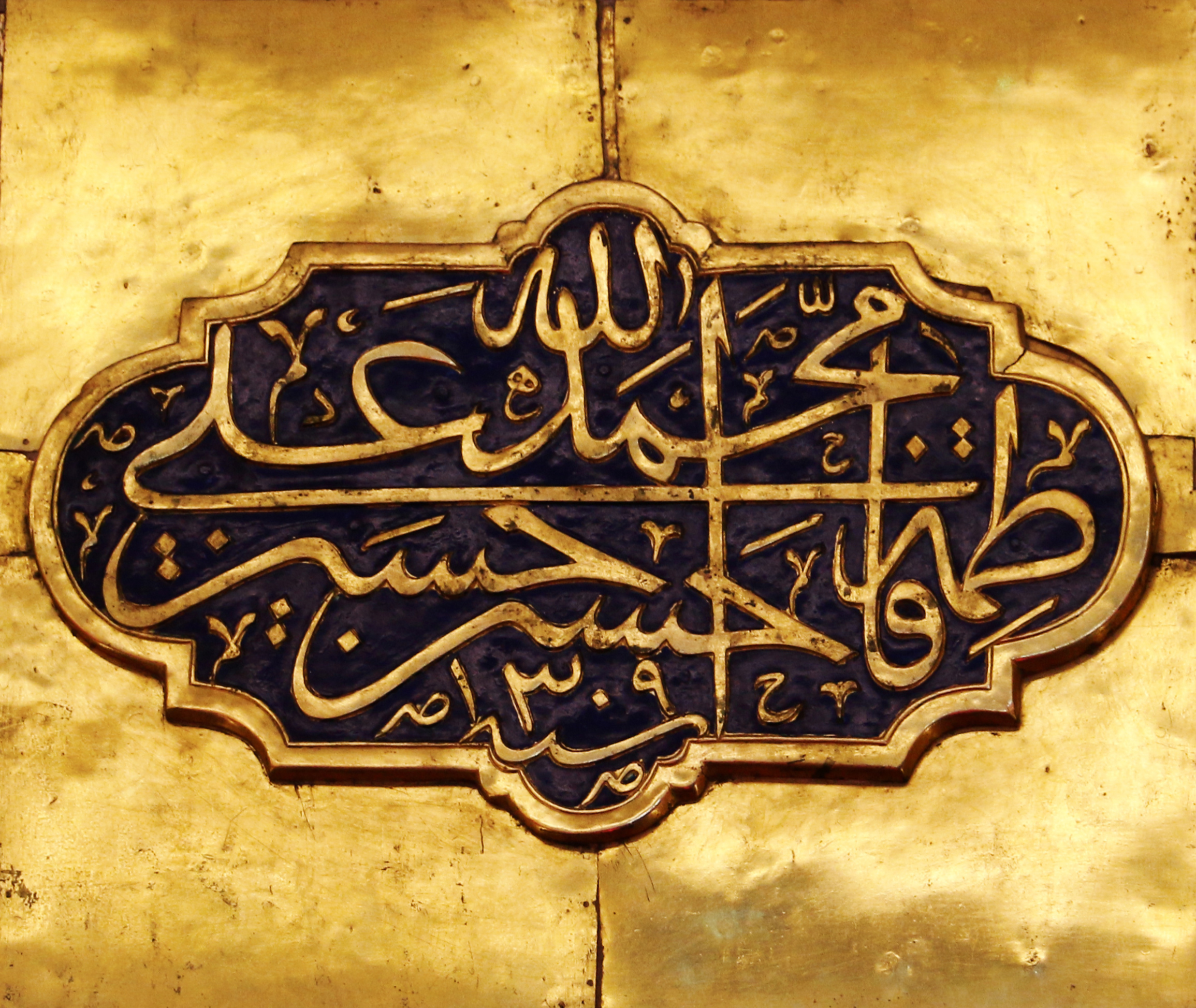
Nomes do Ahl al-Kisa

#### Ali e o Ahl al-Bayt do Profeta
A descrição do Profeta de Ali como seu “irmão” no início de sua missão em Meca foi reforçada por um dos primeiros atos do Profeta em Medina. Ele instituiu um pacto de fraternidade (muʾākhāt) entre os Emigrantes de Meca (al-Muhājirūn) e os Ajudantes, os muçulmanos de Medina (al-Ansar). No entanto, ele mesmo adotou Ali como seu ‘irmão’ neste pacto histórico. O parentesco entre Ali e o Profeta foi ainda mais reforçado pelo casamento de Ali com Fátima, filha do Profeta, casamento arranjado pelo Profeta aparentemente por inspiração divina. Fátima é considerada, junto com sua mãe Khadija, a primeira esposa de Muhammad, a personificação da santidade feminina na espiritualidade islâmica. Ela e Ali, como chefes da Al Muhammad (família de Muhammad) após a morte do Profeta, são venerados juntos como os santos antepassados da descendência do Profeta. Ali e Fátima, juntamente com seus dois filhos, al-Hasan e al-Husain, constituíram o referente imediato do termo Ahl al-Bayt ('pessoas da casa [do Profeta]). 
Ahl al-Bayt, ou “pessoas da casa”, é uma frase usada em referência à família do profeta Maomé, particularmente pelos xiitas. No início da sociedade tribal árabe, era uma designação para um clã nobre. Ocorre apenas duas vezes no Alcorão, uma vez em relação à família de Ibrahim (11:73), mas mais significativamente em um versículo que afirma: "Deus deseja apenas manter a impureza longe de você, ó povo da casa, e purificar você completamente'' (33:33). O contexto sugere que esta declaração se refere às mulheres da casa de Muhammad, uma visão sustentada por comentaristas sunitas. Algumas autoridades o aplicaram mais amplamente aos descendentes do clã de Muhammad (Banu Hashim), aos abássidas e até a toda a comunidade de muçulmanos. Desde o século VIII EC, no entanto, os xiitas e muitos sunitas sustentam que o Alcorão 33:33 se refere especificamente a cinco pessoas: Muhammad, Ali ibn Abi Talib (primo de Muhammad), a esposa de Ali, Fátima (filha de Muhammad) e seus dois filhos, Hasan e Husain, e mais geralmente para seus descendentes. Ulema invocam hadiths em apoio a esta visão, como visto em Jami al-bayan de Tabari (c. décimo século EC). Assim, no sul da Ásia, eles são chamados de “os cinco puros” (panjatan pak). Eles também são conhecidos como “povo do manto” (kisa) em memória da ocasião em que o Profeta os envolveu com seu manto e recitou este verso. 

#### Mubahala
Um episódio que tem recebido grande destaque nas obras xiitas é chamado de episódio da Mubahala. Os relatos xiitas usuais desse episódio são os seguintes: Maomé, no nono ano da Hégira, enviou uma série de cartas aos governantes próximos, convocando-os a aceitar o Islã. Em Najran, que era uma cidade cristã na rota entre Medina e o Iêmen, os líderes se reuniram para decidir o que deveriam fazer. Após alguma discussão, foi apontado que Jesus havia profetizado o Paráclito ou Consolador, cujo filho conquistaria a Terra. No entanto, sentiu-se que isso não poderia se referir a Muhammad, que não tinha filho. Então um grande livro chamado al-Jami' foi consultado, contendo os escritos e tradições de todos os profetas. Neste livro foi encontrada referência a como Adão teve uma visão de uma luz brilhante cercada por outras quatro luzes e foi informado por Deus que estes eram cinco de seus descendentes. Coisas semelhantes foram encontradas nos escritos de Abraão, Moisés e Jesus. E assim, foi decidido enviar uma delegação de seus eruditos a Medina para averiguar a verdade. Em Medina, depois de um grande debate, decidiu-se envolver em Mubahala (maldição mútua), referindo o assunto a Deus e invocando a maldição de Deus sobre quem era o mentiroso. Foi nessa época que o verso de Mubahala (Alcorão 3:61) foi revelado. O concurso foi marcado para o dia seguinte e toda a gente de Medina veio testemunhar. Muhammad saiu com apenas 'Ali, Fatima, Hasan e Husain e eles ficaram sob um manto. Os cristãos perguntaram a Muhammad por que ele não havia trazido os líderes de sua religião e Muhammad respondeu que Deus havia ordenado isso. Então os cristãos se lembraram do que leram em al-Jami' e se convenceram de que Muhammad era a figura profetizada por Jesus. Os cristãos desistiram do concurso e concordaram em prestar homenagem. A partir desse episódio, Muhammad, 'Ali, Fátima, Hasan e Husayn ficaram conhecidos como Ahl al-Kisa (o povo do manto). 

#### Ghadir Khumm

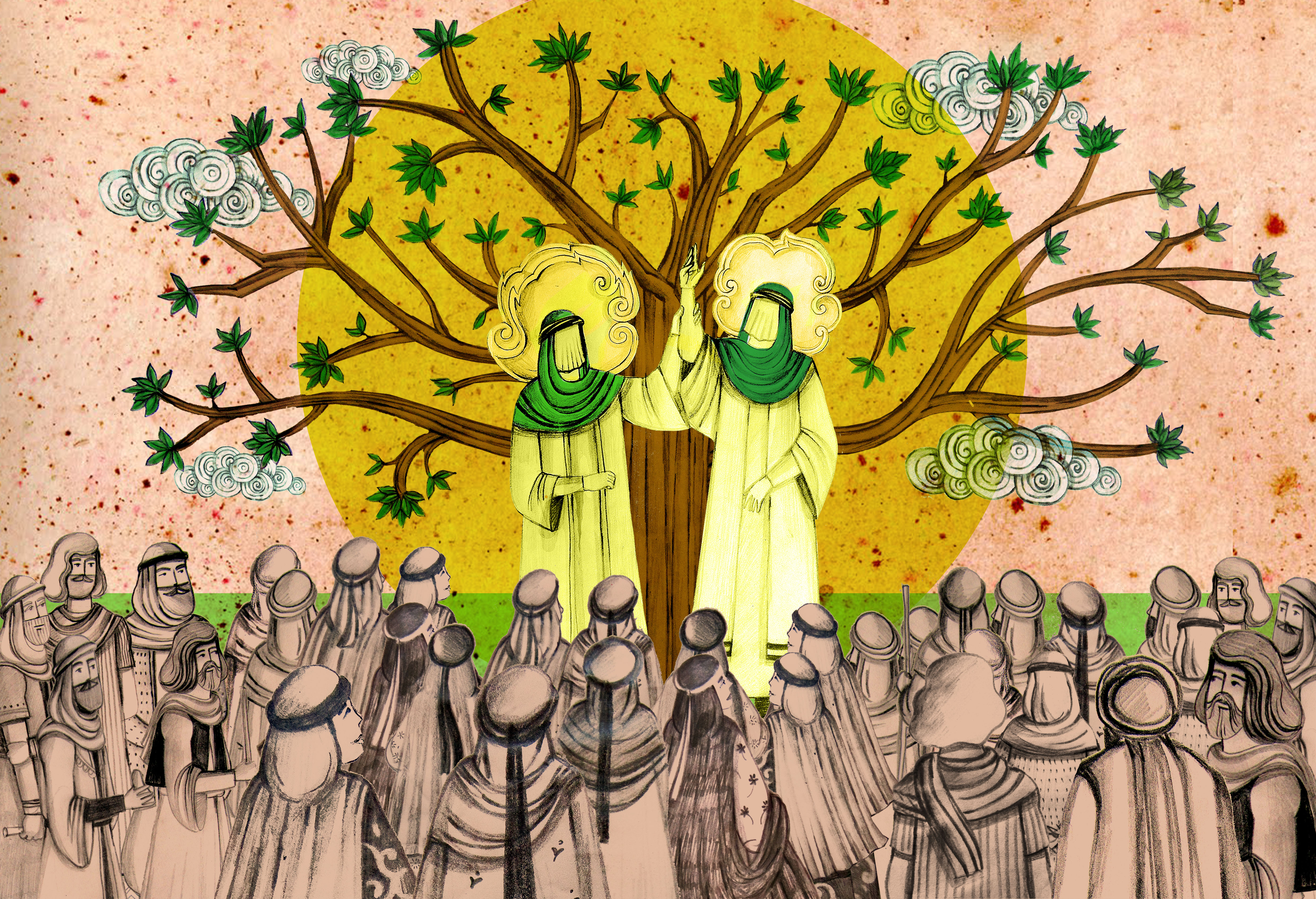
Evento de Ghadir Khumm

Foi durante o último ano da vida do Profeta que, segundo os xiitas, ele confirmou a posição de Ali como seu sucessor. A ocasião foi a Peregrinação de Despedida, quando o Profeta realizou a peregrinação a Meca pela última vez.  Tendo completado os ritos da Peregrinação, o Profeta iniciou a viagem de regresso a Medina, acompanhado por uma grande multidão de muçulmanos, incluindo todos os seus principais discípulos. em 18 Dhu'l-Hijja (10 de março de 632) Em um lugar chamado Ghadir Khumm, uma piscina ou pântano com algumas árvores frondosas, situado a apenas alguns quilômetros de Meca na estrada para Medina, de onde as pessoas se dispersam para seus diferentes destinos . Muhammad fez com que a caravana fosse parada e, de um púlpito improvisado, fez um discurso para a maior multidão antes de sua morte, três meses depois. Mais uma vez, as principais fontes sunitas e xiitas não mostram desacordo sobre os fatos do episódio.  O seguinte é o relato dado em Ibn Hanbal, uma coleção sunita de hadith:
Estivemos com o Apóstolo de Deus em sua jornada e paramos em Ghadir Khumm. Fizemos juntos a oração obrigatória e foi varrido um lugar para o Apóstolo debaixo de duas árvores e ele fez a oração do meio-dia. E então ele pegou 'Ali pela mão e disse ao povo: 'Vocês não reconhecem isso! têm mais direito sobre cada um dos crentes do que sobre si mesmos?' E eles responderam: "Sim!" E ele pegou a mão de 'Ali e disse: 'De quem quer que seja o Senhor da família [Mawla], então 'Ali também é seu Senhor. Ó Deus! Seja Tu o apoiador de quem apóia 'Ali e o inimigo de quem se opõe a ele.' E 'Umar o encontrou (Ali) depois disso e disse a ele: 'Parabéns, ó filho de Abu Talib! Agora, de manhã e à noite [isto é, para sempre] você é o mestre de todo homem e mulher crente. 
No que diz respeito à autenticidade do evento em si, quase nunca foi negado ou questionado, mesmo pelas autoridades sunitas mais conservadoras, que o registraram., Ibn Maja, Abu Dawud e quase todos os outros escritores Sunan, Ibn al-Athir em seu Usd al-Ghaba, Ibn Abd al-Barr em seu Isti'ab, seguido por todos os outros escritores de obras biográficas e até mesmo Ibn Abd Rabih em seu Iqd al-Farid e Jahiz em sua Uthmaniyya. As tradições de Ghadir são tão abundantemente relatadas e tão comumente atestadas por centenas de diferentes transmissores pertencentes a todas as escolas de pensamento que seria inútil duvidar de sua autenticidade. Um estudioso moderno, Husayn Ali Mahfuz, em suas pesquisas sobre o assunto de Ghadir Khum, registrou com documentação que esta tradição foi narrada por pelo menos 110 Companheiros, 84 tabi'un, 355 ulama', 25 historiadores, 27 tradicionalistas, 11 exegetas, 18 teólogos e 5 filólogos. 
O pomo da discórdia entre os sunitas e os xiitas não é, entretanto, e nunca foi, a autenticidade do evento de Ghadir Khumm, nem a declaração do Profeta em favor de Ali, conforme citado acima; a verdadeira discordância está no significado da palavra mawla usada pelo Profeta. Esta palavra pode ser interpretada de várias maneiras como “mestre”, “patrono”, “amigo”, “cliente” e “protegido”, entre outros.  Os xiitas entendem inequivocamente a palavra no significado de líder, mestre e patrono e, portanto, o sucessor explicitamente nomeado do Profeta. Os sunitas, por outro lado, interpretam a palavra mawla no sentido de um amigo, ou o parente mais próximo e confidente. As fontes sunitas que relatam este hadith o entendem como um reconhecimento geral por parte do Profeta de sua amizade e relacionamento próximo com 'Ali e não dão nenhum significado adicional a ele, especialmente por conta da ambigüidade da palavra crítica mawla.  

#### Hadith caneta e papel
há o episódio altamente controverso nos últimos dias da vida de Muhammad, que geralmente é chamado de Episódio da Pena e do Papel. Muhammad, durante sua doença terminal e apenas alguns dias antes de sua morte, pediu caneta e papel. O seguinte é o relato relatado por al-Bukhari, o tradicionalista sunita, sob a autoridade de Ibn 'Abbas:
Quando a doença do Profeta se tornou grave, ele disse: 'Traga-me materiais de escrita para que eu possa escrever algo para você, depois do qual você não será induzido em erro.' 'Umar disse: 'A doença dominou o Profeta. de Deus e isso nos basta'. Então as pessoas divergiram sobre isso e falaram muitas palavras. E ele [o Profeta] disse: 'Deixe-me! Não deve haver brigas na minha presença.' E Ibn 'Abbas saiu dizendo: 'A maior de todas as calamidades é o que interveio entre o Apóstolo e sua escrita. 
Os xiitas afirmam que o que Muhammad desejava escrever era a confirmação da sucessão de 'Ali. Os sunitas apresentaram várias explicações alternativas. Os xiitas também afirmam que o Profeta morreu com a cabeça no colo de 'Ali. Algumas tradições sunitas apóiam isso, enquanto outras afirmam que a cabeça do Profeta estava no colo de sua esposa, 'A'isha. 

#### A Morte do Profeta
A morte do Profeta Muhammad onze anos após a Hijra em 10/632 foi um grande choque para a comunidade muçulmana.   Ibn al-Abbas relatou que o Profeta estava deitado em sua cama desde o pôr do sol na segunda-feira até o pôr do sol na terça-feira. As pessoas oraram ao lado de sua cama, que ficava ao lado de seu túmulo. Quando eles estavam prontos para enterrá-lo, a cama foi inclinada na extremidade dos pés e baixada dali para o túmulo. Ibn al-Abbas relatou que 'AIL, al-Abbas e seus filhos al-Fadl e Qutham, Usama ibn Zayd e Shuqran, ambos clientes de Muhammad, se comprometeram a lavar seu corpo. 'Ali o lavou, esfregando a camisa por fora sem que a mão tocasse o corpo. Ele disse: "Você é mais querido para mim do que meu pai e minha mãe, quão doce você é vivo e morto." Nada do corpo do Profeta foi visto.  A lavagem do corpo e a abertura da sepultura aconteceram na segunda-feira, enquanto Abu Bakr e Umar estavam ocupados no Saqifa (Pórtico) do Banu Sa'ida. 

## Após a morte de Muhammad até o califado

### Sucessão de Maomé

#### Os eventos no Saqifa
Se, como afirmam os xiitas, Maomé indicou claramente seu desejo de que Ali fosse seu sucessor, como aconteceu de Abu Bakr ter sido eleito o primeiro califa? Este é um assunto muito complexo e central para toda a questão é o que ocorreu no Saqifa (Pórtico) dos Banu Sa'ida, que dá nome ao evento, era um antigo salão de reuniões em Medina onde as pessoas costumavam discutir e resolver seus problemas cruciais. Foi aí que, assim que veio a notícia da morte do Profeta, o povo de Medina se reuniu para escolher o seu líder.  Os fatos do que aconteceu são, em termos gerais, aceitos pelos escritores sunitas e xiitas mais confiáveis." Quando Muhammad morreu, sua filha, Fátima, seu marido, 'Ali, e o resto da família de Hashim, reuniram-se em torno do corpo preparando-o para o enterro. Sem o conhecimento deles, dois outros grupos estavam se reunindo na cidade. Um grupo consistia em Abu Bakr, 'Umar, Abu 'Ubayda e outros proeminentes de Meca (os Muhajirun) e o segundo dos mais importantes dos Medinanos (os Ansar). Este segundo grupo estava se reunindo no pórtico de Banu Sa'ida. Foi relatado a Abu Bakr que os Ansar estavam pensando em jurar lealdade a Sa'd ibn 'Ubada, chefe dos Khazraj. E assim, Abu Bakr e seu grupo correram para o Saqifa. Um dos Ansar falou primeiro dizendo que como os Ansar foram aqueles que apoiaram e deram a vitória ao Islã e como os habitantes de Meca eram apenas hóspedes em Medina, o líder da comunidade deveria ser do Ansar. Abu Bakr respondeu a isso de forma muito diplomática. Ele começou elogiando as virtudes do Ansar, mas então ele passou a apontar que o Muhajirun (os habitantes de Meca) foram as primeiras pessoas no Islã e eram parentes mais próximos ao Profeta. Os árabes aceitariam a liderança apenas dos coraixitas e, portanto, os coraixitas deveriam ser os governantes e os ansar, seus ministros. Um dos Ansar propôs: 'Que haja um governante de nós e um governante de você. Pois não invejamos você neste assunto, mas tememos ter governando sobre nós um povo cujos pais e irmãos matamos (na luta entre Meca e Medina antes da conquista de Meca por Muhammad). E assim a discussão ia e voltava até que Abu Bakr propôs: 'Dê sua lealdade a um destes dois homens: Abu 'Ubayda ou 'Umar.' E 'Umar respondeu: 'Enquanto você ainda está vivo? Não! Não cabe a ninguém te impedir da posição em que o Apóstolo te colocou. Então, estenda sua mão.' E Abu Bakr estendeu sua mão e 'Umar deu a ele sua lealdade. Um por um, lentamente a princípio, e depois avançando em massa, os outros fizeram o mesmo. 
Um historiador pró-xiita, Ya'qubi, registrou que um dos Ansar avançou brevemente a reivindicação de 'Ali durante as discussões no Saqifa, mas mesmo pelo relato de Ya'qubi fica claro que não houve discussão real sobre esta reivindicação".
É possível especular sobre as razões pelas quais Abu Bakr foi eleito para a liderança. Certamente, a rivalidade do clã desempenhou um grande papel. Dentro de Quraysh havia uma certa quantidade de inveja e inimizade em relação ao prestígio desfrutado pela casa de Hashim. Assim, é relatado que 'Umar disse ao primo de 'Ali em uma data posterior: "O povo não gostou de ter o Profeta e o Califado reunidos em sua casa." Abu Bakr, no entanto, veio de um clã relativamente insignificante que não tinha pretensões ao poder. Os Ansar estavam pensando em escolher o chefe de Khazraj como seu líder e, portanto, quando Abu Bakr se apresentou como candidato, a tribo Aws, que havia sido a grande rival de Khazraj em Medina, estava muito ansiosa para ter essa alternativa. Os próprios Khazraj não estavam totalmente unidos e vários líderes daquela tribo estavam entre os primeiros a obedecer a Abu Bakr, presumivelmente tendo algum ressentimento contra seu chefe. E assim, apesar de tudo, Abu Bakr foi uma escolha conveniente para a maioria, embora não se possa negar que ele gozava de considerável prestígio na comunidade de qualquer maneira. 
Com relação ao discurso acima de Abu Bakr no Saqifa, no qual ele refutou as reivindicações dos Ansar à liderança e avançou as reivindicações dos coraixitas, os historiadores xiitas apontaram que com relação a cada um dos pontos que Abu Bakr mencionado, Ali era superior a Abu Bakr. Assim, se os coraixitas eram mais próximos do Profeta do que os Ansar, então Ali era mais próximo do que Abu Bakr. Se os coraixitas foram os primeiros a aceitar o Islã, então Ali foi o primeiro deles a fazer isso. Se os coraixitas tinham mais direito à liderança entre os árabes do que os ansar por causa de sua nobreza, então Ali e a casa de Hashim eram o clã mais nobre dentro dos coraixitas. E os serviços prestados por Ali ao Islã e sua estreita companhia pessoal com o Profeta foram pelo menos iguais, se não superiores, aos de Abu Bakr. Além disso, se a escolha do líder deveria ser por consenso, então por que a casa de Hashim, a casa do Profeta, não foi consultada? O melhor que se pode dizer do caso no Saqifa é que, nas palavras de 'Umar, foi uma falta, o que significa um caso concluído às pressas e sem reflexão. 
De acordo com Madelung, Ali estava firmemente convencido da legitimidade de sua própria reivindicação com base em seu parentesco próximo com o Profeta, sua associação íntima e conhecimento do Islã desde o início e seus méritos em servir a sua causa. Os critérios para governo legítimo estabelecidos por Abu Bakr e Umar eram irrelevantes de sua perspectiva. Ele disse a Abu Bakr que sua demora em prometer lealdade a ele como sucessor de Muhammad foi baseada em sua crença em seu próprio título anterior. Ele não mudou de ideia quando finalmente fez sua promessa a Abu Bakr e depois a Umar e a 'Uthman. Ele o fez em prol da unidade do Islã quando ficou claro que os muçulmanos haviam se afastado dele, o legítimo sucessor de Muhammad. Sempre que a comunidade muçulmana, ou uma parte substancial dela, se voltava para ele, não era apenas seu direito legítimo, mas seu dever, assumir sua liderança. 

#### Ataque à casa de Ali e Fátima
Quando Abu Bakr estava fazendo o juramento de lealdade (bayʿa) de indivíduos, grupos e tribos, Ali e vários de seus apoiadores dos Companheiros e do clã Banu Hashim informaram que não jurariam lealdade e se retiraram para a casa de Fátima. Os relatos sobre o conflito que se seguiu diferem, com alguns relatos (particularmente xiitas) enfatizando o uso da força pelos partidários de Abu Bakr, liderados por Umar, contra os ocupantes da casa.  De acordo com Madelung, as fontes mencionam o uso real da força apenas em relação ao Companheiro al-Zubayr que esteve junto com alguns outros Muhajirun na casa de Fátima. (Umar ameaçou colocar fogo na casa a menos que eles saíssem e jurassem lealdade a Abu Bakr. Al-Zubayr saiu com sua espada desembainhada, mas tropeçou e a perdeu, ao que os homens de Umar pularam sobre ele e o levaram embora. Há alguns evidências de que a casa de Fátima foi revistada. Ali é relatado que mais tarde disse repetidamente que se houvesse quarenta homens com ele, ele teria resistido.  Parece haver pouca dúvida de que os eventos resultaram no isolamento e supressão das vozes que rejeitaram A autoridade de Abu Bakr para governar. Fontes xiitas também relacionam a morte de Fátima a esses eventos, que teriam causado um aborto espontâneo. De acordo com relatos xiitas, o que quer que tenha acontecido na casa de Fátima não foi o fim do importa, já que o aborto que resultou disso levou à sua morte prematura. 

### Califado de Abu Bakr (632-634)
Em um de seus primeiros atos como califa, Abu Bakr rejeitou o direito de Fátima, assim como das esposas do Profeta, de herdar dele; e, além disso, rejeitou a alegação de Fátima de que seu pai havia concedido o oásis de Fadak a ela como um presente. Essa disputa azedou as relações entre os dois, a ponto de Fátima, em seu leito de morte, proibir Abu Bakr de comparecer ao seu funeral. 
De acordo com Jafri, as tradições variam e muitas vezes são contraditórias sobre quando Ali se reconciliou com Abu Bakr. De acordo com uma ou duas tradições muito fracas e isoladas, que refletem claramente a tendência teológica posterior, Ali prestou homenagem a Abu Bakr instantaneamente, apenas reclamando que não havia sido consultado; de acordo com alguns outros, ele o fez no mesmo dia, mas sob compulsão e com a convicção de que era melhor reivindicar o cargo. Mas de acordo com as tradições mais comumente relatadas, que devem ser aceitas como autênticas por causa de evidências históricas esmagadoras e outras razões circunstanciais, Ali se manteve distante até a morte de Fátima, seis meses depois. 
Insistindo que Ali deveria ter sido escolhido, vários de seus partidários entre os Ansar e os Muhajirun, que haviam demorado algum tempo em aceitar a sucessão de Abu Bakr, cederam, no entanto. Eles gradualmente, um após o outro, se reconciliaram com a situação e juraram fidelidade a Abu Bakr. Seus nomes e números variam em diferentes fontes, mas os mais distintos entre eles e mais comumente registrados pela maioria das fontes são os seguintes. Hudhayfa ibn al-Yaman, Khuzayma ibn Thabit, Abu Ayyub al-Ansari, Sahl ibn Hunayf, Uthman ibn Hunayf, Al-Bara'a ibn 'Azib al-Ansari, Ubayy ibn Ka'b, Abu Dharr ibn Jundab al-Ghifari, Ammar ibn Yasir, Al-Miqdad ibn Amr, Salman al-Farisi, Az-Zubayr ibn al-'Awwam.  A seriedade de sua oposição ou ressentimento contra Abu Bakr antes de se reconciliarem com ele é quase impossível de determinar, uma vez que as fontes xiitas exageram isso ao extremo, enquanto as fontes sunitas tentam ignorá-lo ou minimizá-lo o máximo possível. Historicamente, não se pode negar, entretanto, que esses homens formaram o núcleo do primeiro partido Alid, ou Shi'a. 
Ali retirou-se para uma vida em que as obras religiosas se tornaram sua principal ocupação; a primeira versão organizada cronologicamente do Alcorão é atribuída a ele, e seu conhecimento do Alcorão e da Sunna ajudou os califas em vários problemas legais.  Ele foi frequentemente consultado, no entanto, por Abu Bakr e seu sucessor, Umar, em questões de estado. foi incluído no conselho dos califas, mas embora seja provável que ele tenha sido solicitado a aconselhar-se sobre questões legais em vista de seu excelente conhecimento do Alcorão e da Sunna, é extremamente duvidoso que seu conselho tenha sido aceito por Umar, que tinha sido um poder governante mesmo durante o califado de Abu Bakr.  Ele não participou das guerras de redda e conquista; suas ações depois de se tornar califa parecem indicar que ele não aprovava as políticas de seus predecessores. 
O califado de Abu Bakr durou pouco mais de dois anos e, em seu leito de morte, ele nomeou explicitamente 'Umar, já um poder dominante atrás dele, como seu sucessor. e ele pediu a 'Uthman para escrever seu testamento em favor de 'Umar. A comunidade em geral não teve participação na escolha e o califa disse para aceitar sua nomeação e obedecer a 'Umar como o novo califa depois dele. 

### Califado de Umar (634-644)
Com relação à herança de Muhammad, Umar fez uma concessão cautelosa aos Banu Hashim. De acordo com 'A'isha, ele entregou as propriedades de Muhammad em Medina para al-Abbas e Ali como doação a ser administrada por eles, enquanto retinha a parte do Profeta em Khaybar e Fadak. Ele sustentou que as duas últimas propriedades, evidentemente em contraste com a primeira, foram meramente atribuídas ao uso do Profeta para suas necessidades pessoais e emergências e que estavam à disposição do governante da época. 
As relações de Umar com Ali eram difíceis. Ibn Abi Tahir Tayfur citou em seu Ta'rTkh Bagdá um relato de Abd Allah ibn al-Abbas sobre uma conversa que teve com o califa no início de seu reinado. (Umar perguntou a ele sobre seu primo e se ele ainda nutria ambições para o califado. Na resposta afirmativa de Ibn al-'Abbas, ele perguntou se ele afirmava que o Profeta o havia designado. Ibn al-Abbas respondeu que sim, acrescentando que ele perguntou a seu pai sobre a veracidade dessa afirmação e al-Abbas a confirmou. 
Apesar de manter sua atitude retraída e passiva em relação a Abu Bakr e 'Umar, Ali ocasionalmente ajudou os califas. Essa cooperação prestada aos califas governantes parece ter sido da mesma natureza que a esperada de qualquer líder razoável da oposição. Reconheceu que, nessas circunstâncias, a solidariedade, a segurança e a integridade da comunidade só poderiam ser preservadas se os diversos grupos que a compõem estivessem dispostos a cooperar e manter relações harmoniosas entre si.  No entanto, dentro desse quadro, ele tentou, novamente como era de se esperar, corrigir o que considerava erros do governo e criticou as políticas que diferiam de seu ponto de vista. Ali foi um valioso conselheiro dos califas que o precederam; segundo as fontes xiitas, foi ele quem, dominado pelo seu amor heróico e sentido de sacrifício pela fé e ignorando as suas mágoas pessoais, salvou os califas de cometerem os graves erros a que muitas vezes estavam sujeitos e que de outro modo têm sido suicidas para o Islã. 'Umar é frequentemente relatado como tendo dito: "Se não houvesse Ali, 'Umar teria perecido." pode-se presumir com segurança a partir de nossas evidências que, independentemente da natureza exata de seus sentimentos e aspirações, Ali manteve uma atitude passiva e retraída em relação aos califados de Abu Bakr e 'Umar. 
Durante os dez anos mais ativos e agitados do califado de 'Umar, nos quais ocorreram as conquistas mais espetaculares das províncias persas e bizantinas e nos quais todos os proeminentes Companheiros do Profeta participaram ativamente, Ali não se envolveu. Tampouco Ali ocupou qualquer cargo sob 'Umar, como foi o caso sob Abu Bakr e continuaria mais tarde sob 'Uthman. A única exceção foi o fato de ele estar no comando de Medina durante a viagem de 'Umar à Palestina, quando ele levou consigo todas as outras lideranças. Somente Ali esteve ausente da rendição histórica de Jerusalém e da Síria. É relatado que 'Umar impediu estritamente os Banu Hashim de saírem de Medina.18 Isso é evidente pelo próprio fato de que nem Ali nem qualquer outro membro dos Banu Hashim participaram de qualquer atividade fora da capital. 

### Eleição de Uthman (644)
Em 644, Umar foi atacado por um cristão persa escravizado chamado Abu Luʾluʾah e morreu devido aos ferimentos três dias depois. Durante os três dias em que pairou entre a vida e a morte, 'Umar fez arranjos para as eleições de seu sucessor. Ele nomeou um conselho consultivo de seis homens chamado shura, composto pelos seguintes membros, Companheiros proeminentes que eram todos candidatos ao cargo de califado: 'Abd al-Rahman ibn Awf, al-Zubayr ibn al-Awamm, Talha ibn 'Ubaid Allah , Sa'd ibn Abi Waqqas, Uthman e Ali.  Segundo Madelung, o conselho era composto de fato por cinco membros. O sexto, Talha, voltou a Medina somente após a eleição de 'Uthman. Sa'd agiu formalmente como seu procurador.
De acordo com o relato unânime das fontes, 'Umar estabeleceu meticulosamente os regulamentos que deveriam ser seguidos pelo comitê. Esses regulamentos eram os seguintes: 1: o novo califa deveria fazer parte desse comitê, eleito pela maioria dos votos de seus membros; 2: que no caso de dois candidatos terem apoio igual, aquele apoiado por Abd al-Rahman ibn 'Awf deveria ser nomeado; 3: que se qualquer membro do conselho se recusasse a participar, ele seria decapitado instantaneamente; e por fim; 4: que quando um candidato foi devidamente eleito, no caso de um ou dois membros do conclave se recusarem a reconhecê-lo, esta minoria, ou, no caso de divisão igual de três membros de cada lado, o grupo oposto a Abd al-Rahman, deveriam ser mortos. Para fazer cumprir esta ordem, 'Umar chamou Abu Talha al-Ansari da tribo de Khazraj, ordenando-lhe que selecionasse cinquenta pessoas de confiança de sua tribo para ficar na porta da assembléia com espadas na mão para garantir que os membros do comitê deveriam siga estas ordens. Ao nomear os khazrajitas, que imediatamente após a morte do Profeta queriam a liderança para si, 'Umar garantiu que suas ordens não seriam tomadas de ânimo leve. 
Umar considerou Abd al-Rahman, Uthman e Ali como candidatos sérios para o califado e advertiu cada um deles, por sua vez, para não dar rédea solta a seus parentes se eleito. Ao mencionar Abd al-Rahman como o primeiro abordado por Umar, o relatório pode ter a intenção de indicar que o califa o teria preferido como seu sucessor. Abd al-Rahman, porém, não aspirou ao poder supremo e retirou-se da competição em troca de ser reconhecido como o árbitro entre os candidatos. Visto que al-Zubayr e Sa'd igualmente não pressionaram sua própria reivindicação ou a de Talha, apenas Uthman e Ali foram deixados. Ali defendeu seu próprio caso como o parente mais próximo do Profeta com vigor consistente, enquanto Uthman manteve sua candidatura passivamente. Além de entrevistar cada um dos eleitores separadamente, Abd al-Rahman consultou os líderes dos coraixitas à noite e recebeu forte apoio para Uthman. No conselho eleitoral, Ali praticamente não tinha apoio. Diz-se que 'Uthman e Ali indicaram preferência um pelo outro se não fossem eleitos. De acordo com alguns relatos, 'Ali conseguiu persuadir Sa'd a mudar seu apoio de 'Uthman para si mesmo. Este foi, no entanto, um suporte suave na melhor das hipóteses. Mais indicativo da força do sentimento por 'Uthman foi que al-Zubayr, primo materno de Ali, que o apoiou após a morte de Muhammad, agora optou por 'Uthman. 'Abd al-Rahman, portanto, tinha um mandato convincente para decidir a favor do último. Ele anunciou sua decisão, no entanto, apenas durante a reunião pública na mesquita na presença dos dois candidatos, colocando assim forte pressão sobre o perdedor, Ali, para jurar lealdade imediatamente. Ali obedeceu com relutância. 
Diz-se que, após três dias de longos debates e disputas, na hora da oração da manhã, quando os muçulmanos se reuniram na mesquita para ouvir a decisão do corpo eleitoral, 'Abd al-Rahman ofereceu pela primeira vez o califado a Ali em dois condições: uma, que ele deveria governar de acordo com o Alcorão e a Sunna do Profeta. e dois, que ele deve seguir os precedentes estabelecidos por dois ex-califas. Aceitando a primeira condição, Ali se recusou a cumprir a segunda, declarando que em todos os casos em que não encontrasse nenhuma lei positiva do Alcorão ou decisão do Profeta, ele confiaria apenas em seu próprio julgamento. 'Abd al-Rahman então se voltou para 'Uthman e colocou as mesmas condições diante dele. 'Uthman prontamente consentiu com eles, ao que 'Abd al-Rahman o declarou califa. 
De acordo com Madelung, embora Umar devesse estar preocupado com a possibilidade de Ali se tornar califa, não há evidências de que ele tenha tentado influenciar diretamente o processo eleitoral contra ele. Seu recente aviso, na presença de 'Abd al-Rahman ibn Awf, contra as ambições dos Banu Hashim de afirmar seu direito exclusivo ao califado certamente contribuiu para a derrota esmagadora de Ali. Abd al-Rahman ibn 'Awf estava totalmente ciente dos sentimentos de Umar. Ele pode ter retirado seu próprio nome para obter o voto decisivo e, assim, estar em posição de bloquear as ambições de 'Ali. Mas isso parece ter sido sua própria iniciativa espontânea, não uma manobra pré-combinada sugerida pelo califa. 

### Califado de Uthman (644-656)
Durante o califado de Uthman, Ali, com outros Companheiros (notavelmente Talha e al-Zubayr), freqüentemente o acusava de se desviar do Alcorão e da Sunna de Muhammad, particularmente na aplicação do ḥudūd, Ali insistiu no dever de aplicar o Lei divina; ele estava entre aqueles que exigiam que a punição legal por beber fosse infligida a al-Walid ibn Uqba. vice-rei de Kufa, e em alguns relatos é dito que ele executou o açoitamento com as próprias mãos. Com Abd al-Rahman ibn ʿAwf, ele censurou Uthman por introduzir bidaʿ, como fazer quatro rakʿas em Arafat e Mina no lugar de dois. Mas também em questões políticas ele se aliou aos oponentes de Uthman e foi reconhecido por eles como seu chefe, ou um de seus chefes, pelo menos moralmente. quando Abu Dharr al-Ghifari, que pregava contra os crimes dos poderosos, foi exilado de Medina, Ali com seus filhos foi saudá-lo em sua partida, apesar da proibição de Uthman, e assim provocou uma disputa violenta com Uthman. 
Durante a eleição, Uthman prometeu duas vezes, sem hesitação, que seguiria o Livro de Deus, a Sunna de Seu Profeta e a prática de Abu Bakr e Umar. O favoritismo descarado em relação a seus parentes próximos que ele demonstrou desde o início de seu reinado contrastou fortemente com esse compromisso. A impressão de arrogância autoconfiante de sua parte entre o público está bem refletida na seguinte anedota. Quando o povo criticou 'Uthman por fazer um presente de 100.000 dirhams para seu sobrinho Sa'id ibn al-'As, os membros da shura, 'Ali, al-Zubayr, Talha, Sad e Abd al-Rahman, vieram fazer representações para ele. Ele disse a eles que tinha parentes e parentes maternos para cuidar. Quando eles perguntaram: 'Abu Bakr e Umar não tinham parentes e relações maternais?' ele respondeu: 'Abu Bakr e Umar buscaram recompensa na vida futura retendo de seus parentes, e eu busco recompensa dando a meus parentes.' Eles disseram: 'Por Deus, a orientação deles é preferível a nós à sua orientação. 
De acordo com a maioria dos relatos, a segunda metade do governo de Uthman foi marcada pela corrupção de muitos de seus nomeados. Essa corrupção levou a protestos populares generalizados e também resultou em críticas sérias de Companheiros seniores, como Ammar ibn Yasir, Abu Dharr al-Ghifari, Talha, Zubayr e até Aisha. Ali procurou ativamente ajudar Uthman a consertar as coisas, mas com pouco sucesso. Nesse ínterim, Ali agiu como uma influência restritiva sobre Uthman sem se opor diretamente a ele. Em várias ocasiões, Ali discordou de Uthman na aplicação do ḥudūd; ele havia demonstrado simpatia publicamente por Abu Dharr e falado fortemente em defesa de Ammar ibn Yasir. Ele transmitiu a Uthman as críticas de outros Companheiros e atuou em nome de Uthman como negociador com a oposição provincial que veio para Medina.  
Uthman ficou ressentido por nomear seus parentes irresponsáveis como governadores de Kufa, Basra e Egito. A oposição aberta a Uthman levou à primeira guerra civil ou fitna, que viu rebeldes do Egito, Kufa e Basra marcharem para Medina para enfrentar o califa. No entanto, a dissensão chegou ao auge quando os rebeldes, tendo recebido a promessa de reformas, interceptaram uma mensagem supostamente de Uthman ao governador do Egito, ordenando sua execução. Eles prontamente voltaram para a casa de Uthman e, apesar de sua negação, o mataram. Este evento é conhecido como Yawm al-Dar.  
Ali reconheceu a autoridade do califa, segundo fontes xiitas, mas permaneceu neutro entre os partidários de Uthman e seus oponentes. Ali até enviou seus próprios filhos para proteger a casa de Uthman quando ele corria o risco de ser atacado. Quando Uthman foi assassinado em 656 por aqueles que o consideravam fraco e o acusaram de nepotismo, Ali advertiu seus filhos por não terem defendido a casa de Uthman adequadamente. 

## Califado

### Eleição para o califado
O assassinato de Uthman deixou os rebeldes e seus aliados de Medina no controle da capital com Talha e Ali como potenciais candidatos à sucessão. Parece ter havido algum apoio entre os egípcios para Talha, que atuou como seu conselheiro e tinha as chaves do tesouro em sua posse. Os Kufans e Basrans, no entanto, que atenderam à oposição de Ali ao uso da violência, e a maioria dos Ansar evidentemente se inclinaram para o primo do Profeta. Eles logo ganharam vantagem, e o líder do Kufan, al-Ashtar, em particular, parece ter desempenhado um papel importante na garantia da eleição para Ali. 
Ali estava, junto com seu filho Muhammad (Ibn al-Hanafiyya), na mesquita quando recebeu a notícia do assassinato de Uthman. Ele logo voltou para casa onde foi, de acordo com o relato de Muhammad, pressionado por Companheiros que o visitavam a aceitar o juramento de lealdade. A princípio, ele recusou e depois insistiu que qualquer promessa deveria ser feita em público na mesquita. Na manhã seguinte, sábado, Ali foi à mesquita. A tradição de Kufan sustentava que al-Ashtar foi o primeiro a jurar lealdade a Ali. 
Pressionado pelas demandas de quase todos os setores, Ali finalmente concordou em aceitar o cargo, mas especificou que governaria estritamente de acordo com o Alcorão e a Sunna do Profeta e que faria cumprir a justiça e a lei independentemente de qualquer crítica ou colidir com os interesses de qualquer grupo. Talha e Zubayr, embora ambos tivessem alguns seguidores de Basra e Kufa, perceberam que não tinham chance de reunir apoio suficiente para contestar a candidatura de Ali e foram os primeiros a jurar lealdade a ele. Os medineses, acompanhados por multidões de provinciais presentes na capital, aclamaram Ali como califa. Através desta eleição, Ali tornou-se o primeiro e único califa em cuja escolha a grande maioria da comunidade participou ativamente. Ele também foi o primeiro entre os califas que, devido às circunstâncias de seu nascimento, combinou em sua pessoa os princípios dinástico e teocrático de sucessão.  Ali, de acordo com o relatório de Zayd ibn Aslam, insistiu novamente que a promessa deveria ser feita em público na mesquita. Lá, de qualquer forma, a cerimônia oficial ocorreu no sábado, 19 Dhu al-Hijja 35/18 de junho de 656. 
Ali pessoalmente se absteve de pressionar qualquer pessoa a prestar homenagem. Quando Sa'd ibn Abi Waqqas foi trazido e solicitado a jurar lealdade, ele respondeu que não o faria antes que o povo fizesse sua promessa, mas garantiu a Ali que não tinha nada a temer dele. Ali deu ordens para deixá-lo ir. Então 'Abd Allah ibn Umar foi trazido. Ele também disse que juraria lealdade a Ali somente depois que o povo estivesse unido a ele. Ali pediu-lhe que fornecesse um fiador de que não fugiria; Ibn Umar recusou. Agora al-Ashtar disse a 'Ali: 'Este homem está a salvo de seu chicote e espada. Deixe-me lidar com ele. 'Ali respondeu: 'Deixe-o, eu serei seu fiador. Desta forma, pessoas como Saad bin Abi Waqqas, Abdullah ibn Umar e Osama ibn Zayd se recusaram a jurar lealdade a Ali. 

### O Califado de Ali (35-40/656-661)
As crônicas históricas do curto califado de Ali de quatro anos e meio são dominadas por três guerras civis; mas a marca permanente de seu califado foi o princípio da justiça, ao qual ele aderiu com fidelidade inflexível. Sua recusa em comprometer esse princípio fundamental ficou evidente logo no início de seu governo. Seu primeiro grande empreendimento como califa foi substituir os governadores corruptos que se desonraram e trouxeram descrédito ao Islã. Ele desconsiderou o conselho que recebeu de indivíduos como Mughira ibn Shuba e Ibn al-'Abbas, que eram de opinião que ele deveria manter os governadores anteriores até que sua posição como califa fosse consolidada, e então demiti-los. 'Eu não duvido que isso seria o melhor para o bem da reconciliação neste mundo,' ele respondeu, 'mas há minha obrigação para com a Verdade e meu conhecimento dos governadores de Uthman - então, por Deus, eu nunca indicarei um deles.' Aqui vemos que o Imam não estava preparado para manter a unidade da comunidade muçulmana a qualquer preço: ele não tolerava corrupção, nepotismo ou abuso de poder por um único momento, e foi compelido por seu dever à Verdade a demitir governadores corruptos mesmo correndo o risco de dividir a comunidade muçulmana.  
Este ato decisivo no início de seu califado foi caracterizado por alguns historiadores como ingenuidade, adesão excessivamente rígida a princípios, ignorância das sutis exigências do pragmatismo político ou incapacidade de adotar o modo profético de governo - aquela combinação de princípio e realismo psicológico pelo qual o Profeta transformou antigos inimigos em aliados fiéis. Esses fracassos, como já foi argumentado, mergulharam a nascente política muçulmana em uma guerra civil. No entanto, é possível argumentar que o que o Imam fez foi o único curso de ação possível aberto a ele, tanto em princípio quanto na prática. Em princípio, era inconcebível para ele agir de outra forma, dada a sua adesão à Verdade em todos os níveis. Além disso, do ponto de vista puramente pragmático, se ele tivesse agido de qualquer outra forma, ele teria solapado a base moral de sua própria legitimidade e teria sido visto por seus partidários como comprometedor do princípio islâmico em prol de curto prazo. vantagem política de longo prazo. Quando o Profeta permitiu que antigos inimigos, como Abu Sufyan, mantivessem suas posições de riqueza e status após a conversão ao Islã, e tirou vantagem de suas comprovadas qualidades de liderança, isso foi feito para dar-lhes uma chance de provar que sua 'conversão' oficial às formas externas do Islã andava de mãos dadas com a adoção de seus valores éticos. Os governadores com quem o Imam 'Ali estava lidando - como o filho de Abu Sufyan, isto é, Mu'awiya - eram, ao contrário, aqueles que receberam imenso poder e se mostraram incapazes de resistir às tentações oferecidas por esse poder, Ano após ano. Dar a tais políticos corruptos completamente desacreditados mais uma chance seria o mesmo que ignorar sua corrupção e solapar fatalmente a própria credibilidade ética e legitimidade política do Imam. 
De acordo com o lado pragmático desse argumento, a própria base de poder do Imam em Medina, consistindo em grande parte dos rebeldes que derrubaram o califado anterior em nome da justiça, teria se voltado contra ele se ele tivesse mostrado qualquer disposição de transigir. com os próprios governadores cuja corrupção havia levado ao levante em primeiro lugar. Se ele não tivesse demitido esses governadores corruptos imediatamente, a indignação popular generalizada resultante de suas políticas corruptas sem dúvida teria se tornado mais intensa, resultando em mais instabilidade social e política.
Da mesma forma, o ato do Imam de distribuir igualmente entre a população toda a riqueza do tesouro público foi considerado por alguns como 'imprudente', enquanto para seus partidários esse ato é considerado uma expressão socioeconômica de seu senso de justiça. Na verdade, esta foi uma das principais características de sua política fiscal - sinalizando um retorno ao precedente tanto do Profeta quanto do primeiro califa - em contraste com seus dois predecessores no califado. 'Umar instituiu uma gradação de pagamentos do tesouro público com base no mérito, enquanto 'Uthman permitiu que as desigualdades assim geradas se tornassem ainda mais agudas ao tolerar ou fechar os olhos ao abuso sistemático de fundos públicos perpetrado por membros de seu clã . As grandes desigualdades de riqueza com as quais o Imam foi confrontado precisavam ser abordadas com rapidez, decisão e intransigência, tanto por uma questão de justiça quanto, no plano do pragmatismo, a fim de diminuir as tendências divisoras e revolucionárias que tais desigualdades e injustiças inevitavelmente produzir. 

### A Batalha do Camelo (Jamal)

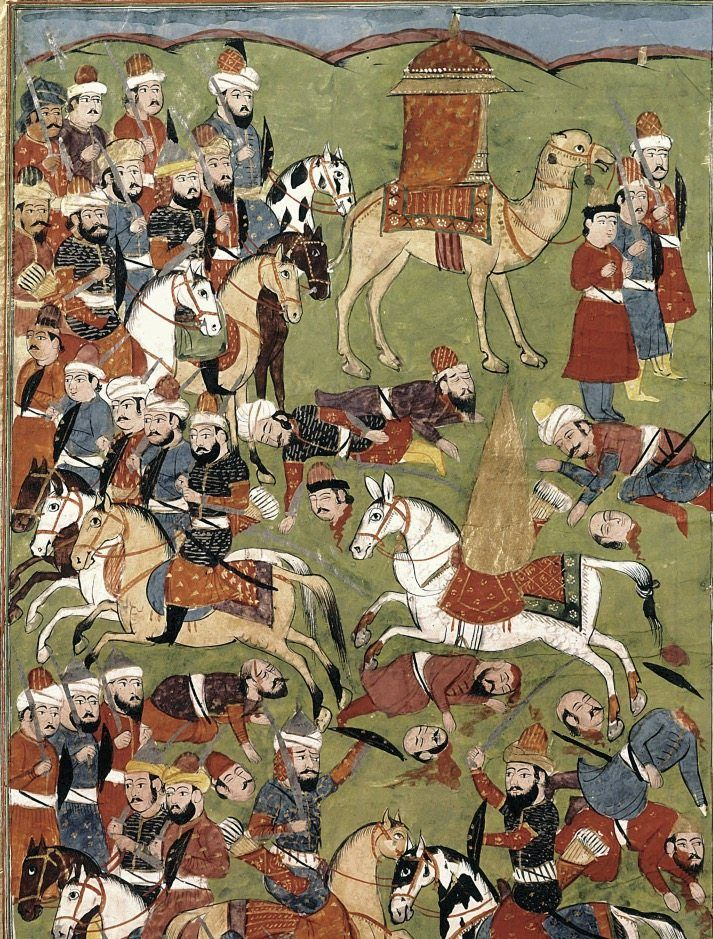
Pintura representando a Batalha de Camelo que ocorreu perto de Basra em 656.

Apenas vários meses depois de Ali ter chegado ao poder em 36H, a primeira guerra civil aconteceu em Jumadi al-Thani daquele ano entre muçulmanos instigados por um grupo de violadores de promessas liderados por Talha, Zubayr e 'Aisha. A Batalha do Camelo ocorreu na quinta-feira, 15 Jumadi al-Thani 36/9 de novembro de 656, nos arredores de Basra, no sul do Iraque. Marcou o início das hostilidades na primeira fitna (conflito civil). O lado vitorioso foi liderado por Ali ibn Abi Talib, enquanto a oposição perdedora foi organizada em torno de Talha ibn ʿUbaydallāh (falecido em 36/656), al-Zubayr b. al-ʿAwwām (falecido em 36/656) e Aisha, filha de Abu Bakr e a viúva do Profeta (falecido em 58/678). A batalha leva o nome do camelo que carregou a liteira em que Aisha montou durante os combates mais intensos. 

#### Fundo
Embora 'Aisha tivesse apoiado a oposição contra Uthman, ela fez uma peregrinação a Meca durante o cerco à "Casa". No regresso, soube dos acontecimentos em Medina e, consternada, especialmente com a notícia da eleição de Ali, regressou a Meca e envolveu-se numa propaganda activa contra o novo califa. Enquanto isso, os omíadas que fugiram de Medina reuniram-se em Meca; a eles juntaram-se os governadores depostos de Basra e do Iêmen, que trouxeram consigo dinheiro apropriado do tesouro público. Talha e Zubair, já frustrados nas suas ambições políticas, ficaram ainda mais desapontados com Ali nos seus esforços para assegurar para si os governos de Basra e Kufa.  Quando souberam que os seus apoiantes se tinham reunido em Meca, pediram permissão a Ali para deixar Medina sob o pretexto de fazer a ʿomra (peregrinação menor). Eles então romperam com Ali, atribuindo-lhe a responsabilidade pelo assassinato de Uthman e exigindo que ele levasse os assassinos a julgamento; a eles juntaram-se os omíadas, cujos objetivos, no entanto, eram diferentes. Quatro meses depois, Aisha foi acompanhada por Talha e al-Zubayr, e pouco depois Ali soube que Ali três, com várias centenas de soldados, estavam marchando para al-Iraque por desvios. Ele imediatamente partiu em perseguição, mas não conseguiu alcançá-los. Os rebeldes esperavam encontrar em al-Iraq as forças e os recursos de que necessitavam. Ali foi absolutamente obrigado a impedi-los de tomar esta província, uma vez que a Síria obedecia apenas a Muawiya, o Egipto estava em anarquia, e a perda de al-Iraq teria envolvido também a perda das províncias orientais dele dependentes. Os três insurgentes proclamaram que o hudūd deveria ser restabelecido para todos e que uma "reforma" (iṣlāḥ) deveria ser posta em prática. Dado que estes líderes influentes foram em parte responsáveis pelo destino de Uthman, as razões para se levantarem para exigir vingança pelo seu assassinato, e o significado que atribuíram a iṣlāḥ, são obscuros. 
Incapazes de reunir muito apoio no Hejaz, Talha e Zubair decidiram mudar-se para Basra com a expectativa de encontrar as forças e recursos necessários para mobilizar o apoio iraquiano. E no caminho encontraram um certo Ya’la ibn Munyd, que trazia 400.000 dinares do Iêmen. Eles capturaram esse dinheiro como uma descoberta oportuna, que ficaram felizes em usar para reunir mais recrutas. 
Quando chegaram a Basra, Uthman ibn Hanif, a quem Ali havia enviado para lá como governador, a princípio não quis permitir que entrassem na cidade, pois, no entanto, declararam solenemente que vieram sem intenções hostis e prontamente assinaram um acordo para isso. Na verdade, ele lhes deu permissão para entrar na cidade e, aparentemente, ficou tão satisfeito com sua boa vontade que permitiu que seus próprios homens deixassem de lado suas armas de guerra. Foi então que Talha e Zubair viram a sua oportunidade e, tratando o seu acordo como um pedaço de papel, agarraram o demasiado confiante governador e cortaram-lhe a barba e o bigode, cortaram-lhe as pestanas e as sobrancelhas e começaram a saquear o tesouro. Com a ocupação de Basra, os rebeldes publicaram uma ordem apelando à população para que entregasse todos os que participaram no cerco à Casa (a casa do califa Uthman), para que fossem mortos como cães. O povo obedeceu e os mortos, dizia-se, eram seiscentos.
Quando Ali partiu de Medina para Basra, ele tinha quatrocentos cavaleiros, tropas veteranas do Apóstolo, e antes de chegar a Dhu Kar, cerca de seiscentos homens de Asad e Tai juntaram-se à sua força, e enquanto ele permaneceu neste local de parada, mil homens de Kufa veio como reforço. al-Ashtar, Ibn Abbas, al-Hasan, Ammar ibn Yasir tiveram que fazer um grande esforço para persuadir parte da população (6, 7 ou 12 mil homens?) a deixar a cidade e juntar-se a ele. Com esta cavalgada ampliada, ele partiu pelo deserto em direção a Basra. Na estrada ele encontrou o humilhado governador de Basra, que, depois de ter sido despojado de seus bigodes e de seu tesouro, deixou a cidade desgostoso. Quando ele conheceu Ali, ele comentou: “Ó Comandante dos Fiéis, você me enviou aqui com uma barba, e eu vim até você agora com o rosto de um menino.” Eles continuaram sua jornada até chegarem perto de Basra, quando o exército tomaram posição em um lugar chamado Khuraibah, e Talha e Zubair saíram com seus seguidores de Basra e tomaram posição no campo de batalha. 

#### Início da batalha
Ali chegou aos arredores de Basra e foram abertas negociações entre ele e os insurgentes. Embora todos estivessem convencidos de que o acordo estava próximo, começaram os combates entre os dois exércitos. A mesma questão surge aqui: quem começou isso? De acordo com algumas tradições, Ali ordenou aos seus homens que não atacassem, e foi só depois do assassinato de alguns dos seus partidários que ele se sentiu no direito de lutar contra adversários pertencentes à ahl al-qibla. A batalha durou da manhã ao pôr do sol. As fontes divergem quanto à data em que ocorreu: a data mais frequente é 10 Jumada al-Thani 36/4 de dezembro de 656, mas segundo Caetani a data 15 Jumada al-Thani/9 de dezembro é a preferida. Aisha esteve presente durante a luta em um camelo, em um palanquim cuja cobertura havia sido reforçada por placas de ferro e outros materiais e o camelo estava protegido por uma espécie de armadura, no final da batalha, o palanquim tinha tantos flechas cravadas nele que parecia um ouriço. Aisha não foi atingida, tudo o que recebeu foi um arranhão no braço. A batalha durou até quatro horas após o nascer do sol, e tanto Talha quanto Zubair foram condenados à morte. Quando Ali viu que seus dois principais oponentes foram mortos e que seu exército foi derrotado, seu arauto gritou que não foi dada permissão “para acabar com os feridos, ou para perseguir os que recuavam, ou para difamar aqueles que voltaram atrás”. É impossível calcular o número de combatentes ou de vítimas devido à grande variação dos números (que variam, para os mortos, entre 6.000 e 30.000; este último número é consideravelmente exagerado, uma vez que só para as forças de Ali, o número combinado dos homens que o seguiram desde Medina e daqueles que se juntaram a ele mais tarde dificilmente pode ter excedido 15.000 homens. 

#### Depois da batalha
Aisha foi feita prisioneira, mas longe de ser maltratada, demonstrou grande respeito. Ali decidiu, porém, que ela deveria retornar a Medina e nesse ponto ele foi inflexível. Ele concedeu amān a todos os insurgentes, e certos indivíduos comprometidos (Marwan ibn al-Hakam, por exemplo) puderam juntar-se a Muawiya na Síria. Um acto que causou agitação entre os partidários de Ali, e que provocou recriminações entre os mais fervorosos deles, foi a sua recusa em permitir-lhes levar cativas as mulheres e crianças dos conquistados ou confiscar os seus bens, com excepção das coisas encontradas em O campo de batalha. 
Após a batalha, Ali recebeu a homenagem dos habitantes de Basra, dos quais nomeou Ibn Abbas governador (com Ziyad ibn Abīh ao seu lado). Na divisão dos despojos após a Batalha do Camelo, diz-se que não fez distinção entre os escravos e os nascidos livres. Este acto pode ser tomado como uma indicação da sua política de dar igual valor aos muçulmanos que serviram o Islão nos seus primeiros dias e aos muçulmanos posteriores que desempenharam um papel nas conquistas. Diz-se que enterrou os mortos e esperou três dias antes de entrar em Basra, onde dividiu entre o povo o dinheiro que encontrou no tesouro. Depois de passar alguns dias em Basra, ele retornou a Kufa, onde chegou no mês de Rajab, 36h. 

### Conflito com Muawiya
Recém-saído da vitória sobre a oposição de Meca, Ali voltou as suas atenções para Muawiya e para o seu fracasso em afirmar a sua soberania nas províncias sírias. Ele enviou a Muawiya uma carta através do ex-governador de Hamadan de Uthman, Jarir ibn Abd Allah al-Bajali. A escolha de um antigo apoiante de Uthman que posteriormente jurou lealdade a Ali representava, na sua opinião, a melhor oportunidade de sucesso. Ali foi, no entanto, intransigente em sua carta: “o juramento de lealdade a mim (bayʿat) em Medina é vinculativo para você, mesmo que você estivesse em Sham, porque aqueles que juraram lealdade a mim [havia] aqueles que juraram lealdade a Abu Bakr, Umar e Uthman" Embora, segundo muitos relatos, Ali não tenha aceitado a eleição dos califas anteriores, ele estava disposto a apresentar-se como tendo feito isso, a fim de persuadir Muawiya a prometer, e concluiu: " Se você recusar, eu lutarei com você e pedirei a Deus que me ajude contra você.” Ali tentou persuadir Muawiya através de uma mistura de persuasão e afirmação do seu próprio direito de governar. Não foi bem sucedido. Muawiya demorou a responder e então começou a construir uma força para desafiar Ali de Damasco. Eventualmente, ele ofereceu a Ali um acordo, através de Jarir, que equivalia a Muawiya reter a Síria e assumir o controle do Egito. Em troca, ele prometeu não uma promessa, mas a disposição de chamar Ali de califa. Ali, não surpreendentemente, não aceitou, e Muawiya despachou Jarir com o que foi, na verdade, uma declaração de guerra na qual exigia reparação pelo assassinato de Uthman. 
A guerra parecia ser a única opção, dada a recalcitrância de Muawiya, e Ali consultou os seus companheiros mais próximos sobre a conveniência de tal plano de acção. Alguns acharam que Ali deveria enviar uma força contra Muawiya, mas permanecer em Kufa, enquanto outros acharam melhor que ele comandasse pessoalmente a força, e Ali concordou com a última opinião. De sua parte, Muawiya procurou o conselho do politicamente astuto Amr ibn al-ʿĀṣ, que então se juntou à sua causa. Os estudiosos observaram que a aliança de Muawiya e Amr ibn al-ʿĀṣ criou uma poderosa força política capaz de ameaçar seriamente o califado de Ali. Sob a orientação de Amr ibn al-ʿĀṣ, Muawiya gradualmente ampliou o escopo de suas ambições, passando de um governador regional que se opunha a Ali e buscava vingança de sangue para Uthman, para o de candidato ao próprio califado.  

### A Batalha de Siffin

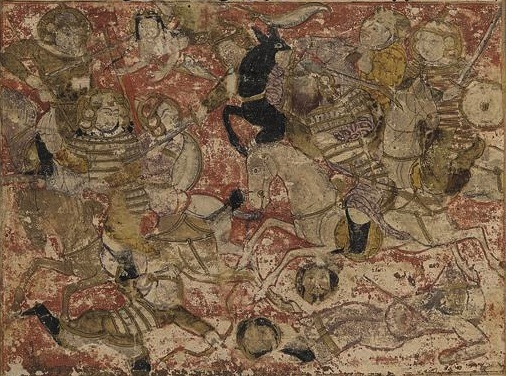
A pintura da guerra Siffin do livro Tarikh Nama de Balami, início do século 14 DC

Ali partiu de Kufa em direção à Síria com uma grande força; eles passaram por al-Madāʾin (Ctesifonte) com o objetivo de cruzar o Eufrates em al-Raqqah. Lá eles souberam que Muawiya e seu exército estavam a caminho para encontrá-los. A pedido de Amr ibn al-ʿĀṣ, Muawiya reuniu suas forças ao saber da marcha de Ali em direção à Síria, recrutando para esse fim os membros da casa omíada, que se opunham particularmente a Ali. Ali chegou com sua força a Siffin, um lugar perto de al-Raqqa, na margem noroeste do Eufrates, em Dhu al-Hijja, 36/maio-junho de 657. Muawiya e Amr ibn al-ʿĀṣ chegaram lá com seu exército antes Ali e assumiu o controle de ambas as margens, impedindo que seus soldados tivessem acesso à água. Os combates eclodiram pelo controle do banco e a força de Ali conseguiu deslocar as forças de Muawiya de sua posição, embora Ali tenha permitido a estas últimas acesso à água. Antes de entrar na batalha, no entanto, Ali primeiro enviou mensageiros a Muawiya, que lhes falou sobre a necessidade de buscar justiça contra os assassinos de Uthman e de selecionar um califa por conselho (shūrā). Em resposta, Ali referiu-se à inimizade anterior de Abu Sufyan e Muawiya para com os muçulmanos, dizendo: 'Nós os convocamos para o Livro de Deus, para a Sunna de Seu Profeta... Eu não digo que [Uthman] foi morto injustamente (maẓlūm) , nem digo que ele foi morto como um malfeitor (ẓālim). Os dois lados passaram o mês de Moharram 37/junho-julho de 657 se preparando para a batalha, e a força de Ali estava pronta em Safar/julho-agosto; Ali, no entanto, não queria ser o iniciador das hostilidades. 
A luta finalmente começou com vários dias de escaramuças durante as quais nenhum dos lados ganhou vantagem. A certa altura, Ali desafiou Muawiya para um duelo para resolver o assunto diretamente, mas Muawiya recusou. Deve-se notar também que Amr ibn al-ʿĀṣ estava presente como um dos comandantes do exército de Muawiya, conforme mencionado, esta força incluía um número considerável de sírios, muitos dos quais eram damascenos que lutavam para manter suas posições privilegiadas. O confronto militar também foi caracterizado por controvérsias religiosas entre os dois lados. Por exemplo, Amr ibn al-ʿĀṣ carregava um estandarte negro, atribuindo a prática a Maomé, ao que a força de Ali respondeu denunciando-o pela hostilidade que demonstrou ao Profeta durante a vida deste último. Um dos companheiros de Ali comparou a batalha contra Muawiya com a batalha do Profeta contra os politeístas (mushrikūn), afirmando que era uma continuação daquela batalha anterior. 

#### O assassinato de Ammar ibn Yasser
O assassinato de Ammar ibn Yasir, um companheiro proeminente de Maomé e Ali, desconcertou a força de Muawiya, na medida em que um hadith bem conhecido foi rapidamente repetido em todas as fileiras do exército sírio, no qual se afirmava que os assassinos de Ammar seriam 'um grupo de opressores' (fia bāghiya). Contudo, não se sabe até que ponto isto foi prejudicial para o moral do exército sírio, dada a extensa e eficaz campanha de propaganda de Muawiya na Síria. Um sinal do sucesso desta campanha foi que um dos sírios na Batalha de Siffin teve a ousadia de declarar a um dos companheiros de Ali que a realização da oração ritual por Ali não preenchia as condições legais necessárias e, portanto, era inválida. 

#### O truque de Amr ibn Al-Aas
Na noite de 12 de Safar/30 de julho, conhecida posteriormente como a “Noite do Clamor” (laylat al-harīr), a batalha atingiu a sua maior intensidade. Pela manhã, porém, parecia que a força de Ali estava à beira da vitória. Amr ibn al-ʿĀṣ sugeriu a Muawiya que fizessem com que suas tropas amarrassem cópias do Alcorão em suas lanças e as erguessem, exigindo arbitragem entre os dois lados com base no julgamento do Alcorão. Os historiadores como Ibn Jarir al-Tabari mencionaram que, Amr disse a Muawiya, “Acabei de encontrar algo agora, algo que não pode contribuir para nós nada além de unidade, e pode contribuir para eles nada além de divisão. Acredito que se levantarmos as cópias do Alcorão e as chamarmos para uma arbitragem com base no Alcorão, ou todos concordarão e isso acabará com a matança, ou irão divergir, e alguns dirão, 'vamos respondê-los,' e alguns dirão: 'não, não lhes respondamos'. Isso os paralisará e causará sua desgraça.”  como esperado, esta medida confundiu a força de Ali. Amr estava bem ciente do efeito que sua proposta teria em ambas as forças, muitos dos quais eram leitores do Alcorão (qurrāʾ). Antes disso, porém, quando sua derrota parecia próxima, Muawiya enviou primeiro seu irmão ʿUtba ibn Abi Sufyan a al-Ashʿath ibn Qays al-Kindī, um dos líderes do exército iraquiano, com uma proposta de uma trégua separada com ele. uma vez que ele não era intimamente afiliado à causa de Ali. Não sabemos os detalhes da negociação entre ʿUtba e al-Ashʿath, mas seu resultado foi claro, entrando em vigor talvez durante a mesma 'Noite do Clamor ', quando a maré da batalha começou a virar contra Muawiya. Al-Ashʿath, dirigindo-se a um grupo de seus companheiros da tribo Kinda, pediu uma trégua e o fim do derramamento de sangue. Ao saber disso, Muawiya ordenou que os Alcorões fossem erguidos em lanças, como sugeriu Amr.   Esta medida não era totalmente sem precedentes, pois no início da Batalha do Camelo, Ali ordenou a um homem que levasse consigo uma cópia do Alcorão e convocasse todos para lê-lo. Outro exemplo disso ocorreu durante a Batalha do Camelo, quando Kaʿb ibn Sūr al-Azdī, o juiz de Basra, que foi forçado a se juntar às fileiras da oposição por Aisha, também pegou uma cópia do Alcorão nas mãos ou pendurou tirou-o do pescoço e entrou no campo de batalha, conjurando os combatentes a cessarem a matança. Em Siffin, Ali respondeu à objeção dos leitores do Alcorão de que, ao erguer cópias do Alcorão, Muawiya e Amr b. al-ʿĀṣ estava de fato imitando sua própria política durante a batalha anterior, ao replicar que o havia feito por princípio, mas eles estavam fazendo isso apenas como um estratagema para evitar sua derrota. 
De acordo com Poonawala, como o objetivo principal do levantamento do maṣāḥef era provocar a cessação das hostilidades, é importante notar que o apelo à paz foi dirigido não a Ali, mas ao ahl al-ʿErāq (povo do Iraque) que formou o maior parte do exército de Ali, isolando assim Ali dos seus seguidores, apelando aos seus interesses regionais. Ali percebeu o estratagema, mas apenas uma minoria era a favor da continuação da luta; o líder tribal mais poderoso de Kufa, al-Ashʿath ibn Qays al-Kindī, insistiu em aceitar o apelo de Muawiya, alegadamente dizendo a Ali que nem um único homem do seu acampamento lutaria por ele se ele não aceitasse a proposta de acordo. Esta recusa do maior bloco do seu exército em lutar foi o factor decisivo na aceitação da arbitragem por parte de Ali. Com a maioria dos qorrāʾ também a favor de um acordo, Ali interrompeu os combates e enviou Ashʿath ibn Qays para apurar as intenções de Muawiya. Muawiya sugeriu que cada lado escolhesse um árbitro, que juntos chegariam a uma decisão baseada no Alcorão; esta decisão seria então vinculativa para ambas as partes. 

#### Nomeação e tarefa dos árbitros (taḥkīm)
Neste momento, Muawiya parece não ter feito nenhuma referência específica à sua insistência anterior na vingança pelo sangue de Osman ou no retorno a šūrā. A maioria das pessoas no campo de Ali, agora satisfeitas, recorreram à designação do hakam (árbitro) que se encontraria com o representante sírio. Face aos fortes sentimentos de paz da maioria do seu exército, Ali decidiu aceitar, contra o seu próprio julgamento, a proposta de arbitragem.  Evidentemente, Ali estava convencido de que a arbitragem fracassaria e ofereceu pouca resistência. Dois grupos de leitores do Alcorão de ambos os lados se reuniram primeiro nas entrelinhas para discutir o procedimento. Eles concordaram em “reviver o que o Alcorão reviveu e amortecer o que o Alcorão amorteceu”. Os sírios então propuseram Amr b. al-'As como seu árbitro. Ashʿath e os leitores do Alcorão iraquiano propuseram Abu Musa al-Ash'ari. Quando 'Ali objetou que não desejava nomear Abu Musa, eles responderam que não ficariam satisfeitos com ninguém além dele, já que ele os havia avisado sobre o que haviam acontecido. A discussão transformou-se assim em críticas abertas à política de guerra anterior de "Ali". 'Ali salientou que não podia confiar em Abu Musa, que se opusera a ele, encorajara o povo a abandoná-lo e depois fugira dele. Só depois de alguns meses é que 'Ali concedeu-lhe perdão. Ele propôs nomear 'Abd Allah ibn al-'Abbas. Eles responderam que não havia diferença entre ele e Ibn al-'Abbas; eles queriam alguém que estivesse igualmente distante de 'Ali e Muawiya. Ali agora propôs al-Ashtar. Ashʿath reagiu fortemente contra seu rival iemenita, foi o julgamento de al-Ashtar, afirmou ele, que colocou os muçulmanos uns contra os outros com suas espadas, a fim de alcançar os desejos de Ali e seus próprios.  Ali finalmente aceitou Abu Musa.  
O acordo de arbitragem foi escrito e assinado em duplicado na quarta-feira, 15 de Safar 37/2 de Agosto de 657, quatro dias após a cessação das hostilidades.381 Reflectia principalmente os sentimentos do partido da paz. Os dois lados comprometeram-se a aderir ao Livro de Deus. Os dois árbitros, nomeados, deveriam seguir estritamente as regras do Alcorão. Tudo o que não conseguissem encontrar uma regra no Alcorão, deveriam aplicar 'o justo, unindo e não dividindo, Sunna', evidentemente significando boas práticas aceitáveis para ambos os lados. O que eles deveriam julgar não foi especificado. Eles eram obrigados, no entanto, a julgar corretamente a Comunidade, para não lançá-la na divisão e na guerra. Esta era obviamente a principal preocupação do partido da paz, que de outra forma estava preparado para dar liberdade aos árbitros. Eles deveriam fazer seu julgamento até o Ramadã, sete meses após o acordo, mas poderiam adiantar ou adiar a data. Deveriam reunir-se num local equidistante de Damasco e Kufa, mas poderiam reunir-se noutro local por acordo mútuo. Ninguém foi autorizado a assistir à reunião, exceto por sua escolha, e eles foram livres para escolher as testemunhas que assinariam a sua decisão. O texto citado por al-Minqarī continha uma cláusula, ausente em outras versões, de que os dois lados foram absolvidos de qualquer julgamento que não concordasse com a revelação de Deus.383 Se a cláusula fizesse parte do documento original, foi presumivelmente adicionada a pedido de 'Ali . Mesmo sem ela, era claro, porém, que qualquer decisão em conflito com o Alcorão seria eo ipso inválida. 

#### Formação dos Kharijitas
Quando al-Ashʿath b. Qays leu o texto do acordo de arbitragem para os membros da força de Ali presentes, ʿUrwa ibn Udayya, um membro do Tamim que posteriormente se tornaria um líder do movimento secessionista Khārijī, atacou-o com a espada desembainhada, protestando que qualquer arbitragem na questão de A religião de Deus era uma abominação. Sua exclamação, ‘Nenhum julgamento exceto o de Deus’ (lā ḥukm illā li’llāh), se tornaria o grito de guerra dos Khārijīs. 
Dois dias após a conclusão do acordo, ambos os lados abandonaram o campo de batalha. Ali seguiu a rota ao longo da margem ocidental do Eufrates até Kufa via al-Nukhayla. No caminho, a profunda divisão no seu exército tornou-se totalmente aparente, à medida que apoiantes e opositores do acordo de arbitragem amaldiçoavam-se e batiam-se uns nos outros com chicotes. “Não há julgamento senão o de Deus” tornou-se o lema dos oponentes, que acusaram os apoiantes de terem agido desonrosamente na questão de Deus ao nomear árbitros humanos, enquanto estes condenavam os oponentes como desertores do seu imã e da sua comunidade. Testemunhando a divisão entre seus homens, 'Ali teria confessado em versos que cometeu um deslize ('athra) pelo qual não precisa se desculpar. Ele preferiria agir de forma inteligente e continuar com firmeza para consertar a ruptura. No entanto, o cisma revelou-se demasiado sério. Quando ele entrou em Kufa e dispensou seu exército em Rabi' I 37/agosto-setembro de 658, cerca de doze mil homens se separaram e retiraram-se para Harûra', fora da cidade, em protesto contra a arbitragem, totalmente preparados para lutar por sua causa. Eles escolheram Shabath ibn Ribī al-Tamimi como seu líder militar. A escolha de Shabath ibn Ribi pode indicar que a presença de Tamim entre os 'primeiros Ḥaruriyya' foi substancial. Não reconhecendo mais 'Ali como seu imã, os rebeldes comprometeram-se com uma shūrā após a vitória. Entretanto, o seu juramento de fidelidade foi a Deus com base em “ordenar o que é adequado e proibir o que é repreensível”. 
uma vez decidido que 'Uthman tinha sido morto injustamente, a legitimidade do pedido de vingança de Muawiya foi mantida, e a culpabilidade de 'Ali por não ter levado os assassinos de' Uthman à justiça ficou implícita. Imam 'Ali percebeu o estratagema e rejeitou todo o processo de arbitragem. Quando ele começou a chamar seus homens às armas, ele foi confrontado pelas fileiras crescentes daqueles que passaram a ser chamados de 'Khawarij' (anglicizados como 'Kharijitas'); literalmente, aqueles que 'partiram' do exército do Imam 'Ali, mas neste contexto significando os 'separadores'. Exigiram que 'Ali se arrependesse do 'pecado' de ter aceitado a proposta de arbitragem em primeiro lugar, tal como eles próprios se tinham arrependido. Quando ele não conseguiu se arrepender, eles o acusaram de ser não apenas um pecador, mas também um descrente. De acordo com a sua lógica distorcida, tirar a vida de 'Ali, e de todos aqueles que o apoiaram, era agora legal. O Imam 'Ali fez todo o possível para dissuadi-los de lutar e iniciou longas discussões com os seus líderes. Como resultado desta política de diálogo paciente, um grande número de separatistas reconciliou-se, mas o núcleo duro resistiu e decidiu lutar até ao fim. 
Dadas as tácticas assassinas utilizadas por este grupo contra os apoiantes de 'Ali, e a sua declaração de que todos aqueles que se opunham a eles eram kafirs (incrédulos) e, portanto, deveriam ser mortos, 'Ali não teve escolha senão combatê-los, apesar da sua grande relutância em travar ainda outra batalha. O que tornou este conflito ainda mais amargo foi que os Kharijitas contavam em suas fileiras com um grupo significativo de almas aparentemente piedosas, conhecidas como qurra', os leitores do Alcorão, devido ao seu conhecimento e dedicação ao Alcorão. uma recitação. Mas esta demonstração exterior de piedade andava de mãos dadas com fanatismo e violência. Quando questionado sobre estas pessoas aparentemente piedosas que rezavam durante longas horas todas as noites, 'Ali disse: 'Dormir com certeza é melhor do que rezar com dúvida' - implicando com a palavra 'dúvida' a voz da consciência espiritual que tentava romper a estridente tons de justiça própria proferidos pelo qurra aparentemente religioso. 

#### Processos de arbitragem
As fontes dizem que a arbitragem ocorreu em dois locais, Dūmat al-Jandal e Adhruḥ (uma aldeia no sul da Palestina). Os relatórios são um tanto confusos, tornando difícil estabelecer o que aconteceu em cada reunião. Os árbitros reuniram-se em Dumat al-Jandal durante cerca de três semanas. Parece que a arbitragem fracassou na primeira reunião em Dūmat al-Jandal, o que foi em grande parte uma conclusão precipitada, dada a falta de qualquer lealdade particular de Abu Musa para com 'Ali e os esforços astutos de 'Amr b. al-'Quanto a influenciar o julgamento de Abu Musa tanto quanto pudesse. 
De acordo com Madelung, parece que foi nesta reunião que 'Amr obteve o reconhecimento de Abu Musa de que 'Uthman foi morto injustamente e que, como parente mais próximo, Muawiya tinha o direito de buscar vingança. De acordo com L. Veccia Vaglieri, a tarefa dos árbitros era determinar se os atos dos quais Uthman foi acusado eram ou não aḥdāth, ações arbitrárias em desacordo com a Lei divina. Se o califa fosse culpado, o seu assassinato poderia ser considerado um ato de justiça; mas se ele não cometeu nenhum erro, a conclusão deve ser que ele foi morto injustamente (maẓlūm) e, em consequência, Muawiya estava justificado em reivindicar o direito de vingança. Mas isto não era tudo, pois uma decisão a favor de Muawiya envolveria inevitavelmente, para Ali, a perda do califado. Depois disso, várias fórmulas, incluindo o estabelecimento de uma shūrā, foram discutidas como meio pelo qual um novo califa poderia ser nomeado. A reunião terminou em desordem, no entanto, mas foi claramente uma vitória política para Muawiya, que retornou a Damasco e se autoproclamou califa, recebendo o juramento de lealdade dos sírios antes do fim de Dhu al-Qa'da 37/abril-maio de 658 Por sua vez, 'Ali repudiou ambos os árbitros, declarou a arbitragem um fracasso e convocou as suas tropas para se prepararem para retomar a batalha com os sírios. 
A segunda reunião ocorreu na região de Adhruḥ em Shaban 38/janeiro de 659 (ou Rabīʿ I 38/agosto-setembro de 658). Esta reunião foi redundante porque Abu Musa já não representava oficialmente Ali, e este último não nomeou qualquer substituto para Abu Musa. O objectivo de Muawiya nesta segunda reunião era legitimar a sua própria reivindicação de ser califa, convidando a aristocracia de Medina para a reunião com este objectivo. Amr e Abu Musa concordaram em particular que ambos deporiam seus respectivos patronos e declarariam uma shūrā para determinar o novo califa. No entanto, Amr, na famosa cena final da arbitragem, quebrou sua promessa, declarou que Ali foi deposto e que seu próprio candidato, Muawiya, era o califa. 

##### Resultado da Batalha de Siffin
Os relatos sobre o que exatamente aconteceu na arbitragem variam; o que está claro, porém, é que a posição de Ali ficou criticamente enfraquecida como resultado. Em maio de 658, Muawiya foi proclamado califa por alguns de seus apoiadores sírios. Ali e Muawiya mantiveram os seus próprios partidários, mas, à medida que a autoridade de Muawiya começou a expandir-se para o Iraque e o Hejaz (oeste da Arábia Saudita), a de Ali diminuiu para Kufa, a sua capital. Com o assassinato de Ali em 661, Muawiya ficou livre para se estabelecer como o primeiro califa da casa omíada. 

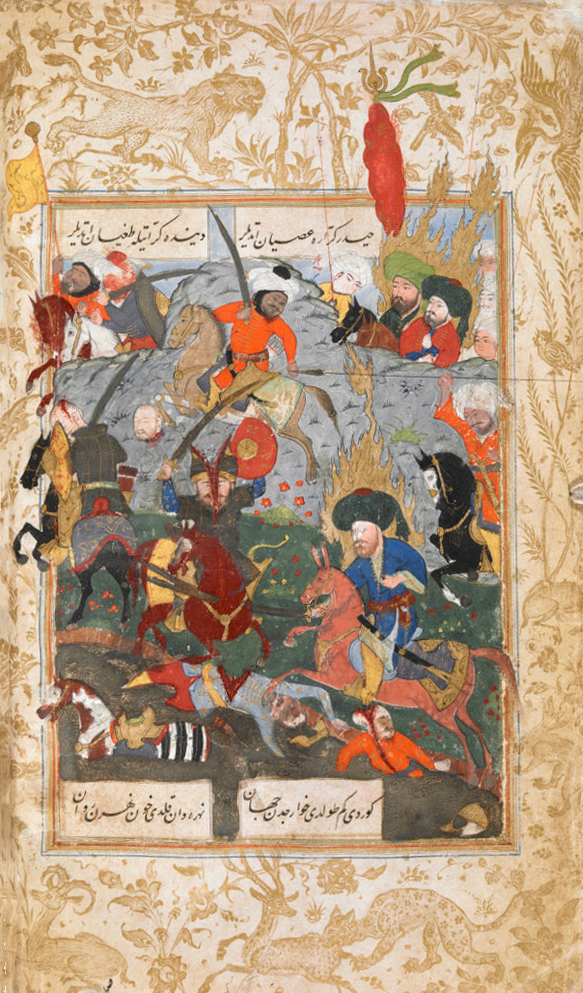
Batalha de Nahrawan, um fólio de Maqtel-i Ali Resul, Turquia Otomana, final do século XVII ou início do século XVII

### Batalha de Narawan
O extremo fanatismo dos Khawarij manifestou-se imediatamente numa série de proclamações extremistas e acções terroristas: proclamaram a nulidade das reivindicações de Ali ao califado, mas condenaram igualmente a conduta de Uthman e negaram qualquer intenção de vingar o seu assassinato; eles foram mais longe e começaram a rotular todos como infiéis e fora da lei que não aceitavam seu ponto de vista e renegavam Ali e Uthman. 
No Iraque, a questão dos separatistas tornou-se cada vez mais uma pedra no sapato de Ali. Ele enviou vários de seus companheiros, como Ibn al-Abbas e Ṣaʿṣaʿa ibn Ṣūḥān, a eles em muitas ocasiões, na tentativa de reparar a fenda. Ele mesmo foi até eles uma vez para explicar a posição em que o levantamento de cópias do Alcorão pelos sírios o havia colocado, lembrando-lhes de suas advertências ignoradas de que não deveriam ser desviados pelo estratagema, bem como a questão de a arbitragem e seu consentimento para que seu título de Comandante dos Fiéis fosse retirado do texto do acordo. Os separatistas, no entanto, continuaram a insistir na sua obrigação de se arrepender e retomar a batalha contra Muawiya, mas Ali lembrou-lhes que estava temporariamente limitado pelos termos da arbitragem. Finalmente, vários deles vieram a Kufa a convite de Ali, mas apesar do facto de ele os ter tratado bem e de lhes ter assegurado que não tinha nada contra eles, desde que não pegassem em armas contra ele, alguns dos separatistas persistiram em interromper Os sermões de Ali na mesquita com seu grito de guerra. A esquerda mais radical para al-Nahrawan, uma cidade perto de al-Madāʾin, e em 10 Shawwāl 37/21 de março de 658 jurou lealdade a Abd Allah ibn Wahb alRāsibī como seu líder. 
Após o término do prazo da arbitragem, Ali repudiou o julgamento de ambos os árbitros e convocou seus apoiadores para retomar a batalha.  Ali exortou os Kufans a lutarem contra um povo sem mérito no Islã que os governaria como Chosroes e Heráclio. Ele foi informado de que seus homens desejavam que ele primeiro subjugasse os carijitas antes de agir contra os sírios. Quando ele lhes disse, porém, que a guerra contra “um povo que seria tirano e rei e que tomaria os adoradores de Deus como servos” era mais importante do que os carijitas, todos lhe asseguraram a sua obediência e lealdade. 'Ali mudou-se para o norte, para a margem leste do Eufrates e al-Anbar. Ele recebeu notícias perturbadoras sobre o assassinato de 'Abd Allah ibn Khabbab ibn al-Aratt, sua esposa grávida e Umm Sinan al-Saydawiyya pelos Kharijitas, e enviou al-Harith b. Murra. investigar sua conduta e questioná-los. Então ele soube que eles haviam encontrado e matado seu enviado. Seus homens se voltaram para ele, alegando que não poderiam deixar suas famílias e propriedades à mercê de tais pessoas e instaram-no a combatê-los primeiro. Eles foram apoiados por al-Ash'ath ibn Qays, que evidentemente preferia lutar contra os carijitas em vez dos sírios, uma vez que havia poucos, ou nenhum, iemenitas entre eles. Ali enviou aos Kharijitas exigindo a rendição dos assassinos. Se o fizessem, ele os deixaria em paz até ter lutado contra os sírios, na esperança de que, nesse meio tempo, eles mudassem de ideia e voltassem ao curso certo. Eles responderam desafiadoramente que todos eles haviam matado essas pessoas e todos consideravam lícito o derramamento de seu sangue e de "todos os partidários". 
Ali deu a ordem para deixar os Kharijitas atacarem. Eles foram superados em número pelos seguidores de 'Ali, que supostamente eram quatorze mil, e lutaram desesperadamente sem esperança de sobrevivência. A batalha transformou-se assim num massacre unilateral. 'Abd Allah ibn Wahb foram mortos. Quatrocentos feridos foram encontrados entre os mortos no campo de batalha. 'Ali ordenou que eles fossem entregues às suas tribos para cuidados médicos. Do lado de Ali, apenas sete ou, segundo outro relato, doze ou treze homens foram mortos. 
A data da batalha de al-Nahrawan é dada por al-Baladhuri como 9 Safar 38/17 de julho de 658. Al-Tabari, seguindo Abu Mikhnaf, relatou-a no ano 37, mas argumentou que ocorreu em 38, ano em que a maioria fontes o dataram. 
De acordo com Madelung, o massacre dos carijitas em al-Nahrawan foi o evento mais problemático no reinado de Ali. Do ponto de vista da política comum, foi um ato razoável, até mesmo necessário. Estes homens eram rebeldes, violadores do seu juramento de lealdade, rejeitando provocativamente a ordem pública, ameaçando abertamente derramar o sangue de qualquer muçulmano, incluindo os seus próprios parentes, que não se juntasse a eles. Ali, ansioso por retomar a batalha com o seu verdadeiro inimigo Muawiya, teria preferido ignorá-los por enquanto e lidar com eles após a sua campanha na Síria. Eram demasiado numerosos, porém, e ele não podia ignorar a possibilidade de que, devido ao seu humor imprudente, se sentissem tentados a tomar Kufa na ausência do grosso do exército. Com qualquer acomodação temporária agora impedida pelo assassinato do seu mensageiro, viu-se mais uma vez compelido a ceder às exigências daqueles mais relutantes em combater os sírios no seu exército e a agir primeiro contra os rebeldes. 

### O último ano do califado
Ali queria prosseguir imediatamente de al-Nahrawan para a Síria. Seus homens reclamaram que suas flechas estavam gastas, suas espadas embotadas, suas pontas de lança haviam caído de suas lanças, e instaram-no a retornar a Kufa para que pudessem restaurar seu equipamento e reabastecer suas forças. Muawiya enviou cartas a alguns dos líderes do Iraque, entre eles al-Ashʿath, prometendo-lhes grandes doações de propriedades. Ao saber da marcha de 'Ali sobre a Síria, Muawiya reuniu novamente seu exército em Siffin e permaneceu acampado lá por um tempo.
Ali voltou para al-Nukhayla, mas a força iraquiana permaneceu em Kufa e não respondeu aos seus repetidos apelos à guerra. Sabendo que 'Ali não se deixaria desviar na sua determinação de atacar, Muawiya procurou minar a sua capacidade de formar uma força concertada contra ele, organizando muitas escaramuças que foram em grande parte indecisas, descritas nas fontes como ataques (ghārāt). Muawiya nomeou indivíduos como al-Daḥḥāk b. Qays al-Fihri, Sufyan b. 'Awf, al-Nu'man b. Bashir al-Anṣāri, 'Abd Allah b. Mas'ada al-Fazari, Busr b. Abi Artat, Zuhayr b. Makḥül, muçulmano b. 'Uqba al-Murri e al-Harith ibn Nimr al-Tanūkhi para espalhar a violência e a agitação nas cidades do norte e do sul do Iraque, como al-Anbar, al-Mada'in, Tayma', Dūmat al-Jandal, e junto as margens do Eufrates. A sua estratégia ao fazê-lo foi atormentar e distrair a força de 'Ali, bem como demonstrar a instabilidade do califado de 'Ali. Muawiya também enviou um de seus oficiais, Yazid ibn Shajara al-Ruhawi, para realizar a peregrinação a Meca como um ato deliberado de provocação; um dos companheiros de 'Ali se ofereceu para desafiá-lo, mas Yazid conseguiu escapar facilmente. Muawiya também despachou 'Amr ibn al-Ḥadrami para Basra para recrutar as tribos, em particular os Adz, para sua causa. O governador de Basra, Ibn al-'Abbas, não estava então presente na cidade, e seu vice, Ziyad ibn Abih, foi forçado a buscar refúgio dos membros da tribo na casa de Sabra ibn Shayman, um importante membro do Adz. 'Ali finalmente enviou Jariya ibn Qudāma al-Sa'di a Basra para escoltar Ziyad ao palácio do governador sob a proteção do Adz. 
Embora os muçulmanos estivessem preocupados com a sua própria conduta durante a primeira guerra civil (35-41/656-61), a maior parte do Irão escapou ao seu controlo, e pode ter havido tentativas de restauração por parte de membros da família real sassânida em Ṭoḵārestān e Nishapur. Com os tributos a transformarem-se em impostos, o restabelecimento do controlo muçulmano combinou a reconquista com a supressão da revolta contra os governadores e protegidos do Estado Islâmico. Os heftalitas de Bāḏḡīs, Herat e Pūšang retiveram tributos, assim como Nishapur; o povo de Zarang derrubou sua guarnição muçulmana, enquanto os beduínos árabes atacaram sozinhos as cidades do Sistão. As instruções de Ali para que os notáveis locais entregassem seu tributo a Māhūya em Marv em 36/656-57 provocaram uma rebelião contra este último no Khorasan oriental que não foi suprimida até depois da morte de Ali. Depois de Siffin, quando Ali estava ocupado com revoltas kharijitas no Iraque e em Fars, uma revolta fiscal generalizada eclodiu em Jebal, Fars e Kerman em 39/659; os cobradores de impostos foram expulsos e Zīād b. Abīhi foi enviado para suprimi-lo. Os rebeldes em Eṣṭaḵr foram esmagados e Ziad pacificou Fars e Kerman. ʿAlī também conseguiu enviar uma força que retomou Nishapur. 
Das outras províncias do nascente império islâmico, o Egipto esteve apenas brevemente sob o controlo de Ali. Durante os preparativos para a Batalha do Camelo Qays, o governador de Saʿd Ali permaneceu no Egito, Ali então nomeou Muhammad ibn Abi Bakr em seu lugar. Reconhecendo que Maomé era um jovem de experiência limitada, Ali convocou Malik al-Ashtar al-Nakhaʿī e concedeu-lhe o governo do Egito. Quando Muawiya soube da nomeação de Malik al-Ashtar, e sabendo que ele era um inimigo muito mais formidável do que Muhammad ibn Abi Bakr, despachou um dos seus apoiantes no Egipto para encontrar Malik no caminho e envenená-lo. Após o episódio da arbitragem, Muawiya esforçou-se para obter o controle do Egito enviando Amr ibn al-ʿĀṣ à frente de um contingente de tropas, visto que Amr não só liderou a conquista inicial desta província, mas também a governou por vários anos. de anos. Muawiya e Amr enviaram cartas ameaçadoras a Muhammad ibn Abi Bakr exigindo que ele entregasse o controle a eles, mas Muhammad enviou essas cartas junto com uma carta explicativa de sua autoria para Ali. Este último o instruiu a lutar contra o avanço da força de Amr. Maomé foi terrivelmente derrotado, porém, e foi torturado até a morte; Ali ficou impressionado com sua perda. 
No último ano do califado de Ali, o povo de Kufa e Basra reconheceu a verdadeira natureza de Muawiya após os ataques dos exércitos de Muawiya às cidades do Iraque e uniu-se novamente a Ali contra Muawiya. O governo de Ali, com certeza, não ganhou popularidade em Kufa durante sua vida. Os seguidores legalistas que ele construiu durante os anos finais do seu reinado, constituídos por homens convencidos de que ele era o melhor dos muçulmanos depois do Profeta e o único com direito a governá-los, permaneceram uma pequena minoria. A cidade estava profundamente dividida em sua atitude em relação a ele. O que uniu a maioria agora foi antes a desconfiança e a oposição a Muawiya e aos seus companheiros sírios. 
A arrogância, o desgoverno e a repressão omíadas iriam gradualmente transformar a minoria dos admiradores de 'Ali numa maioria. Na memória das gerações posteriores, Ali tornou-se o Comandante dos Fiéis ideal. Face à falsa reivindicação omíada de legitimar a soberania no Islão como vice-regentes de Deus na terra, e face à traição omíada, ao governo arbitrário e divisionista, e à retribuição vingativa, eles passaram a apreciar a sua honestidade, a sua devoção inflexível ao reinado do Islão. 
De acordo com Madelung, a sua recusa em participar no novo jogo de traição política, manobras inescrupulosas e oportunismo inteligente que estava então a criar raízes no governo do Islão, privou-o do sucesso na sua vida, mas também o elevou aos olhos dos seus admiradores. num modelo das virtudes de um Islão puro e não corrompido, bem como da cavalaria árabe pré-islâmica. 

### O Assassinato de Ali
Ali permaneceu em al-Nukhayla com cerca de trezentos de seus homens por algum tempo depois de retornar de al-Nahrawan, enquanto o resto de suas tropas seguiu para Kufa. Ele então os seguiu até a cidade para pressioná-los a continuar a luta contra os sírios, mas não obteve resposta. Na manhã de 17 do Ramadã, 40/26 de janeiro de 661, 'Ali foi atingido na cabeça por uma espada envenenada ao entrar na mesquita de Kufa para realizar a oração; ele morreu dois dias depois. Seu assassino foi 'Abd al-Rahman ibn 'Amr ibn Muljam al-Murādī. O curso dos acontecimentos que levaram ao assassinato de 'Ali, que por sua vez abriu o caminho para a tomada do califado por Muawiya, é obscuro e ainda não foi adequadamente explicado. De acordo com os relatos padrão da conspiração para matar 'Ali, três dos Khārijis de al-Nahrawan fizeram um pacto mútuo para assassinar simultaneamente 'Ali, Muawiya e 'Amr ibn al-́Ãş. Embora os dois últimos tenham escapado, Ali não. Contudo, tais relatos não resistem à reflexão crítica e outros relatos que descrevem os esforços dos outros dois homens para matar Muawiya na Síria e 'Amr no Egipto parecem questionáveis. O assassino de 'Ali, Ibn Muljam, era membro dos clãs Tujib e Murad, ambos parte da tribo Madhhij maior, com conexões também com os Kinda. Após sua chegada a Kufa, ele se hospedou em al-Ashʿath ibn Qays al-Kindi. Todos os relatórios conectam al-Ashʿath a esta trama. Um, por exemplo, relata al-Ashʿath fazendo uma ameaça de morte a 'Ali; outra fala dele sobre os desígnios de Ibn Muljam contra 'Ali; outro ainda relata que pouco antes de 'Ali entrar na mesquita em Kufa al-Ashʿath aconselhou Ibn Muljam a se apressar em fazer a ação antes do amanhecer. Depois que 'Ali foi ferido, al-Ashʿath enviou seu filho para verificar a condição de 'Ali, suas palavras sugerindo que ele sabia que 'Ali não sobreviveria. Na verdade, mais de um século depois, o califa abássida al-Mansur referiu-se à conspiração para matar 'Ali como tendo sido arranjada pelos companheiros de 'Ali. 
De acordo com os relatórios existentes, Ibn Muljam proferiu o grito de guerra Khāriji 'Nenhum julgamento exceto o de Deus' ao atacar a cabeça de 'Ali. depois disso ele tentou fugir, mas logo foi jogado no chão por um Hamdani, Abu Adam. Conduzido à presença de Ali, que entretanto regressara a sua casa, declarou que estava afiando a sua espada há quarenta dias e que pedira a Deus que matasse o mais perverso dos homens. Ali respondeu que viu o próprio Ibn Muljam sendo morto com esta espada e que o julgou o mais malvado dos homens. 
Ali já sabia há muito tempo que seria morto, desde que o Profeta lhe dissera isso, ou ele próprio teve uma premonição disso. Vários autores, com base em numerosas tradições, afirmam que Maomé (ou Ali) revelou que a barba deste último estaria manchada com o sangue que lhe escorria da cabeça. Outra tradição com diversas variantes explica que, segundo Maomé, o homem mais perverso entre os antigos foi aquele que matou o camelo do profeta Salih (cf. Alcorão, 91, 11-12 e 26, 155-7) e entre os seus contemporâneos, aquele que mataria Ali; em geral é este último quem fala do “mais malvado dos homens”. 
As fontes descrevem Ali como sempre escrupuloso na aplicação da lei sagrada e, no caso de Ibn Muljam, são mais ou menos unânimes em insistir no facto de ter ordenado a estrita observância da lei, no entanto, algumas delas se esforça para enfatizar sua magnanimidade. As diferentes versões são: 1. Ali ordenou aos seus seguidores que esperassem e vissem os efeitos do ferimento antes de punir Ibn Muljam; se sobrevivesse, ele próprio decidiria seu destino. 2. Ali aconselhou al-Hasan a não expor nenhum criminoso ao ridículo público e aconselhou o Banu Muttalib a não derramar sangue muçulmano por causa do seu assassinato; o assassino seria morto da mesma maneira que matou Ali. 3. segundo al-Mubarrad, Ali afirmou que o melhor seria perdoá-lo; 4. Ali ordenou que Ibn Muljam recebesse boas refeições e uma boa cama; se ele, Ali, morresse devido ao ferimento, Ibn Muljam se juntaria a ele imediatamente no outro mundo, pois desejava ser seu acusador diante de Deus. 
Ali viveu, no entanto, até sexta e sábado e morreu na noite anterior a domingo, 19 ou 21 do Ramadã/28 de janeiro. Diz-se que quando Ali morreu, não encontraram mais de seiscentos dirhems, quantia que restava da sua parte do saque, e que tinha sido designada para garantir os serviços de um eunuco para o apartamento das mulheres. De acordo com outro relato, o que restou foi apenas duzentos e quarenta dirhems, um Alcorão e uma espada. 

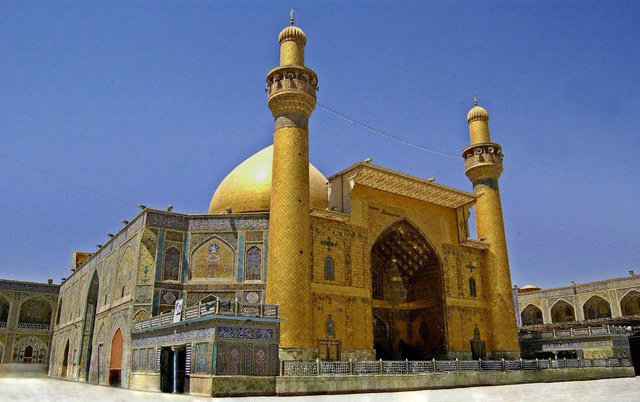
Santuário do Imam Ali, Najaf

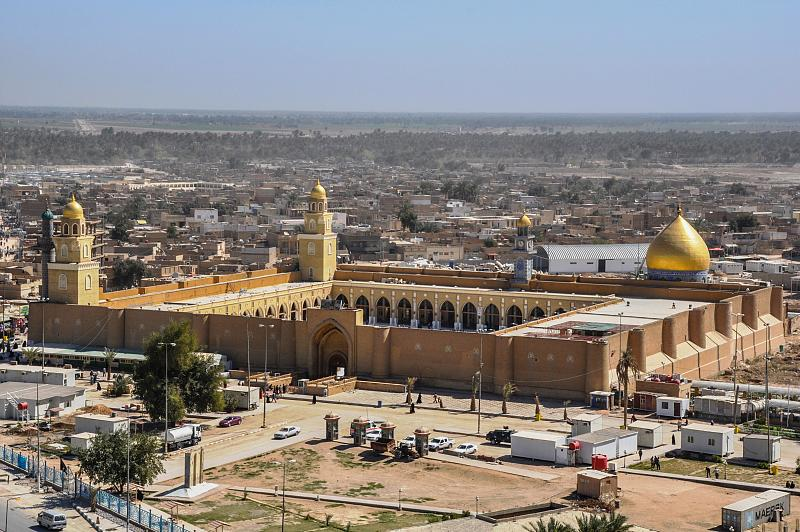
A Grande Mesquita de Kufa em Kufa, Iraque, onde Ali foi assassinado

## Enterro e Santuário
Quando Ali morreu, seu corpo foi lavado por seus filhos al-Hasan, al-Husayn, Muhammad ibn al-Hanafiyya e por seu sobrinho (Abd Allah b. Ja'far. Os mesmos homens junto com 'Ubayd Allah b. al- Abbas o enterrou.  Vários lugares são mencionados como o santuário de Ali (mašhad). É relatado pela autoridade do Imam Ja'far Sadiq que Ali solicitou que ele fosse enterrado secretamente, porque temia que os Khawarij ou outros pudessem profanar seu túmulo Mas como poucos conheciam o segredo, alguns pensaram que Ali foi enterrado em sua própria casa em Medina. Diz-se que além da mesquita do Profeta há outros dois sepulcros cobertos com pano verde, e em um deles está enterrada Fátima, filha de Maomé, e Ali está enterrado no outro. Outros dizem que Ali foi enterrado no pátio da mesquita ou na praça pública de Kufa, enquanto outros ainda dizem que ele foi enterrado em Karkh, um quarto da antiga cidade de Bagdá. Mas, apesar dessas várias sugestões, os estudiosos xiitas geralmente concordam, e é a crença mais popular, que Ali ibn Abu Talib, o quarto califa e o primeiro imã, foi enterrado em Najaf , que fica a pouco mais de seis quilômetros de Kufa.  Ibn Qulawayh (falecido em 368/979), responsável por uma coleção detalhada de textos ziarat, afirma que o Imam al-Hasan, sem o conhecimento dos habitantes de Kufa, carregou o cadáver de seu pai para um local conhecido então como Najaf e o enterrou em um local onde havia vários montes de terra, fazendo uma anotação mental do local.  Ibn Jubayr diz que "na mesquita de Kufa há um púlpito cercado por um círculo de degraus de madeira de sândalo. Ele é elevado acima do pátio e é como uma pequena mesquita. O púlpito é um memorial ao Amiru' l-Muminín, Ali ibn Abu Talib, e foi neste lugar que o miserável e amaldiçoado Adbu'l-Rahman ibn Muljam o golpeou com uma espada. As pessoas repetem uma forma de saudação aqui e rezam e choram. 

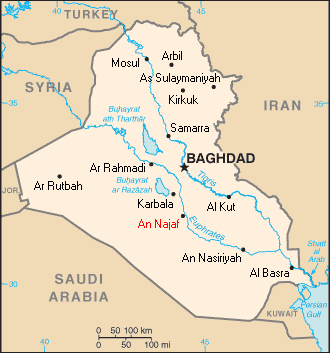
Mapa do Iraque Najaf

### Cidade de Najaf
O nome da cidade Najaf é explicado nas tradições. A princípio havia uma montanha ali, e quando um dos filhos de Noé se recusou a entrar na arca, ele disse que se sentaria nesta montanha até ver de onde viria a água. Uma revelação veio, portanto, à montanha: “Você se compromete a proteger este meu filho do castigo?” e de repente a montanha caiu em pedaços e o filho de Noé afogou-se. No lugar da montanha apareceu um grande rio, mas depois de alguns anos o rio secou e o local foi chamado de Nay-Jaff, que significa "o rio seco". Dos avisos de Najaf nas obras dos geógrafos árabes, o mais antigo é dado por Ibn Hawkal, que escreveu no décimo século cristão. Ibn Hawkal afirma que o governador de Mosul, em algum momento entre 292-317 a.h, “construiu uma cúpula sobre quatro colunas sobre o túmulo de Mashhad Ali, cujo santuário ele ornou com ricos tapetes e cortinas: também cercou a cidade adjacente com uma parede." A tradição comum sobre a fundação deste santuário, entretanto, é relatada por Mustawfi, que escreveu no século XIV. A duas léguas de Kufa, em direção ao sudoeste, fica Mashhad All, o santuário de Ali, o Comandante dos Fiéis, conhecido como Mashhad-i-Gharwa (o Santuário Maravilhoso). Pois quando Ali recebeu seu ferimento de morte, na mesquita de Kufa, ele deixou como testamento que, assim que morresse, seu corpo fosse colocado em um camelo, então o camelo receberia sua cabeça e seria colocado em movimento. , e onde quer que a besta se ajoelhasse, ali deveriam enterrar seu corpo. Feito isto, aconteceu que o camelo se ajoelhou no local onde hoje está o Santuário, e aqui foi sepultado. Agora, durante os reinados dos califas omíadas, seu abençoado local de descanso não pôde ser divulgado, e assim também foi sob os abássidas até o reinado de Harun-ar-Rashid. Mas no ano 175 (791) Harun foi caçar nestas partes, e sua presa, fugindo dele, refugiou-se neste mesmo local. E por mais que o califa incitasse seu cavalo a entrar naquele lugar, o cavalo não iria para lá; e com isso o espanto tomou posse do coração do califa. Ele fez perguntas às pessoas da vizinhança e elas o informaram de que aquele era o túmulo de Ali. Harun ordenou que o terreno fosse escavado e o corpo de Ali foi descoberto ali ferido. Posteriormente, foi erguido um túmulo, e as pessoas começaram a se estabelecer nas proximidades.” 
A importância de uma peregrinação a Najaf é enfatizada em todos os trabalhos xiitas sobre ziarat. As ocasiões especialmente recomendadas para visitas são os aniversários de nascimento e morte de Ali, o festival Ḡadīr Ḵomm, o aniversário do Profeta e o 27º dia de Rajab, tradicionalmente a data do início da missão profética de Maomé. A recitação de orações especiais sobre o túmulo de Ali é considerada particularmente benéfica tendo em conta o papel de Ali como intercessor no Dia do Juízo. 

## Sucessão
Hasan, o filho mais velho de Ali e Fátima, foi aclamado califa por quarenta mil pessoas em Kufa imediatamente após a morte de seu pai. Na batalha de Siffin (Safar 37/julho de 657), menos de três anos antes de sua morte, Ali tinha em seu exército setenta companheiros que lutaram pelo Profeta em Badr, setecentos dos quais renovaram sua lealdade a Maomé (bay'at ar-ridwan) na época do tratado de Hudaybiya, e outros quatrocentos de outros Muhajirun e Ansar. Muitos deles ainda residiam em Kufa com Ali enquanto ele se preparava para um encontro final com Mu'awiya. Eles devem ter participado na eleição de Hasan e devem tê-lo aceitado como o novo califa, caso contrário as fontes teriam registado a sua oposição à sua sucessão. Para isso não há testemunho algum. O povo de Medina e Meca parece ter recebido a notícia com satisfação, ou pelo menos com aquiescência. Isto é evidente pelo facto de nem uma única voz de protesto ou oposição destas cidades contra a adesão de Hasan poder ser localizada nas fontes. 
Duas razões principais podem ser apresentadas para esta atitude. Primeiro, no momento da morte de Ali, quase todos os ilustres Companheiros do Profeta dentre os Muhajirun estavam mortos. Dos seis membros da Shura nomeados por 'Umar, apenas Sa'd ibn Abi Waqqas ainda estava vivo; os outros membros da elite dirigente da comunidade também morreram. Entre a nobreza mais jovem, como Abd Allah ibn al-'Abbas, Abd Allah ibn az-Zubayr, Muhammad ibn Talha e Abd Allah ibn 'Umar, ninguém poderia se igualar a Hasan, o neto mais velho e querido do profeta. O povo de Medina ainda se lembrava daquele amor e carinho ardente que o Profeta derramou sobre seus netos ao interromper seu sermão e descer do púlpito para pegar Hasan, que tropeçou em sua longa túnica e caiu ao entrar na mesquita; que ele permitiu que seus netos subissem em suas costas enquanto ele se prostrava em oração. Existem numerosos relatos que descrevem favores extraordinários concedidos por Maomé aos seus netos; estes são preservados não apenas pelas fontes xiitas, mas também são esmagadoramente transmitidos pelas obras sunitas. Também é relatado por unanimidade que Hasan se parecia com o Profeta na aparência. Em segundo lugar, naturalmente não se poderia esperar que o povo de Meca e Medina ficasse satisfeito ao ver Mu'awiya, filho de Abu Sufyan, o representante do clã Omíada, tornar-se seu líder. Foi Abu Sufyan quem organizou a oposição a Maomé e liderou todas as campanhas contra ele. Os omíadas em geral, e os sufianidas em particular, não reconheceram Maomé até a queda de Meca; o seu Islão foi, portanto, considerado mais por conveniência do que por convicção. Mu'awiya, por sua vez, dependia do apoio dos sírios, que ele havia consolidado atrás de si, e aos quais esteve ligado durante quase vinte anos como governador da província, e do apoio de seu grande e poderoso clã e seus clientes e aliados que o cercavam. Era portanto natural, dadas as circunstâncias, que os habitantes das cidades sagradas, que formavam o núcleo da Umma Islâmica, não se opusessem ao califado de Hasan, especialmente porque a alternativa era o filho de Abu Sufyan e Hind. 

## Descendentes de Ali (Alids)
Em deferência e consideração por Fátima, Filha do Profeta, Ali não pensou em outro casamento durante a sua vida. Mas depois que ela faleceu, ele se casou com mulheres de diferentes tribos em épocas diferentes e teve vários filhos com elas.  Os detalhes dos cônjuges de Ali e seus filhos são fornecidos aqui. Descendentes de Ali ibn Abi Talib, que teve quatorze filhos e pelo menos dezessete filhas de nove esposas e várias concubinas, a saber: 1. por Fátima, filha do Profeta, sua única esposa legítima enquanto ela viveu: al-Hasan, al-Husain , Muhassin (Muhsin entre os xiitas persas) que morreu na infância, Zainab, o mais velho, Umm Kultham, o mais velho; 2. por Umm al-Banin bint Hizam: al-'Abbas, Jafar, 'Abd Allah, 'Othman (todos mortos em Karbala, sem descendência, exceto o primeiro); 3. por Laila bint Mas'ud ibn Khalid: 'Ubaid Allah, Abu Bakr; 4. por Asma' bint 'Umais al-Khathamiya: Yahya, Muhammed o mais jovem (de acordo com Hisham ibn Muhammed), ou Yahya, 'Awn (de acordo com Al-Waqidi, Muhammed o mais jovem sendo filho de um escravo); 5. por Umi Habib bint Rabi'a, de sobrenome al-Şahbā', um escravo capturado por Khalid ibn al-Walid em 'Ain al-Tamr: 'Omar, Ruqaiya; 6. por Umama bint Abi'l-'Asi ibn al-Rabi', cuja mãe era Zainab, filha do Profeta: Muhammed o segundo; 7. por Khawla bint Jafar: Muhammed, o mais velho, de sobrenome Ibn al-Hanafiyya; 8. por Umm-Sa'id bint 'Urwa ibn Mas'ud al-Thaķafi: Ummal-Hasan, Ramla, o mais velho; 9. por Maḥyāt bint Imru' al-Kais ibn 'Adī: uma filha que morreu na infância; 10. por diferentes mães cujos nomes não são conhecidos: Umm Hāni', Maimūna, Zainab, a mais nova, Ramla, a mais nova, Umm Kulthum, a mais nova, Fatima, Umāma, Khadidja, Umm al-Kirām, Umm Salama, Umm Jafar, Djumāna, Nafisa.  
Cinco desses filhos deixaram descendência, a saber: al-Hasan, al-Husain, Muhammed ibn al-Hanafiyya, Omar e Abbas. Os filhos mais velhos de Ali, al-Hasan, al-Husain e Muhammad ibn al-Hanafiyya, e seus descendentes, a saber, os Ḥasanids, os Ḥusaynidas e os Ḥanafids, foram reconhecidos como imãs por diferentes grupos xiitas, conforme enumerado no literatura hersiográfica, especialmente as primeiras heresiografias Imami escritas por al-Nawbakhti. A linha mais célebre é a de al-Husain; os últimos nove dos "doze Imames" dos xiitas descendem diretamente dele: 'Ali Zain al-'Abidin, Muhammed al-Baqir, Jafar al-Sadik, Mūsa 'l-Kazim, 'Ali al-Rida, Muhammed al-Jawad, 'Ali al-Hadi, Hasan al-'Askari, Muhammed al-Mahdi.
O martírio de al-Husain, juntamente com muitos outros Alids, em 10 Moharram 61/10 de outubro de 680 em Karbala, infundiu um novo fervor religioso nos xiitas e contribuiu para a consolidação da identidade xiita.  Após o massacre de Karbala, quando a maioria dos ʿAlids foram mortos, os pretendentes de ʿAlid permaneceram politicamente inativos. Eles preferiram residir em Meca ou Medina, longe dos principais centros políticos, e embora mantivessem as suas reivindicações pouco fizeram para promovê-las.  A maioria dos rebeldes e pretendentes do início do período abássida vieram da linhagem de al-Hasan, a de al-Husain preferindo uma vida de piedade tranquila. No entanto, foi este último que passou a ter maior influência. 
Atualmente os descendentes do Profeta são muito numerosos e estão difundidos por todos os países muçulmanos; eles se distinguem dos demais muçulmanos pelo título de Sayyid ou Sharif e pelo direito de usar o turbante verde. Sua descendência é estabelecida de forma mais ou menos autêntica por um certificado ou árvore genealógica (shadjara, nome silsile). No Hejaz, sayyid é ainda mais restrito aos descendentes de Husain, o filho mais novo de Ali e Fátima. No Paquistão e na Índia, os sayyids são numerosos, sendo um dos quatro principais grupos de muçulmanos. Eles também constituem uma classe extratribal influente no Iémen, alegando ser descendente do Profeta através de um ancestral que veio do Iraque para o sul há mais de um milênio. Muitas dinastias também afirmaram ser sayyids no sentido restrito. 

## Obras e contribuições
A maior parte dos materiais literários atribuídos a Ali consistem em discursos e sermões originalmente proferidos a seus seguidores, e posteriormente escritos. Existem também orações importantes, a principal delas é a Duʿāʾ Kumayl. Esta oração extensa foi ensinada por Ali ao seu companheiro Kumayl ibn Ziyād, e os muçulmanos xiitas continuam a usá-la como uma oração de súplica e para afastar o mal.

### 1. Recensão do Alcorão

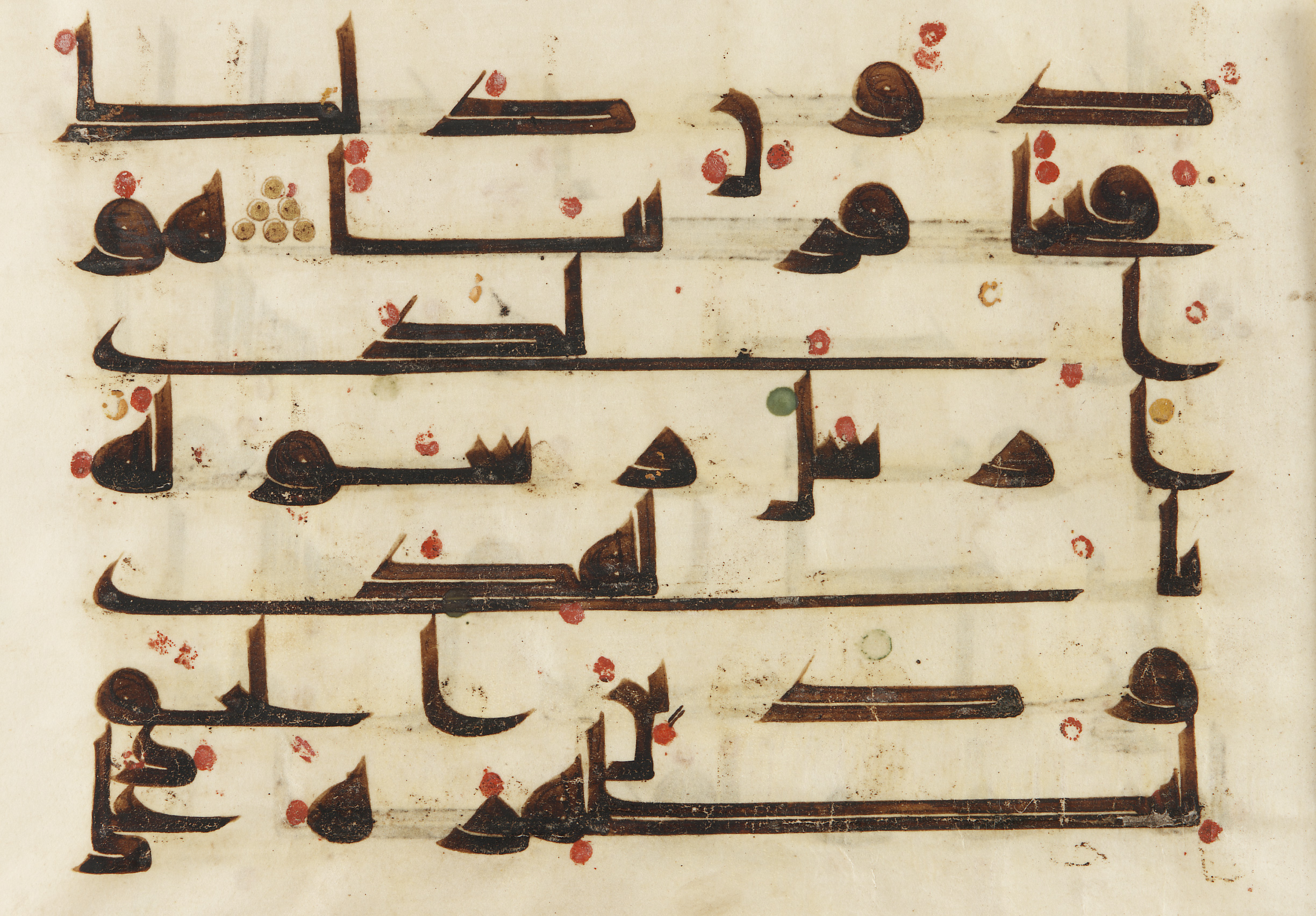
Fólio de um Alcorão (séculos VIII-IX)

Acredita-se que 'Ali tenha sido o compilador de uma das primeiras recensões do Alcorão.1 Diz-se que sua recensão foi organizada cronologicamente, isto é, na ordem em que o Alcorão foi revelado , embora o relato que as fontes fornecem sobre a disposição de seu códice não apóie essa suposição. Também é relatado que seu códice incluía material exegético adicional, incluindo informações sobre os versículos revogados do Alcorão. Fontes xiitas relatam que após a morte do Profeta, ‘Ali apresentou este códice para consagração oficial, mas foi rejeitado por outros companheiros do Profeta e ele teve que levá-lo de volta para casa. Ele também é um dos poucos leitores originais do Alcorão cuja leitura foi preservada." Uma série de supostas diferenças entre sua leitura e a versão padrão atual do Alcorão estão registradas nas fontes. Um especialista sunita no texto do Alcorão, Abu Tahir 'Abd al-Wahid b. 'Umar al-Baghdadi al-Bazzaz (falecido em 349) escreveu uma monografia sobre a leitura de 'Ali. Certos autores de obras sobre leituras do Alcorão, no entanto , sugerem que a leitura de Asim transmitida por Hafs", que há muito tempo é a versão padrão dominante do Alcorão, é na verdade a leitura de 'Ali. 'Asim é citado como tendo dito a Hafs que a leitura que ele lhe ensinou foi a que ele aprendeu com Abu' Abd al-Raḥmān al-Sulami, que a recebeu de 'Alī. Asim afirmou que em nenhum lugar ele abandonou a leitura de Sulamī; A leitura de Sulami, por sua vez, nunca se desviou da de Ali. 

### 2. Kitab Ali
Um relatório antigo afirma que 'Ali foi visto certa vez anotando em um pergaminho o que ouviu do Profeta em sua presença. Referências e citações de um texto que se acredita ter sido compilado por 'Ali a partir das declarações do Profeta são abundantes no material do segundo século. De acordo com um relatório, 'Ata' ibn Abi Rabāḥ, o jurisconsulto de Meca no início do século II (falecido em 114), conhecia este texto e não tinha dúvidas de que era na verdade a compilação de 'Ali." Alguns relatórios descrevem o texto como um Rolo de pergaminho de 70 côvados." Isto é idêntico à descrição dada para um pergaminho chamado al-Jāmi'a mencionado em alguns outros relatórios; dizia-se que ambos continham o que as pessoas precisam em questões de legalidade e ilegalidade e as leis de herança, até mesmo compensação monetária por contusões corporais. Uma descrição semelhante do material, tamanho e conteúdo também é dada para outro texto chamado Mushaf (ou Kitāb) Fāṭima.26 A descrição específica que sugere que o texto continha tudo que as pessoas precisavam, incluindo compensação monetária por contusões, é ocasionalmente mencionada em conexão com com ainda outro texto chamado Jafr. Ambas as últimas obras também consistiam em notas de 'Ali tiradas do ditado do Profeta. As referências a estes dois últimos textos, principalmente no caso do primeiro e totalmente no caso do último, estão, no entanto, relacionadas com questões esotéricas e apocalípticas. Supunha-se que tudo isso fazia parte da herança escrita da Casa do Profeta, que muitos dos primeiros xiitas acreditavam ter passado pela linhagem dos Imames, proporcionando-lhes o conhecimento especial que os distinguia do resto da comunidade, incluindo os eruditos. 

### 3. Kitab al-diyat
Texto atribuído a ‘Ali¯ sobre as compensações monetárias pela perda de uma vida ou de um membro, dedo, olho ou qualquer outra parte do corpo, com base em um rescrito que ele enviou aos seus governadores como orientação. Em alguns casos, este texto também é referido como Kitab ‘Ali ou Kitab al-fara’id. O texto completo deste livro é citado por Ibn Babawayh em Faqıh e por Tussi em Tahdhı¯b. A obra também é publicada, sob o nome de seu primeiro transmissor conhecido, como Diya¯t Zarif ibn Nasih, na coleção de al-Usul al-sittat ‘ashar (Teerã, 1371). 

### 4. Nahj al-balagha

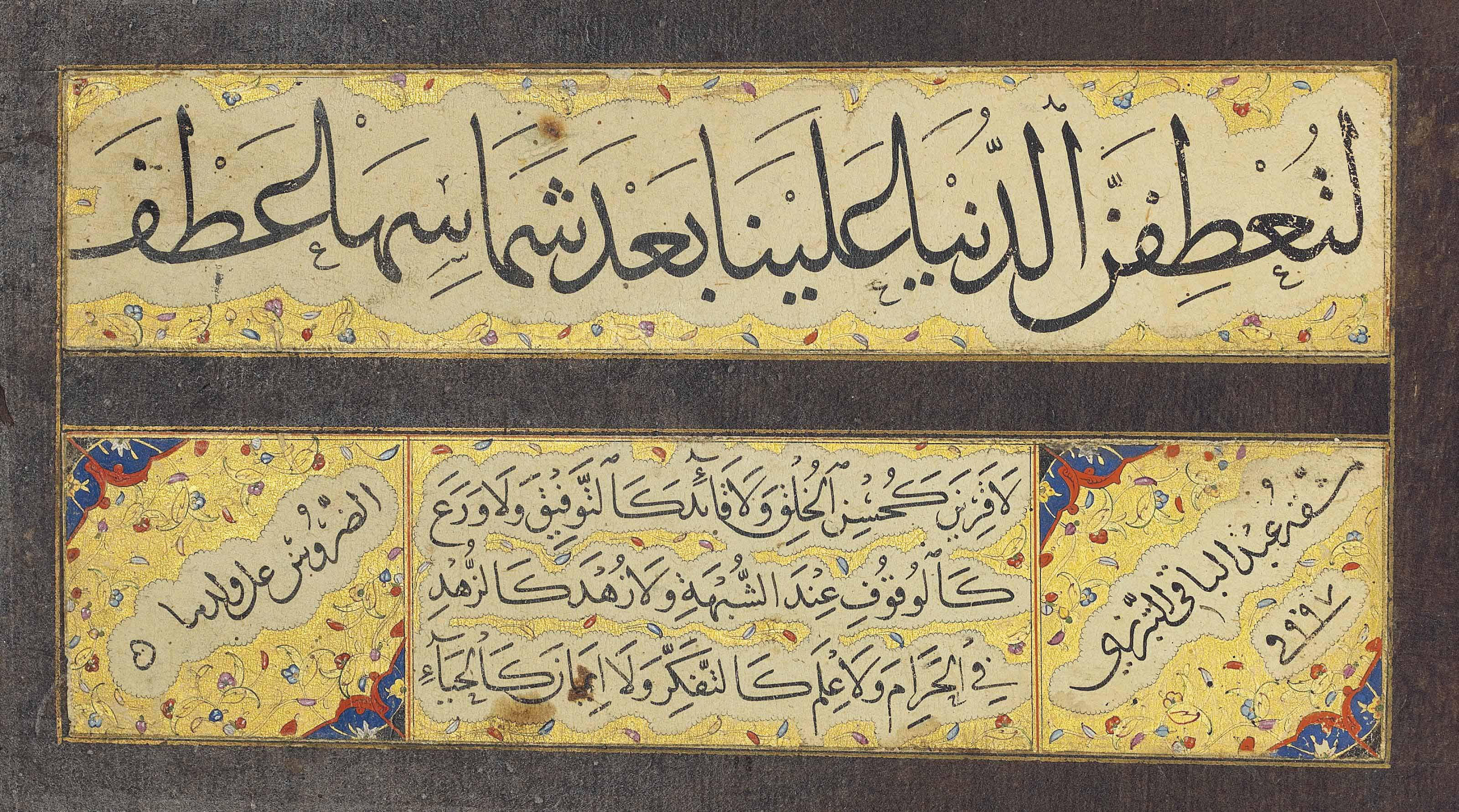
Um painel caligráfico contém uma decisão atribuída a 'Ali bin Abi Talib do Nahj al-Balagha. Safávida Irã, datado de 1588-89

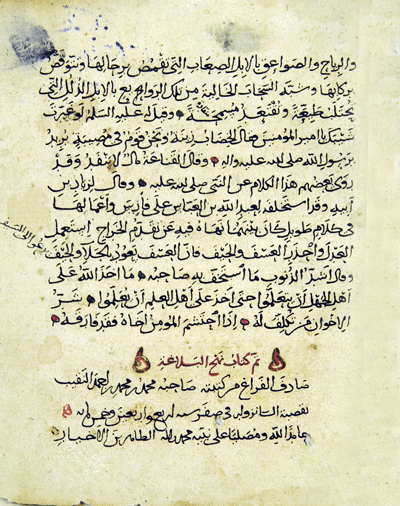
Fólio de um Nahj al-Balagha

Entre os muçulmanos xiitas, este livro (O Caminho da Eloquência) é aceito sem objeções como uma coleção de sermões, cartas e declarações do Imam ‘Ali Ibn Abi Talib. É, portanto, entre os xiitas uma fonte crucial de ensinamentos e inspiração, bem como um exemplo de realização verbal. No final do século III, o número de sermões atribuídos a ‘Ali era de cerca de 400. Meio século depois, dizia-se que o número era de 480. Vários dos primeiros transmissores de hadith compilaram registos dos seus sermões. 
Outros dedicaram capítulos de suas obras a sermões, cartas e outras declarações citadas de ‘Alı¯. Eles incluíram os primeiros historiadores como Muhammad b. ‘Umar al-Wa¯qidı¯ (falecido em 207), ‘Ali ibn Muhammad al-Mada¯’inı (falecido em 225), Ahmad b. Maomé b. 'Abd Rabbih (falecido em 328) e 'Abd al-'Aziz b. Yaḥyā al-Jalūdī (falecido em 332). Outros ainda coletaram os textos de cartas atribuídas a 'Ali, como Ibrahim b. Muhammad al-Thaqafi (falecido em 283). 
A primeira obra sobrevivente pertencente ao primeiro gênero é o Nahj al-balagha, uma coleção de sermões selecionados, cartas e outras declarações atribuídas a 'Ali, compiladas pelo Sharif al-Raḍī, Muhammad b. al-Husayn al-Mūsawī (falecido em 406) em 400. Muito do conteúdo desta obra é atestado em fontes anteriores, algumas das quais são mencionadas na própria obra. Vários trabalhos assumiram recentemente a tarefa de documentar as passagens citadas no Nahj al-balagha através do rastreamento de fontes anteriores onde essas passagens são citadas de 'Ali. O trabalho mais recente neste gênero é Madārik-i Nahj al-balagha de Rida Ustādī (Qum, 1396). Uma edição recente do Nahj al-balagha (ed. Ja'far al-Husaynī, Qum, 1419) também inclui uma seção sobre as fontes de seu conteúdo. Em alguns casos, passagens atribuídas a outras autoridades em fontes anteriores são incluídas neste trabalho, "presumivelmente com base em algumas outras fontes antigas que não sobreviveram. Ibn Taymiyya e Dhahabi expressaram dúvidas sobre a autenticidade de grande parte do conteúdo de o Nahj al-balagba. Ibn Khallikan fez o mesmo em Wafayat, embora em outro lugar ele tenha citado trechos da obra sem escrúpulos. Khaṭīb (Jāmi 2: 161) rejeita como espúrios os sermões escatológicos atribuídos a 'Ali, alguns exemplos dos quais estão incluídos no Nahj al-balagha. 
O Nahj al-balagha está disponível em muitas edições e manuscritos que datam do século V em diante. Para obter uma lista de manuscritos da obra anteriores ao século X, consulte 'Abd al-'Azīz al-Ṭabāṭabāī em Turāthunā (publicado trimestralmente em Qum). Um trabalho recente, Nahj al-sa'ada fi mustadrak Nahj al-balagba de Muḥammad Baqir al-Maḥmūdī (Teerã, 1998), tenta coletar declarações, documentos e poesia atribuídos a 'Ali que não estão incluídos no Nahj al-balagha . Muitos comentários foram escritos sobre esta obra ao longo dos últimos dez séculos. 

### 5. Musnad
Como observado acima, os sermões e outras declarações administrativas de 'Ali são coletados em volumes ou capítulos especiais. Existem também trabalhos que tentam recolher relatórios citados de 'Ali sobre tópicos doutrinários, legais e éticos, muitos dos quais citam declarações ou actos do Profeta. Masānīd, coleções de bandidos organizadas com base no primeiro transmissor, em vez do arranjo de assuntos mais comum, geralmente têm um capítulo dedicado a relatos citados de 'Ali. Abū Ya'lā, Tabari, Tahdhib al-athar, bn Kathir, Fāmi al-masānīd são alguns exemplos. A maioria das obras citadas ou publicadas como obras independentes sob o título de Musnad Ali são, ou parecem ter sido, partes de coleções maiores, incluindo aquelas dos seguintes autores:
Ya'qub ibn Shayba al-Baṣrī (falecido em 262)
Qādī Ismāīl b. Isḥāq al-Jahḍamī al-Azdī (falecido em 282)
Maomé b. 'Abd Allah al-Haḍramī al-Kūfi, conhecido como Muṭayyan (falecido em 297)
Ahmad b. Ali b. Shu'ayb al-Nasa'ī (falecido em 303)
Yahya b. Maomé b. Şā'id al-Baghdādī (falecido em 318)
Abd al-Rahman b. 'Uthman al-Tamīmī al-Dimashqi (falecido em 420)
Jalal al-Din al-Suyuṭī (falecido em 911)
Existem vários trabalhos recentes que tentam coletar todas as citações existentes de 'Ali. Os mais abrangentes são Musnad Ali ibn Abi Talib, de Yusuf Uzbek (7 vols., Damasco e Beirute, 1995), que inclui a maioria dessas citações em obras sunitas de hadith, e Musnad al-Imam Ali, de Hasan al-Qapānchī (10 vols., Beirute, 2000) que inclui 11.451 citações em coleções xiitas e sunitas. 

### 6. Diwan
Existem relatos conflitantes nas primeiras fontes sobre se 'Ali compôs alguma poesia. Em seu Musnad Ali, ‘Abd al-'Aziz al-Jalūdī (falecido em 322) dedicou um capítulo à poesia atribuída a Ali. Posteriormente, foram feitas diversas coleções deste material, entre elas:
Salwat al-Shia, uma coleção de cerca de 200 versos compilados por Abu 'l-Hasan Ali b. Ahmad al-Fanjkirdī al-Naysābūrī (falecido em 513)
Anônimo, usado por Kaydarī em seu Anwār al-'uqul (nomeado abaixo) Diwan Ali, por Hibat Allah b. 'Ali, Ibn al-Shajarī (falecido em 543), também usado por Kaydarī em seu Anwār al-'uqal
al-Ḥadīga al-anīga, por Qutb al-Din Muhammad b. al-Husayn al-Kaydarī al-Bayhaqi (vivo em 610), descrito pelo autor em seu Anwār al-'uqūl como uma coleção de poemas de 'Ali sobre questões éticas
Anwar al-'uqul fi asb'ār Waṣī al-Rasul, também de Kaydarī, uma coleção de 506 poemas atribuídos a 'Ali reunidos das fontes citadas na obra e organizados em ordem alfabética. Uma coleção anônima que foi publicada várias vezes sob o título de Dīvān 'Ali parece ser uma adaptação desta última obra. O arranjo e o material são em grande parte os mesmos, mas alguns poemas e as cadeias de transmissão são omitidos. 

### 7. Decisões
A prática administrativa, decisões judiciais e ordens executivas de 'Ali durante seu califado foram registradas por vários de seus discípulos, incluindo 'Ubayd Allah ibn Abi Rāfi', Harith al-A'war e possivelmente Asbagh ibn Nubata. Existem inúmeras referências a coleções deste gênero em fontes antigas. As opiniões jurídicas atribuídas a 'Ali em obras sunitas relativas a vários assuntos de rituais e leis foram recentemente coletadas por Muhammad Rawwas Qal'ahj em um livro chamado Mawsu'at Fiqh Ali Bin Abi Talib (Damasco, 1983), um volume de seu Silsilat Mawsu 'em Fiqh al-Salaf. 

## A posição de Ali nas ciências islâmicas

### Ciências do Alcorão e Hadith

#### O texto do Alcorão e suas leituras
Várias tradições referem-se a Ali como a primeira pessoa a compilar o texto escrito do Alcorão. De acordo com estes, quando o Profeta morreu, Ali fez um juramento de não sair de casa até que tivesse reunido o texto completo do Alcorão num único códice (muṣḥaf). Isto está registado em vários relatos, tanto xiitas como sunitas. Além disso, várias fontes xiitas nomeiam Ali como a primeira pessoa a reunir todo o Alcorão. Parece que o muṣḥaf compilado por Ali não circulou tão amplamente como os de outros Companheiros do Profeta, como Ibn Masʿūd e Ubayy b. Kaʿb e, conseqüentemente, permaneceu desconhecido para aqueles que transcreveram a próxima geração de manuscritos do Alcorão. Ibn al-Nadim possuía ricas fontes de informações sobre o muṣḥaf de Ali: ele não apenas estava ciente de que ele estava na posse do Imam Jafar al-Sadiq, que o transmitiu a seus filhos; ele também afirma que ele próprio viu outra cópia dele, que estava em posse dos descendentes do Imam al-Hasan, e que neste muṣḥaf as suras foram organizadas em ordem cronológica de revelação. Os relatórios xiitas mencionam que também incluía interpretações esotéricas (taʾwīl) dos versos. Discutindo as aparentes diferenças de conteúdo entre o muṣḥaf de Ali e os de outros, Abu al-Qasim al-Khūʾī negou que houvesse diferenças no que dizia respeito à revelação em si, argumentando que o material extra no de Ali consistia inteiramente em comentários. 

#### Leituras do Alcorão (Qirāʾāt)
Ali é uma daquelas autoridades de quem se originam as linhas de transmissão de muitos dos leitores do Alcorão (qurrāʾ, sing. qāriʾ). Aqueles que aprenderam qirāʾa com ele incluem vários dos grandes seguidores de Kūfan (tābiʿūn, a geração após o ṣaḥāba, ou Companheiros), como Abu Abd al-Raḥmān al-Sulamī, Abu al-Aswad al-Duʾalī, Abd al-Raḥmān b. Abī Laylā e Zirr b. Hubaysh. Nas fontes relacionadas à cadeia de autoridades dos sete qārīs canônicos, o nome do Imam Ali é mencionado por Abu ʿAmr, o qāriʾ de Basra, e três Kūfan qāriʾs. As leituras do muṣḥaf de Ali são encontradas não apenas entre as sete leituras canônicas (al-qirāʾāt al-sabʿa), mas também em algumas das não ortodoxas ou irregulares (shādhdha); eles também são registrados no contexto das diferenças entre os muṣḥafs de vários Companheiros do Profeta. Nos primeiros séculos do Islã, uma série de monografias inteiramente dedicadas às leituras de Ali foram escritas por estudiosos como ʿAbd al-Wāḥid Ghulām ibn Mujāhid e Muḥammad ibn ʿAbbās ibn Juhām. 

#### Comentário (Tafsīr) e outras ciências do Alcorão
Entre os ditos registrados do Imam Ali está a sua declaração de que “Nenhum versículo foi revelado do qual eu não saiba onde foi revelado, o que diz respeito e seu assunto”. De acordo com outros relatos, ele conhecia as circunstâncias da revelação e o significado esotérico de cada versículo; todos os versículos revogados e revogados; aqueles de significado definido (muḥkam) e aqueles de significado ambivalente (mutashābih) (referindo-se a Q 3:7); e aqueles de aplicabilidade geral (ʿāmm) ou particular (khāṣṣ). Os relatos de que o muṣḥaf de Ali incluía comentários hermenêuticos são especialmente significativos na medida em que Ibn Abbas, o comentarista do Alcorão mais conhecido entre os Companheiros, estudou com Ali e costumava fazer-lhe perguntas sobre tafsīr. Imam Ali, então, é reconhecido como sendo a principal autoridade em Tafsīr entre todos os Companheiros; e um grande número de suas tradições hermenêuticas foram registradas em comentários sunitas e xiitas. Algumas das narrativas dele relatadas, que para os xiitas também contam como hadiths, como seu julgamento sobre o período de duração mínima da gestação humana com base em uma avaliação de dois versos do Alcorão (2:233 e 46:15) , assemelham-se a uma espécie de raciocínio interpretativo, estabelecendo as bases teóricas para 'tafsīr do Alcorão pelo Alcorão'. Esta abordagem ao tafsīr é tornada mais explícita na seguinte declaração do Sermão 132 do Nahj al-balagha: ‘O Livro de Deus é aquele por meio do qual você vê, fala e ouve [as verdades]. Partes dela falam através de outras partes, e algumas partes dela testemunham outras partes. Muitas narrações foram transmitidas pelo Imam Ali sobre assuntos como os versos revogados e revogados e as circunstâncias da revelação. 

#### Hadiths e narração de Hadith
Sendo um dos companheiros mais próximos do Profeta, Ali teve um número excepcional de oportunidades de entrar em contato com ele, e muitos hadiths são narrados sob sua autoridade; entre os companheiros, ele foi uma das fontes mais prolíficas de narrações de hadith. De acordo com o grande estudioso sunita al Nawawī (2/345), o número total de tradições relacionadas a Ali é 586. Os hadiths relatados sobre a autoridade de Ali constituem uma parte grande e significativa das principais compilações de Musnad, ou seja, aquelas coleções organizado de acordo com o narrador original (Ahmad b. Hanbal, Abu Yaʿlā, al-Bazzār). Além disso, vários muḥaddiths sunitas e xiitas (especialistas em hadith), como Abd al-ʿAzīz b. Yaḥyā al-Jalūdī e Yaqub b. Shayba, produziu obras com o título Musnad Ali b. Abi Talib. As próprias ações de Ali foram registradas em um livro de Ali b. Abd Allah al-Khadījī intitulado al-Ṣiffīniyyāt wa al-Kūfiyyāt. Séculos mais tarde, o polímata sunita al-Suyūṭī montou o seu próprio Musnad de Ali (publicado em Beirute em 1405/1985); e os estudiosos modernos Hasan al-Qubānchī e Ṭāhir al-Sallāmī coletaram os hadiths do Imam Ali de várias fontes em seu Musnad al-Imam Ali (Beirute, 1421/2000). 
Coleções de sermões, cartas e aforismos (ḥikam; sing. ḥikma) do Imam Ali começaram a ser compiladas já no século I/VII, e continuaram a sê-lo durante os séculos seguintes. Os exemplos mais conhecidos deste gênero são Ghurar al-ḥikam de Abu al-Fatḥ al Āmidī (primeira metade do século VI/XII), e Nahj al-balagha de al-Sharīf al-Raḍī (falecido em 406/1015) . 
Além de tudo isso, o Imam Ali foi responsável pelas primeiras avaliações sistemáticas dos hadiths. Um exemplo notável de seu trabalho neste campo é um discurso sobre as diferenças entre. As várias causas das diferenças entre os hadiths relatados pelo Profeta são consideradas neste discurso: a existência de hadiths fabricados; ditos que surgiram da imaginação de um Companheiro; hadiths que são revogados (nāsikh) ou revogados (mansūkh); aqueles de aplicabilidade geral (ʿāmm) ou particularizada (khāṣṣ); e aqueles que são claros (muḥkam) ou ambíguos (mutashābih). Há também hadiths do próprio Imam Ali, sobre tradições revogadas e revogadas e os outros assuntos que acabamos de mencionar, que abriram caminho para um estudo mais aprofundado por outros. Por estas e outras razões, o Imam Ali é amplamente considerado como tendo sido fundamental no estabelecimento dos fundamentos do hadith como uma disciplina formal. 

### Gramática árabe (Nahw)
Os estudantes da língua árabe observarão com interesse a assistência que Ali teria dado a Abu'l-Aswad ad-Duwali na tarefa de sistematizar a gramática árabe. "Abu'l Aswad foi um dos mais eminentes dos Tábiis, um habitante de Basra e partidário de Ali ibn Abu Talib, sob o comando de quem lutou na batalha de Siffin. Em inteligência, ele foi um dos homens mais perfeitos , e na razão ele foi um dos mais sagazes. Ele foi o primeiro a inventar a gramática. Diz-se que Ali estabeleceu para ele este princípio: as classes gramaticais são três, o Substantivo, o Verbo e a Partícula, contando pediu-lhe para fundar um tratado completo sobre o assunto... Um escriba pertencente à tribo de Abdu'l-Kais foi trazido até ele, mas não lhe deu satisfação; outro então veio e Abu'l-Aswad disse-lhe: ' Quando você me vir abrir (fatah) minha boca ao pronunciar uma letra, coloque um ponto sobre ela; quando eu fechar (damm) minha boca, coloque um ponto antes (ou sobre) a letra; e quando eu franzir (kasar) meu boca, coloque um ponto sob a letra "Isso o escriba fez. A arte da gramática foi chamada de nahw porque Abu'l-Aswad havia dito: 'Pedi permissão a Ali ibn Abu Talib para compor da mesma maneira (nahw) que ele feito.' 

### Teologia Islâmica
As escolas teológicas mais importantes têm se esforçado para estender a árvore espiritual de seus mestres até 'Ali. Por exemplo, al-Qāḍī 'Abd al-Jabbar, um teólogo Mu'tazili, ao organizar as camadas ou gerações (tabaqāt, sing. tabaqa) dos Mu'tazila, reconheceu 'Ali como o primeiro indivíduo da primeira tabaqa, e colocou Wasil ibn Ata' na quarta tabaqa. Isso ocorre porque, de acordo com o Mu'tazila, Wasil ibn 'Ata' adquiriu suas doutrinas teológicas de 'Ali por meio da intermediação de Muhammad ibn al-Hanafiyya e do filho deste último, Abu Hashim; e 'Ali, por sua vez, foi ensinado pelo próprio Profeta. Uma afirmação quase idêntica foi feita por 'Abd al-Qahir al-Baghdadi, um teólogo Ash'arī, em nome de sua escola. Ele escreve que o primeiro teólogo (mutakallim) do ahl al-Sunna foi 'Ali, que se envolveu em disputas com os Khawarij sobre a doutrina da 'promessa e da ameaça' (al-wa'd wa al-waid) e com o Qadariyya sobre predestinação (gaḍā') e destino (qadar), vontade e poder. 
Os xiitas consideram a vida de 'Ali, e as tradições e ditos atribuídos a ele, uma fonte chave para seus princípios jurídicos e ensinamentos doutrinários. Além das fontes de hadith xiitas, que incluem numerosas transmissões de 'Ali, uma coleção de sermões, cartas e aforismos de 'Ali intitulada Nahj al-balagha foi compilada por al-Sharif al-Rāḍī. Quanto à autenticidade da atribuição do conteúdo do Nahj al-balagha a 'Ali, este continua a ser um tema de debate há muito tempo. No entanto, Moktar Djebli resume os estudos modernos sobre este assunto, afirmando que a maior parte do material no Nahj pode ser atribuído com segurança a 'Ali, afirmando que um número significativo de passagens, acompanhadas por cadeias completas de transmissão (isnāds), podem ser rastreadas de volta à época de 'Ali. 

### Filosofia Islâmica e Misticismo
Na filosofia islâmica posterior, especialmente nos ensinamentos de Mulla Sadar (c. 1571-1640) e dos seus seguidores, os ditos e sermões de Ali foram cada vez mais considerados fontes centrais de conhecimento metafísico, ou “filosofia divina”. Os membros da escola de Sadra, que ainda sobrevive, consideram Ali o metafísico supremo do Islão e acreditam que ele foi a primeira pessoa a usar termos árabes para expressar ideias filosóficas. Durante séculos, os filósofos muçulmanos consideraram os ditos de Ali – como “Nunca vi nada, exceto ter visto Deus antes” e “Se os véus fossem removidos dos mistérios do mundo, isso não aumentaria a minha certeza”. – para ser prova de sua suprema compreensão metafísica. O seu ditado amplamente conhecido “Olhe para o que é dito e não para quem o disse” resume uma característica principal do pensamento islâmico, em que as escolas predominam sobre os indivíduos e as ideias são julgadas pelo seu valor filosófico inerente e não pelas suas fontes históricas. 

### Jurisprudência
O nome do Imam 'Ali sempre aparece em primeiro lugar nas compilações tradicionais do fuqaha' (sing, faqih, jurisprudent) entre os Companheiros do Profeta; deve-se ter em mente que, neste período inicial, a noção de fiqh referia-se tanto à compreensão em si, quanto ao conhecimento da lei ou da jurisprudência. Assim, quando 'Ali era califa, as condições eram tais que ele atuava tanto como juiz quanto como formulador de pareceres jurídicos (mufti); essas opiniões foram registradas e tornaram-se influentes no pensamento jurídico subsequente. As fontes indicam frequentemente que a primeira geração de Companheiros, bem como a segunda geração, a dos Seguidores (al-tabi'un), recorreu frequentemente às opiniões jurídicas de 'Ali ao lidar com questões difíceis. Isto é confirmado por Ibn 'Abbas: “Sempre que nós [ou seja, os Companheiros] fomos capazes de confirmar que algo foi dito por 'Ali, nunca nos desviamos disso” 
A amplitude do conhecimento de 'Ali é uma das características mais comumente mencionadas nos hadiths que tratam de suas virtudes. Também existem hadiths proféticos que se referem a ele como sendo 'o mais criterioso no julgamento' (qada) entre os Companheiros; a certa altura, diz-se que Maomé o enviou para servir como juiz no Iêmen. São relatados muitos casos em que os três primeiros califas recorreram ao julgamento de 'Ali, e numerosas obras foram escritas nos primeiros séculos do Islã sobre as decisões legais de 'Ali. 
O pensamento jurídico de 'Ali enfatiza em primeiro lugar o Alcorão e a sunna profética. A importância de confiar no Alcorão sempre que possível e secundariamente na Sunna é afirmada em várias de suas declarações registradas, como no Tratado de Siffin. Este princípio explica por que 'Ali recusou-se a obedecer aos precedentes legais e às normas estabelecidas por Abu Bakr e Umar, conhecido como o 'caminho dos dois shaykhs' (surat al-shaykhayn). Quando o conselho de seis membros nomeado por 'Umar no seu leito de morte propôs o califado a 'Ali com a condição de que ele seguisse este 'caminho' ele não consentiu com esta condição afirmando que, depois do Alcorão, foi apenas pelo Sunna do Profeta que ele seria guiado. Uthman, no entanto, concordou em obedecer aos precedentes do shaykhayn e foi devidamente eleito o terceiro califa. Durante seu próprio califado, 'Ali foi solicitado a respeitar os precedentes do shaykhayn, mas ele se recusou a fazê-lo. Esta questão deixou um impacto decisivo na jurisprudência xiita, e fontes xiitas reconhecem-na como a fonte de certas divergências jurídicas básicas com a tradição jurisprudencial sunita. Com referência à fórmula do adhān ou ao casamento mutʿa, por exemplo, os Imāmī Shiʿis afirmam que a sua prática está em conformidade com a sunna profética e que outras escolas jurídicas islâmicas se baseiam em decisões tomadas após a morte do Profeta. 
A política de Ali durante o período do seu califado serviu como um modelo importante para os juristas. Por exemplo, o aluno de Abu Ḥanīfa, Muhammad b. al-Hasan alShaybānī, é conhecido por ter declarado: 'Se não fosse por Ali, não teríamos sabido como julgar os rebeldes (ahl al-baghy).' Ele escreveu uma obra dedicada a julgamentos relacionados à dissidência, na qual ele escreveu discute 300 questões relacionadas às ações de Ali como precedentes. 

## Aparência e características morais

### Aparência

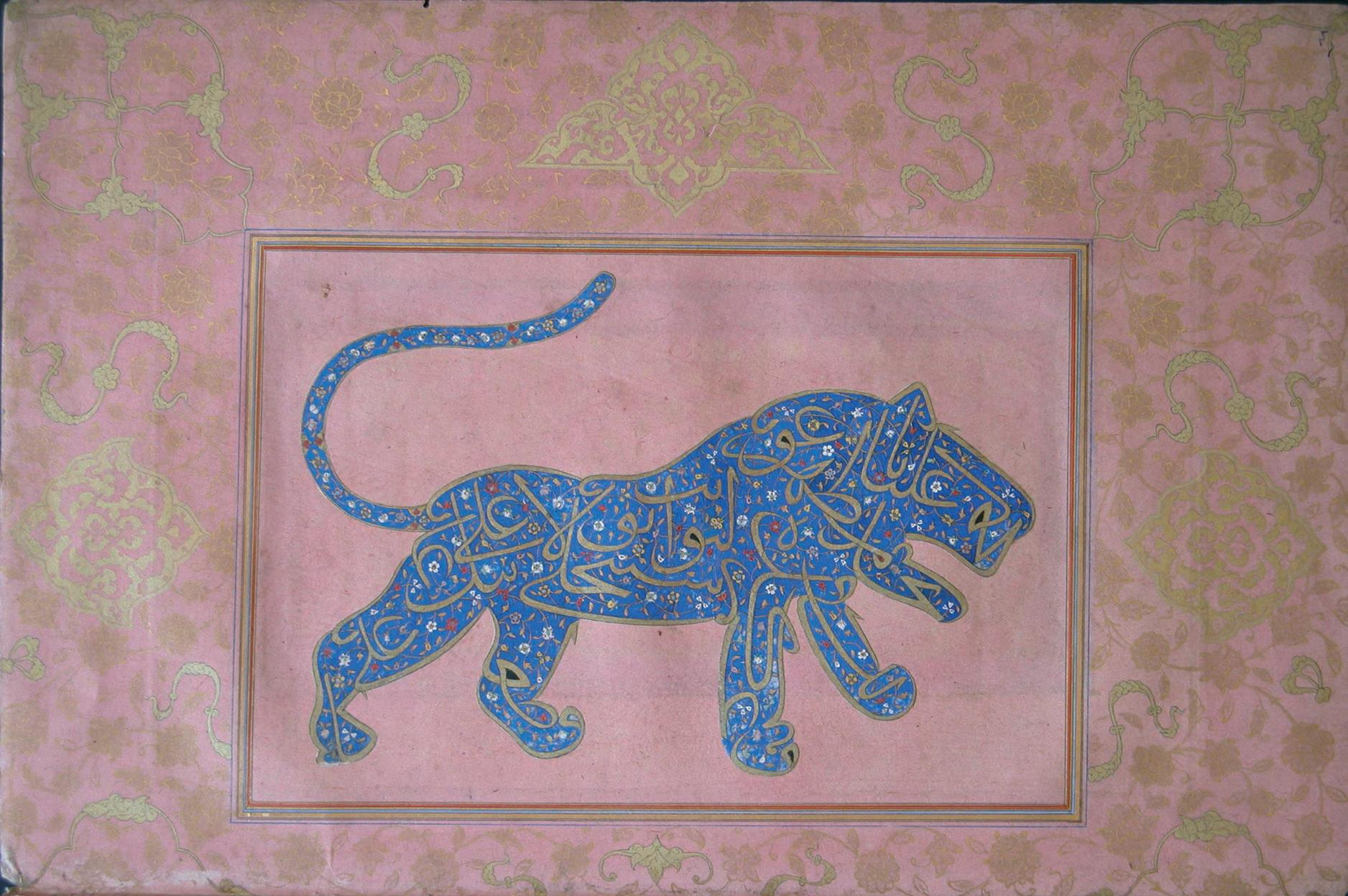
Página de um álbum com Nad ‛Ali, uma oração a ‛Ali ibn Abi Talib, recortada em forma de leão e assinada por ‛Ali.

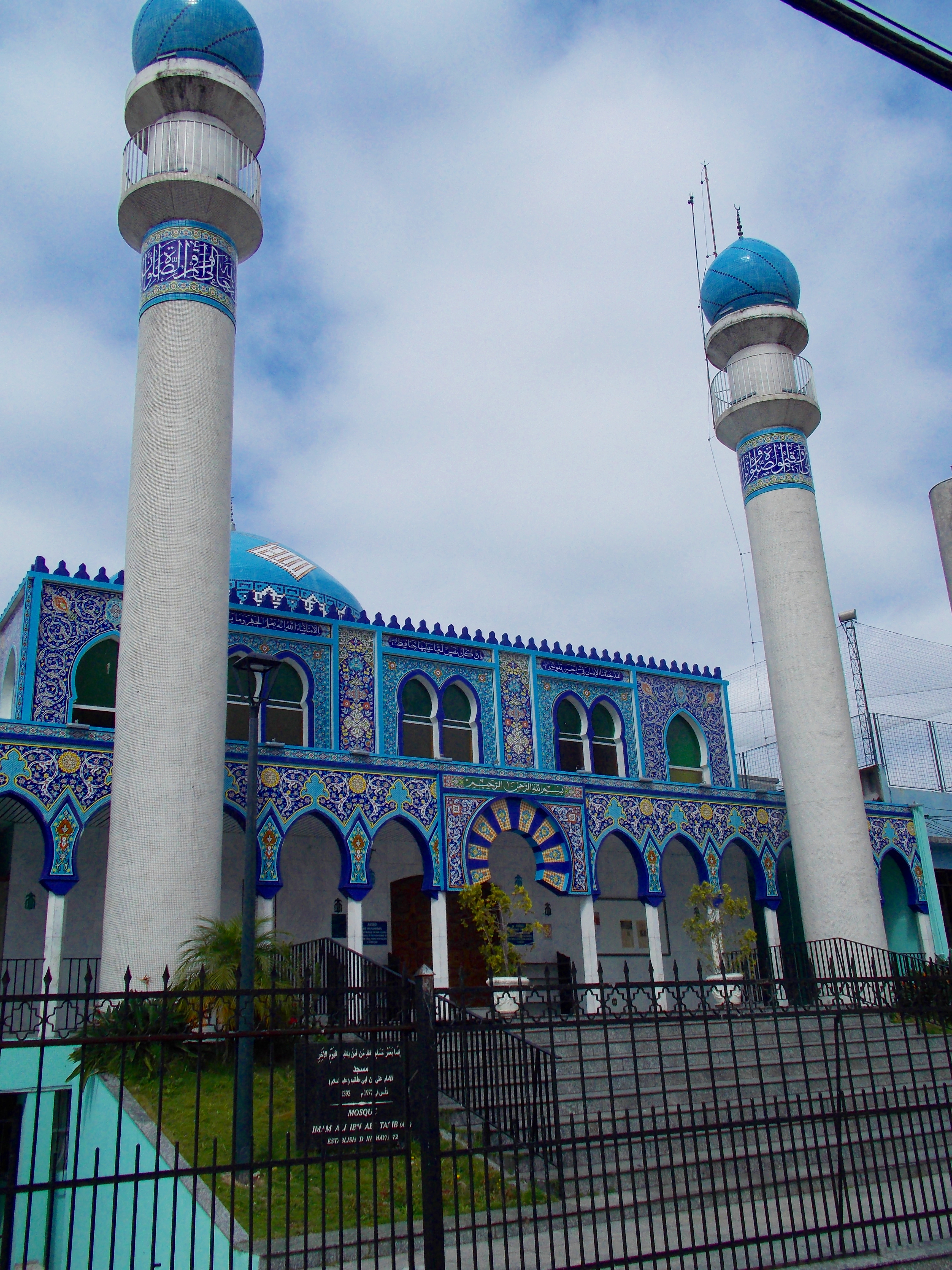
Templo religioso da comunidade muçulmana de Curitiba.

Quanto à sua aparência pessoal, Mas'udi diz que era corpulento e parcialmente careca, os cabelos da cabeça e da barba eram brancos e tinha olhos grandes e escuros. Sua barba cobria a parte superior do peito e ele não tingia o cabelo. Quase todos os escritores mencionam que ele tinha uma barba muito grande, branca como algodão, que preenchia o espaço entre os ombros.  Segundo Veccia Vaglieriʿ Ali é representado como careca, afetado por oftalmia, corpulento, de pernas curtas e ombros largos, corpo peludo e longa barba branca cobrindo o peito.  Descrevendo as características físicas de seu pai, Muhammad ibn Al-Hanafiyya teria dito: Ele (isto é, Imam Ali) era de estatura mediana. Suas sobrancelhas eram finas e longas. Seus olhos eram grandes e lindos. Seu rosto estava brilhante como a lua cheia. Sua pele era um pouco marrom. Ele não tinha pelos, exceto na parte de trás da cabeça, que era coberta por uma linha de cabelo como uma coroa de flores. Seu pescoço era branco como um vaso de prata. Seu pescoço e abdômen estavam ótimos. Suas costas estavam altas. Seu peito era largo. Seu corpo estava equilibrado. Os lugares de seus ossos eram grandes. Não foi possível distinguir entre o braço e o antebraço, porque estavam misturados. Seus braços e ombros eram enormes. As pontas macias de seus ossos eram tão grandes quanto os ossos de uma fera predadora. Ele tinha uma barba que decorava seu peito. Seus músculos eram viscosos e suas pernas eram carnudas. 

### Características morais
A maioria das fontes que tratam da personalidade de Ali concentram-se em suas virtudes ou excelências (faḍāʾil) e são de natureza hagiográfica. Normalmente consistem numa enumeração das qualidades extraordinariamente diversas pelas quais ele era tradicionalmente conhecido, e que se somam a uma imagem do homem “perfeito” ou “completo” (al-insān al-kāmil).  O estudioso turco Resit Haylamaz, em seu livro Ali Ibn Abi Talib: O Herói da Cavalaria, argumenta que a personalidade de Ali se encaixa perfeitamente com a noção árabe de futuwwa, simbolizando uma combinação de piedade, bravura, altruísmo e generosidade. O livro compila histórias da vida de Ali que refletem essas características. ditos proféticos sobre ele são tecidos como manāqib ou “títulos de honra”. 

#### Justiça
Em quase todas as fontes, hagiográficas e históricas, o traço chave que emerge como seu caráter definitivo é a justiça. Estas fontes estão repletas de histórias nas quais é descrito o seu inabalável sentido de justiça, e talvez seja o rigor intransigente com que ele defendeu as determinações da lei que explica tanto a animosidade dos seus oponentes como a lealdade dos seus apoiantes. Uma história ilustrativa diz respeito ao irmão de Ali, Aqil. Ele veio até Ali quando este era califa e pediu-lhe algum dinheiro. Ali recusou-se a dar-lhe qualquer coisa do tesouro público, ao qual não tinha direito, mas ofereceu ajuda com receitas provenientes de sua propriedade privada em Yanbu . Parece que Ali se referia a este pedido quando comentou mais tarde: “Ele [Aqil] pensou que eu venderia a minha religião por ele”. Aparentemente, Ali primeiro respondeu ao pedido colocando um pedaço de ferro em brasa perto do corpo de Aqil, causando-lhe dor. Ele disse ao irmão que, ao fazer um pedido tão inapropriado, estava incitando ele, Ali, a entrar em um incêndio muito mais intenso. No final deste sermão, ele afirma: 'Por Deus, mesmo que me fossem dados os sete climas e tudo o que existe abaixo dos seus céus, com a condição de desobedecer a Deus - mesmo ao ponto de privar uma formiga de um único grão de cevada —Eu não faria isso... O que Ali tem a ver com recompensas que passam e prazeres que não duram?'.  George Jordac, autor do livro A Voz da Justiça Humana (Saut ul-'Adalat alInsaniyah), diz: Quando Ali foi martirizado pelas mãos de Ibn Muljam, uma mulher Nakha'i chamada Ummul Haitham escreveu uma elegia para ele. Um versículo dessa elegia mostra a opinião do povo sobre seu caráter e justiça: “Ele estabeleceu a verdade e não teve dúvidas sobre ela. Ele se comportou de maneira justa com seus parentes e também com estranhos”. Sinceridade e intrepidez são qualidades de grandes homens e foram possuídas por Ali por excelência. Sinceridade, veracidade, intrepidez e masculinidade e todas as outras qualidades semelhantes estão interligadas. Portanto, ele não expressou nada que fosse contrário à sua real intenção e determinação. Ele não praticava o engano, embora soubesse muito bem que, ao fazê-lo, poderia livrar-se das travessuras dos inimigos. 

#### Gentileza e humildade
À luz da fama de Ali pela justiça intransigente, juntamente com a sua reputação como um guerreiro feroz, é um tanto surpreendente ler certos relatórios que descrevem o seu carácter como alegre, se não frívolo. Umar referiu-se ao duʿāba de Ali, isto é, uma brincadeira que tende à tolice , uma descrição que mais tarde foi repetida e amplificada pelos oponentes de Ali, Muawiya e, em particular, Amr ibn al-ʿĀṣ, em seu campanha de propaganda contra Ali durante a segunda guerra civil. Esta campanha visava minar a credibilidade de Ali como líder. Quando ʿAmr lhe contou o que estava sendo dito sobre ele, ele respondeu: ‘Por Deus, a lembrança da morte me impede de tal brincadeira, enquanto o esquecimento da Outra Vida o impede de falar a verdade’. Saʿsaʿa ibn Sūḥān, uma declaração que é ecoada, de acordo com Ibn Abī al-Ḥadīd, por outros companheiros e apoiadores de Ali: 'Ele [Ali] estava entre nós como um de nós, de disposição gentil, intensa humildade, liderando com uma luz tocar, embora estivéssemos admirados por ele com o tipo de admiração que um prisioneiro amarrado tem diante de alguém que segura uma espada sobre sua cabeça'. Mais luz é lançada sobre a aparente contradição entre a reputação de Ali de ferocidade na batalha e severidade na defesa islâmica normas e princípios, por um lado, e sua disposição alegre, por outro, levando em consideração suas próprias palavras sobre a natureza multifacetada do intelecto e a alegria que emana da sabedoria de um verdadeiro sábio. Ele pareceria estar manifestando seu próprio estado interior quando descreveu o verdadeiro intelectual (al-ʿāql) como 'a pessoa mais alegre entre a humanidade' 

#### Adoração e Piedade
Ali também era conhecido pela intensidade de sua adoração a Deus, passando longas horas todas as noites em oração, recitação do Alcorão, meditação e invocação, fazendo-o de acordo com o paradigma profético. Ali refere-se a si mesmo implicitamente como pertencente ao 'povo da lembrança' (ahl al-dhikr), a quem ele se refere em um sermão baseado nas palavras de Q 24:36, 'homens que não são distraídos da lembrança de Deus (dhikr Allah) por comércio ou comércio'. Ele descreve esses “homens” como sendo aqueles com quem Deus manteve “discurso íntimo” e “falou com eles através da essência de seus intelectos”. Eles difundiram a iluminação através da luz desperta em sua audição, visão e coração, invocando a lembrança dos dias de Deus... Na verdade, há um grupo especial (ahl) que pertence ao dhikr; eles o adotaram no lugar do mundo, de modo que nem o comércio nem o comércio os distraiam dele. Nele passam os dias da sua vida… É como se tivessem deixado este mundo para o outro, e estão lá, testemunhando o que está além deste mundo”. 
Segundo George Jordac, o facto é que a piedade do Imam Ali baseava-se numa base sólida e estava ligada ao laço mútuo que existe em todas as partes da criação e que ligou o céu e a terra entre si. A sua adoração foi, na verdade, um esforço contínuo e uma campanha contra o mal, em prol da vida humana e da prosperidade. Ele lutou contra todos os aspectos do mal e da maldade. Por um lado, ele lutou contra a hipocrisia e o egoísmo e, por outro lado, contra a covardia, a abjeção, a mesquinhez, o desamparo e outras más qualidades que foram adquiridas pelo povo durante aqueles dias maus. De acordo com Ali, a essência da piedade é sacrificar a vida em prol da verdade e da justiça. Ele disse: “Sua fé deve estar em tal nível que você deve preferir a verdade à falsidade, mesmo que isso possa lhe causar perdas e a falsidade possa lhe trazer ganhos”. 

#### Ascetismo (Zuhd)
"Você acha que o califado adornou Ali? Não, foi 'Ali quem adornou o califado." Este famoso ditado de Ahmad ibn Hanbal, fundador de uma das quatro escolas de direito sunitas, coloca em perspectiva a relação entre o Imam ‘Ali e o califado. Destaca a distinção entre os valores espirituais incorporados por ‘Ali e as contingências mundanas da vida política.  Quando a posição de califado lhe foi dada, ele se divorciou irrevogavelmente dos prazeres mundanos e viveu nos bairros pobres de Medina e Kufa da mesma forma que viviam os pobres e miseráveis. Ele não escolheu nem um palácio para morar nem a melhor roupa para vestir. Ele costumava comer a mesma comida que os pobres costumavam comer. Quando lhe perguntaram sobre isso, ele respondeu: “Certamente, Allah, o Sublime, tornou obrigatório para os verdadeiros líderes que eles se mantivessem no nível das pessoas inferiores, para que os pobres não chorem por sua pobreza”. Imam Ali não prestou atenção ao tipo de roupa que vestiria; portanto, ele costumava se vestir com as roupas mais resistentes. ‘Umar ibn Qays relatou que algumas pessoas culparam o Imam Ali por ele ter vestido uma roupa remendada. Ele ainda respondeu: “este invólucro será um exemplo (de modéstia) para os fiéis e motivo de sentimentos de temor a Deus e humildade”. Abu-Ishaq Al-Subay’i relatou que foi carregado no ombro de seu pai enquanto o Imam Ali fazia um discurso e se abanava com a manga. ‘Pai’, perguntou Abu-Ishaq, ‘ele está fazendo isso porque sente calor, não está?’ Seu pai respondeu: ‘Não, filho. Ele não sente nem calor nem frio; em vez disso, a camisa dele está molhada porque ele acabou de lavá-la e não tem outra para vestir.’ 

#### Generosidade
Imam Ali foi o mais generoso de todas as pessoas e o mais caridoso para com os necessitados. Ele não prestou atenção aos fundos, a menos que alimentassem os famintos ou vestissem os nus. Ele também costumava preferir os necessitados a si mesmo, mesmo que ele próprio estivesse necessitado. Ele e sua família deram comida a um pobre, a um órfão e a um prisioneiro durante três dias consecutivos e passaram esses três dias sem nada além de água. Apreciando esta situação, Allah Todo-Poderoso revelou uma Surata inteira (capítulo do Alcorão Sagrado); a saber, Surah Al-Insan (nº 76). Da mesma forma, foi o Imam Ali quem deu seu anel como esmola a um mendigo enquanto ele fazia uma oração. A este respeito, o Todo-Poderoso revelou um versículo sagrado do Alcorão (ou seja; 5/55). Al-Asbagh ibn Nubata relatou que alguém veio ao Imam Ali e disse: ‘Ó Líder dos Crentes, preciso de algo que forneci diante de Allah Todo-Poderoso e depois vim pedir de você. Se você me atender a minha necessidade, louvarei o Todo-Poderoso e lhe agradecerei. Se não o fizer, louvarei o Todo-Poderoso e desculparei-o.’ Respondendo-lhe, o Imam disse, você pode escrever a sua necessidade no chão, porque não gosto de ver a humildade de implorar no seu rosto. 
Quando o Imam Ali distribuiu os despojos da guerra de Al-Basrah (ou seja, a Batalha do Camelo) entre os indivíduos de seu exército, cada um ganhou quinhentos dirhams (ou seja, moedas de prata), a mesma quantia que o Imam recebeu por ele mesmo. Imediatamente depois disso, um homem que não havia participado daquela batalha veio até ele e disse: ‘Embora eu não tenha participado daquela campanha, eu estava lá em meu coração; portanto, por favor, dê-me alguma coisa.’ O Imam então deu-lhe a sua parte e regressou de mãos vazias. 
mam Al-Sadiq relatou que o Imam Ali, carregando um saco cheio de pão, ficou sob o galpão de Banu-Sa’idah porque estava chovendo. Ao perceber que ali dormiam pobres, começou a colocar um ou mais pães debaixo da cama de cada um. Descrevendo a generosidade do Imam Ali, Al-Shi'bi diz: “Ali foi o mais generoso de todas as pessoas. Ele foi caracterizado pela própria disposição que Allah Todo-Poderoso ama; a saber, generosidade e liberalidade. Ele nunca respondeu negativamente a um mendigo”. 

#### Heroísmo incomparável
Outra característica da personalidade distinta de Ali foi a sua grande coragem, valor e bravura, que cobriu o mundo inteiro e se tornou proverbial. Ele é de fato o único herói do Islã, e os muçulmanos nunca conheceram uma espada como a dele. Esta espada ceifou as cabeças do politeísmo, humilhou os tiranos dos coraixitas, esmagou sua arrogância e destruiu seu vigor. Suas situações honrosas nas batalhas de Badr, Uhud, Al-Ahzab e outros combates do Islã indicam claramente que o Islã poderia resistir devido aos esforços deste herói. Antes do Profeta, alguém disse que ‘Amr ibn Ma'adi Yakrib é o maior cavaleiro dos árabes. Corrigindo sua informação, o Profeta disse: ‘É Ali o maior cavaleiro dos árabes.’ 
Descrevendo a bravura de Ali, Ibn Abi'l-Hadid diz: 'No campo da coragem, Ali fez as pessoas esquecerem qualquer nome de pessoas corajosas que existiram antes dele e apagou o nome de qualquer pessoa corajosa que viria depois dele. Suas situações nas batalhas são famosas demais para serem esquecidas, pois se tornaram proverbiais e assim permanecerão até o Dia da Ressurreição. Ele é realmente o corajoso que nunca fugiu ou temeu um distanciamento.' 
Ele poderia matar qualquer um que lutasse com ele e nenhum de seus ataques precisava de outro (para acabar com seus rivais). Segundo a tradição, os ataques de Ali foram únicos. Durante a Batalha de Siffin, Ali chamou Mu'awiyah para enfrentá-lo num combate cara a cara para que os outros se livrassem da guerra quando um destes dois matasse o outro. ‘Amr ibn Al-’As, consultor de Mu’awiyah, disse: ‘Este é realmente um pedido justo!’ Respondendo-lhe, Mu’awiyah disse: ‘Você nunca me enganou antes deste momento! Você realmente quer que eu duele com Abul-Hasan enquanto tem certeza de que ele é o herói imbatível? Parece que você aspirou assumir o governo de Sham (Síria) depois de mim!’ 
Os heróis árabes costumavam se orgulhar de enfrentar o Imam Ali nas batalhas. Da mesma forma, o pessoal de suas vítimas ficou mais orgulhoso. A irmã de ‘Amr ibn Abd-Wudd, uma das vítimas do Imam Ali, orgulhava-se do facto de o assassino do seu irmão ser Ali, o herói incomparável e filho do chefe incomparável. 
Admitindo a notável coragem do Imam Ali, Al-Shi'bi diz que Ali ibn Abi-Talibb é o mais corajoso de todas as pessoas. Todos os árabes admitem este facto. Durante os dias da Batalha de Siffin, o Imam Ali costumava sair sozinho à noite. Alguns de seus companheiros disseram-lhe: 'Como é que você mata o povo de Sham em dias e sai sozinho na frente deles à noite vestindo nada mais do que uma camisa e uma capa?' Respondendo-lhes, o Imam disse: 'Você me assustar com a morte? Por Allah, não me importa se caio sobre a morte ou se a morte cai sobre mim.’ 

## Seu lugar no Islã

### No Alcorão
Embora a maioria acredite que Ali não é mencionado pelo nome no Alcorão , os parentes próximos (ahl al-bayt) do Profeta desfrutaram de um status exclusivo durante sua vida, reconhecido pelo Alcorão. Ali tinha um relacionamento especial com o Profeta que não passou despercebido na comunidade. Ali foi, como se sabe, escolhido pelo Profeta para muitas tarefas importantes que envolviam muitas decisões de longo alcance, precedidas ou seguidas por injunções do Alcorão. Quando tinha apenas 13 anos, Ali respondeu ao primeiro pedido de ajuda do Profeta quando a ordem foi revelada: 'E avisa o teu clã, o teu parente mais próximo' (26.214). A tarefa de comunicar a sura al-Bara'a ao povo de Meca, após uma revelação do Alcorão, foi finalmente dada a Ali. No episódio de mubahala (maldição mútua) relacionado com o versículo 3.61 do Alcorão, revelado quando a delegação cristã de Najran visitou o Profeta no ano 10/631-2, o Profeta decidiu levar sua família Ali, Fátima, Hasan e Husayn.  O Alcorão fornece numerosos casos em que a família (ahl al-bayt, aal, ahl, dhurriya, qurba e itrat) recebe mais honras e privilégios do que outros crentes. As narrativas do Alcorão sobre os profetas anteriores e seus descendentes também são bastante explícitas sobre o seu status, posição e posição única. Na literatura xiita, Ali e os imãs do Alcorão são, portanto, esses descendentes do Profeta também chamados de sinais de Deus, o caminho, o caminho reto, a luz de Deus, os herdeiros do Livro, o pessoas de conhecimento, os detentores de autoridade e outras designações semelhantes. 
A literatura tradicional antiga, como o Sahih al-Bukhari, registra que Ali ibn Abi Talib possuía os aspectos internos e externos do Alcorão. Sua excepcional sabedoria e influência são atestadas em diversas obras históricas, exegéticas, biográficas, tradicionais, místicas, poéticas e jurídicas. Tradições como “Ali está com o Alcorão e o Alcorão está com Ali” e “Eu sou a cidade do conhecimento e Ali é a sua porta” são indicações de sua erudição exclusiva em relação ao Livro de Deus. Os comentaristas concordam que o versículo 2.269 do Alcorão sobre a sabedoria refere-se a Ali que foi agraciado com este dom único. A tradição afirma que a sabedoria é dividida em dez partes, nove das quais estavam com 'Ali, enquanto o restante é disseminado entre outras pessoas. 

### Na literatura hadith
Para apreciar a profundidade da veneração concedida a Ali na cultura muçulmana em geral, é necessário tomar nota cuidadosa dos numerosos ditos atribuídos ao Profeta, nos quais as virtudes de Ali (faḍā'il), títulos de honra/mérito (manāqib) e proximidade com o Profeta são afirmadas. Ahmad ibn Hanbal (falecido em 241/855), proeminente tradicionalista sunita e fundador de uma das quatro escolas sunitas de direito, fez a seguinte declaração, que pode ser considerada como expressão de um consenso entre os tradicionalistas: 'Nenhum companheiro do Profeta teve virtudes (faḍā'il) atribuídas a ele como aquelas que foram atribuídas a Ali ibn Abi Talib'. Muitos compêndios desses ditos, incluindo versículos do Alcorão que se acredita se referirem a Ali, foram compilados por tradicionalistas, tanto sunitas quanto xiitas. ditos do Profeta são encontrados, com pequenas variações, em compilações xiitas padrão de hadith, como Bihar al-Anwar de al-Majlisī e al-Ghadir de al-Amīnī; a maioria deles também pode ser encontrada em fontes sunitas como o Musnad de Ahmad ibn Hanbal, o Mustadrak de al-Ḥākim al-Nisaburi, o Khasa'is Amir al-Mu'minin Ali ibn Abi Talib de Ahmad ibn Shu'ayb al-Nasaï e Manāqib Ali ibn Abi Talib, de Abu Bakr al-Mardawayh. 
Entre as declarações sobre 'Ali e sua família feitas pelo Profeta e aceitas como autênticas tanto pelos sunitas quanto pelos xiitas estão as seguintes:
1. Não há jovem mais corajoso do que 'Ali. 
2. Ninguém além de um crente ama 'Ali e ninguém além de um hipócrita (munafiq) odeia Ali. 
3. Eu sou de Ali e Ali é de mim. 
4. A verdade circula com ele ('Ali) onde quer que ele vá. 
5. Eu sou a Cidade do Conhecimento e Ali é o seu Portão (Bab). 
6. Certa ocasião, o Profeta estava prestes a comer algumas aves e disse: 'Ó Deus! Envie-me o homem que você mais ama entre a humanidade para comer este pássaro comigo.' E 'Ali veio e comeu com ele. 
7. O Profeta disse em resposta a alguém que se queixou de Ali: 'O que você acha de alguém que ama a Deus e ao seu Profeta e que, por sua vez, é amado por Deus e pelo seu Profeta?' Além disso: 'A mulher mais amada pelo Profeta de Deus é Fátima e o mais amado dos homens é Ali. 
8. Em certa ocasião, o Profeta chamou 'Ali e começou a sussurrar para ele. Depois de algum tempo, os presentes começaram a dizer: 'Ele está há muito tempo sussurrando para o primo.' Mais tarde, o Profeta disse: 'Não era eu quem estava sussurrando para ele, mas Deus. 
9. O Profeta pegou a mão de Hasan e Husayn e disse: 'Quem me ama e ama esses dois e ama sua mãe e seu pai, estará comigo em minha posição no Dia da Ressurreição. 

### No Islã sunita
A posição de Ali como o quarto dos "Califas Corretamente Guiados" (rāshidūn) e companheiro próximo do Profeta confere-lhe um status particularmente elevado dentro do pensamento sunita. É provável, como foi apontado por Madelung (Der Imam al-Qasim, 225-6) e van Ess (Theologie und Gesellschaft, 3:45 off) que a doutrina sunita dos Califas Corretamente Guiados (e, portanto, a sua aceitação de Ali) é um desenvolvimento tardio. Provavelmente representa uma aceitação relutante por parte de alguns estudiosos de que a unidade sunita exigia uma incorporação de todos os primeiros quatro califas (incluindo Ali) na versão ortodoxa da história muçulmana.  Abd Allah ibn Mubarak e Ahmad ibn Hanbal consideraram Ali um dos califas "corretamente guiados". Depois de anteriormente apenas reconhecer Abu Bakr, Umar e Uthman como califas totalmente legítimos e os mais ilustres Companheiros, Ahmad ibn Hanbal mudou sua posição em favor daquilo que veio a ser conhecido como tarbi, referindo-se à noção dos quatro 'com razão'. califas guiados', reconhecendo assim oficialmente Ali como o quarto califa totalmente legítimo. Para este grupo de muçulmanos, os mais ilustres companheiros do Profeta que possuíam mais méritos (faḍā'il) e dignidade para suceder ao Profeta foram organizados hierarquicamente na ordem cronológica de seu governo como califa: Abu Bakr, Umar, Uthman e Ali. Um dos argumentos apresentados por Ahmad ibn Hanbal para aceitar a legitimidade do califado de Ali é um hadith profético segundo o qual o verdadeiro califado, fiel ao espírito do governo profético, duraria trinta anos, período que incluía o período do reinado de Ali. califado. 
Autores sunitas posteriores usam regularmente relatórios nos quais os pronunciamentos legais, teológicos e históricos de 'Ali são registrados. Na verdade, na literatura sunita vê-se frequentemente o uso dos ditos de 'Ali para refutar as posições xiitas. Nestes, há uma tentativa de retratá-lo como um defensor da doutrina sunita (desenvolvida mais tarde), arrancando-o assim da monopolização pelos xiitas. Até certo ponto, para os sunitas, Ali não detém um estatuto maior do que os outros três Rashidun, embora a doutrina de 'saabiqa' aderida pela maioria dos teólogos sunitas (na qual maior autoridade religiosa é atribuída com base na ordem dos califas) fosse colocar 'Ali como o menos autoritário dos califas Corretamente Guiados. No entanto, as suas declarações são amplamente citadas por autores sunitas e revelaram-se particularmente úteis na polémica contra as expressões xiitas do Islão. O elemento mais preocupante do material para os sunitas é a aparente elevação de Ali pelo Profeta, registrada em muitas coleções de hadith sunitas. A interpretação de relatos como as palavras do Profeta "Eu sou de 'Ali e 'Ali é de mim" e "Quem me considera seu patrono (mawla), então 'Ali também é seu patrono" tornou-se um grande desafio, pois tais relatórios foram usados por os xiitas para demonstrar a preeminência de 'Ali, embora os primeiros registros deles estejam em fontes sunitas. Estas reinterpretações incluíram compreensões espirituais, como o argumento de que o termo “patrono” (mawla) é simplesmente uma expressão da dependência financeira de uma pessoa em relação a outra. Há também uma aceitação por parte de alguns autores sunitas de que tais relatórios indicam a preeminência do conhecimento de 'Ali sobre a Sharia e sua importância como companheiro do Profeta e transmissor das palavras do Profeta. Ainda assim, estes autores argumentam que isto não indica a designação política de 'Ali pelo Profeta. 

### Posição na tradição sufi
A posição de Ali como um transmissor preeminente da mensagem do Profeta facilitou o seu emprego como chefe espiritual de vários movimentos sufis nos séculos subsequentes. Seu retrato como um seguidor ascético de Maomé também é comum às tradições xiitas e sunitas. Além disso, os ditos espirituais gerais (isto é, não sectários) atribuídos a Ali forneceram uma excelente fonte na elaboração posterior do Sufismo. A noção de que o Profeta transmitiu a Ali conhecimento esotérico revelou-se notavelmente popular entre os escritores sufis. Ali tornou-se central nos mitos fundadores de várias ordens sufis (turuq), tanto xiitas quanto sunitas. A maioria dos turuq traça sua linhagem espiritual (silsila) de Ali até o Profeta. Central para a posição concedida a Ali dentro do Sufismo é a crença de que o conhecimento e a autoridade espiritual fornecidos a ele pelo Profeta permitem que o crente individual embarque em sua jornada espiritual para Deus. Mesmo os Naqshbandis, que extraordinariamente traçam a sua silsila através de Abu Bakr e não de Ali, ainda o incorporam na sua hierarquia espiritual, contando como o Profeta lhe ensinou elementos rituais específicos da prática Sufi. Através destas práticas, os discípulos podem alcançar estágios designados no caminho Sufi. 

### Posição na teologia xiita
Em toda a gama de grupos xiitas, Ali ocupa naturalmente uma posição suprema. A crença na sua liderança e na reivindicação legítima ao califado é, talvez, a doutrina definidora do Islão Xiita. Seus ditos são uma fonte de instrução para os sistemas jurídicos xiitas (o Imamiyya, o Zaydiyya e o sistema jurídico ismaelita desenvolvido pelo fatímida al-Qāḍī al-Nu'man, falecido em 363/974). Seus relatórios jurídicos, porém, estão dispersos. O sexto Imam, Ja'far al-Sadiq, é normalmente retratado como o grande "Imã jurista" tanto pelos Imāmis quanto pelos Ismailis. Mais importante é a crença geral xiita na superioridade (afdal) de 'Ali sobre outros companheiros e sua designação pelo Profeta.  Sua orientação devocional e moralista deu origem a uma tendência ao esoterismo e ao misticismo na maioria das formas de xiismo, e a uma estreita relação teológica entre as várias vertentes do sufismo sunita e da espiritualidade xiita. Entre os Imāmis, é claro, wilaya (obediência devocional) a Ali é um artigo de fé. A declaração de que "Ali é o walī de Deus" foi incorporada em diferentes momentos ao chamado dos Imami Shii à oração (adhan, junto com a shahada). Os Must'ali Ismailis o consideravam de uma posição tão elevada que ele é reconhecido como tendo um status mais elevado do que um Imam . Outros ramos do ismaelismo sustentam doutrinas relacionadas à 'impecabilidade' de Ali ('işma) e ao conhecimento do invisível (ilm al-ghayb) que concordam bem com alguns dos elementos mais populares do xiismo imami. Tanto para os Imāmis como para os Ismailis, 'Ali desempenha um papel importante nas ideias sobre o dia do julgamento, embora os relatos não sejam consistentes; outras fontes indicam que ele intercederá junto a Deus e implorará para que os pecados de seus seguidores sejam perdoados. Entre os Zaydiyya, a posição de 'Ali em relação aos outros três rashidin levou à divisão entre os Batriyya e os Järudiyya. O primeiro considerou os três primeiros califas legítimos, porque 'Ali concordou com o seu governo. Este último os considerou ilegítimos e foi a visão deles que acabou prevalecendo no xiismo Zaydi. 
As chamadas tendências xiitas "extremistas" (ghulat) veem 'Ali como um fulcro espiritual, que luta contra os demônios e tem acesso especial à vontade de Deus. Segundo alguns, como os Nusayris, 'Ali aparece como uma encarnação de Deus, um ser com natureza divina. Ele às vezes é descrito como uma emanação de Deus que sempre existiu: "Ali é Deus: não há Deus além dele . Em algumas" seitas extremistas como a Khattabiyya, 'Ali ocupa um lugar ainda mais elevado que o próprio Muhammad . Da mesma forma, no período moderno, os Alevis e Bektashis na Turquia são vistos com suspeita pelas principais comunidades xiitas e sunitas pela sua crença na divindade de 'Ali e na natureza essencialmente espiritual (em vez de humana). Num contexto curdo, os Ahl-i Haqq (também chamados de 'Ali-ilahiyya) têm opiniões semelhantes, misturadas com a crença na reencarnação. Na verdade, as doutrinas que permitem aos heresiógrafos classificar um grupo como “extremista” (ghali) envolvem esta crença exagerada no estatuto de 'Ali. 

## Historiografia
Com exceção de Maomé, não há ninguém na história islâmica sobre quem tenha sido escrito tanto em línguas islâmicas como Ali. As principais fontes de estudos sobre a vida de Ali são o Hadith e a literatura sīrah (relatos da vida do profeta Maomé), bem como outras fontes biográficas e textos da história islâmica primitiva. As extensas fontes secundárias incluem, além de obras de muçulmanos sunitas e xiitas, escritos de árabes cristãos, hindus e outros não-muçulmanos do Oriente Médio e da Ásia e algumas obras de estudiosos ocidentais modernos. No entanto, muitas das primeiras fontes islâmicas são influenciadas, até certo ponto, por uma tendência, positiva ou negativa, em relação a Ali. 
Uma breve visão geral das principais obras biográficas sobre Ali reflete o profundo e contínuo interesse acadêmico por Ali e seus ensinamentos. A mais recente adição à impressionante lista é Imam Ali: From Concise History to Timeless Mystery, do estudioso londrino Reza Shah-Kazemi, que oferece uma visão concisa e penetrante da vida de Ali. Foi apropriadamente chamado de “demasiado xiita para alguns sunitas, e demasiado sunita para alguns xiitas”, dado o seu sabor académico. Entre as biografias conhecidas de Ali está A Voz da Justiça Humana (Sautul Adalatil Insaniyah), de George Jordac (1931–2014), um jornalista cristão libanês. Esta obra de cinco volumes, escrita originalmente em árabe, concentra-se no caráter de Ali e baseia-se fortemente em seus discursos e declarações. Foi o espectro e o alcance dos sermões de Ali que inspiraram Jordac a produzir este trabalho, e ele afirmou que 'a prosa do Imam Ali em “Nahj al-Balagha” tem a retórica mais sublime num livro árabe apenas depois do Alcorão'. 
Próximo é The Succession to Muhammad: A Study of the Early Caliphate, de Wilferd Madelung, que não é uma biografia, mas está incluído nesta lista por ser uma das obras mais bem pesquisadas sobre o início da história do Islã, que cobre extensivamente a vida e os negócios de Todos. Vai ao cerne da questão no que diz respeito à sucessão do Profeta, bem como aos desenvolvimentos políticos posteriores, incluindo os desafios que Ali teve de enfrentar como califa por parte dos inimigos internos. A seguir está o trabalho mais detalhado sobre Ali na língua árabe, intitulado Al-Ghadir. Esta obra enciclopédica de onze volumes de Abd al-Husayn Amini (1902–70), um eminente estudioso xiita, investiga a sucessão de Ali através de um extenso exame da tradição de Ghadir Khumm, onde o Profeta declarou: 'Para quem quer que eu seja seu mestre [maula], Ali também é seu mestre.' Amini compilou rigorosamente as cadeias de narração deste hadith, conforme registrado em textos sunitas e xiitas, além de fornecer uma crítica da história do Islã após a morte do Profeta. 
Na língua urdu, a biografia mais detalhada e popular de Ali é escrita pelo Mufti Jafar Hussain (1914–82), um clérigo xiita treinado em Najaf. Intitulado Seerat Ameeral Momineen, e agora traduzido também para o inglês, ele fornece extensos detalhes sobre a infância de Ali, seu serviço ao Profeta e o papel que desempenhou como califa. Uma característica distintiva da obra são os breves esboços dos companheiros de Ali e daqueles que ele nomeou para cargos importantes durante o seu califado. Outra biografia de Ali rica em detalhes é uma nota sobre fontes, do estudioso xiita iraquiano Baqir Sharif al-Qarashi (1925–2012) e intitulada A Vida do Imam Ali Ibn Abi Talib. Autor prolífico, ele produziu biografias de muitas das principais figuras da história islâmica. Esta obra, traduzida para inglês e incluída nas poucas biografias de Ali disponíveis no Ocidente, fornece mais detalhes do que obras comparáveis sobre as actividades e o papel de Ali durante o governo dos três primeiros califas. 
Duas novas biografias escritas por escritores sunitas também agregam grande valor aos estudos sobre Ali. O estudioso turco Resit Haylamaz em Ali Ibn Abi Talib: O Herói da Cavalaria argumenta que a personalidade de Ali se ajusta perfeitamente à noção árabe de futuwwa, simbolizando uma combinação de piedade, bravura, altruísmo e generosidade. O livro compila histórias da vida de Ali que refletem essas características. Sendo um biógrafo do Profeta e dos seus companheiros e esposas, o seu domínio sobre a história muçulmana inicial é evidente. Ali M. Sallabi, um estudioso líbio agora radicado na Arábia Saudita, em seus dois volumes Ali Ibn Abi Talib desafia muitas opiniões defendidas pelos xiitas sobre a vida e a época de Ali. De tom sectário, reflecte sobretudo perspectivas de inspiração wahhabi da extrema-direita. Entre as obras com ênfase mais analítica, destaca-se a de Murtada Mutahhari (1919–79), influente clérigo iraniano. A polarização de Muttahiri em torno do caráter de Ali ibn Abi Talib estuda como o carisma de Ali era um fator de atração, mas sua integridade e princípios afastaram alguns elementos, como os fanáticos Kharijitas. O livro é um tratado valioso, traçando o perfil dos amigos e inimigos de Ali e como eles se chocaram na arena ideológica. 

## Provérbios Sábios
a memória e os ensinamentos de Ali desenvolveram uma base sólida nas culturas muçulmanas, apoiadas por instituições de ensino e estudos. Na verdade, isto constituiu uma característica importante do legado de Ali. Seus sermões e cartas, bem como orações, inspiraram uma ampla gama de estudiosos nas áreas de teologia e estudos sociais. Os ditos de Ali, como afirma Tahera Qutbuddin, professora de literatura árabe da Universidade de Chicago, “estavam entre as primeiras peças de literatura árabe com as quais o mundo ocidental se envolveu, presumivelmente devido ao seu apelo ético universal”. Uma espiada nas percepções de Ali sobre aprendizagem e educação oferece uma amostra de sua visão de mundo: 
O conhecimento é melhor que a riqueza; pois o conhecimento protege você, enquanto você deve proteger a riqueza; a riqueza diminui à medida que é gasta, enquanto o conhecimento aumenta à medida que é dado a outros; os resultados da riqueza desaparecem com o desaparecimento da riqueza. . . O conhecimento é um juiz, enquanto a riqueza é julgada.
Sua cura está dentro de você, mas você não sabe,
Sua doença vem de você, mas você não vê,
Você é o ‘Livro Esclarecedor’
Através de cuja carta se manifesta o oculto.
Você supõe que é um corpo pequeno
Mas o maior mundo se desenrola dentro de você.
Você não precisaria do que está fora de você

Se você refletisse sobre si mesmo, mas não reflete. 
A sua carta sobre princípios de governação entregue a Malik al-Ashtar por ocasião da sua nomeação como governador do Egipto é uma obra-prima sobre o assunto. Suas instruções parecem um tratado moderno sobre melhores práticas de governança: 
Entre os seus súditos há dois tipos de pessoas: ou seu irmão na fé ou seu igual em humanidade. Erros são cometidos e deles surgem defeitos, deliberada ou acidentalmente. Deixe que sua misericórdia e compaixão venham em seu socorro da mesma maneira e na mesma medida que você espera que Deus mostre misericórdia e perdão para você.
O Judiciário deve estar fora do alcance da pressão ou influência executiva. . . Abandonar a equidade e a justiça leva à tirania e à opressão. . . O líder do Estado deve garantir que o sistema judicial seja completamente justo na aplicação da justiça. Os familiares e amigos daqueles que ocupam posições de liderança não devem ser autorizados a escapar à acusação se forem encontrados envolvidos em qualquer crime.
Tenha muito cuidado para promover o bem-estar das pessoas pobres. Não seja arrogante e vaidoso ao lidar com eles. Lembre-se que você é responsável por cuidar também daqueles que não têm acesso a você e que estão em condições miseráveis (por causa da pobreza ou doença). Os elementos da sociedade podem tratá-los com repulsa e desprezo, mas você deve ser uma fonte de conforto, amor e respeito para eles. A devastação da terra só acontece através da miséria dos seus habitantes; e a miséria dos seus habitantes só acontece quando o desejo de acumular riquezas começa a controlar as almas dos governadores.
Um estado sobrevive através das receitas arrecadadas dos contribuintes. Portanto, deveria ser dada mais importância à fertilidade da terra do que à cobrança de impostos, porque a capacidade tributável real das pessoas depende da fertilidade da terra e do sucesso do comércio e dos negócios.

Nunca pague demais por uma tarefa bem executada simplesmente porque foi realizada por uma pessoa muito importante e não deixe que sua posição e prestígio sejam causa de superavaliação do mérito de seu trabalho, e ao mesmo tempo não subestime um grande feito se for feito por uma pessoa muito comum ou plebeu. Deixe que a equidade, a justiça e o fair play sejam o seu lema. 
Tabari relata as palavras finais de Ali em seu leito de morte, dirigidas a seus filhos e seguidores, reiterando os princípios que ele mais prezava: 
Não busque este mundo assim como ele procura você. Não chore por nada que lhe seja tirado, fale a verdade, tenha compaixão do órfão, socorra os que estão ansiosos. . . Minha oração e meu ritual, minha vida e minha morte pertencem a Deus, o Senhor dos mundos, que não tem parceiro. . .. segure-se firme na corda de Deus e evite a discórdia. Ouvi Abu al-Qasim [Profeta] dizer: ‘A renovação da unidade é melhor do que todas as suas orações e jejuns.’ . . . Tema a Deus, tema a Deus em relação àqueles que têm direito à sua proteção e hospitalidade. . . Temam a Deus, temam a Deus em relação à proteção concedida pelo seu Profeta e não permitam que os dhimmi (não-muçulmanos) sejam oprimidos entre vocês. . .. Tema a Deus, tema a Deus em relação aos pobres e desamparados e dê-lhes parte no seu sustento. . .. Você deve buscar harmonia e generosidade e evitar brigas internas, atritos e fragmentação. . .. Confio você a Deus e me despeço de você, e que a misericórdia de Deus esteja com você. 